# Frankfurter Stadtbefestigung

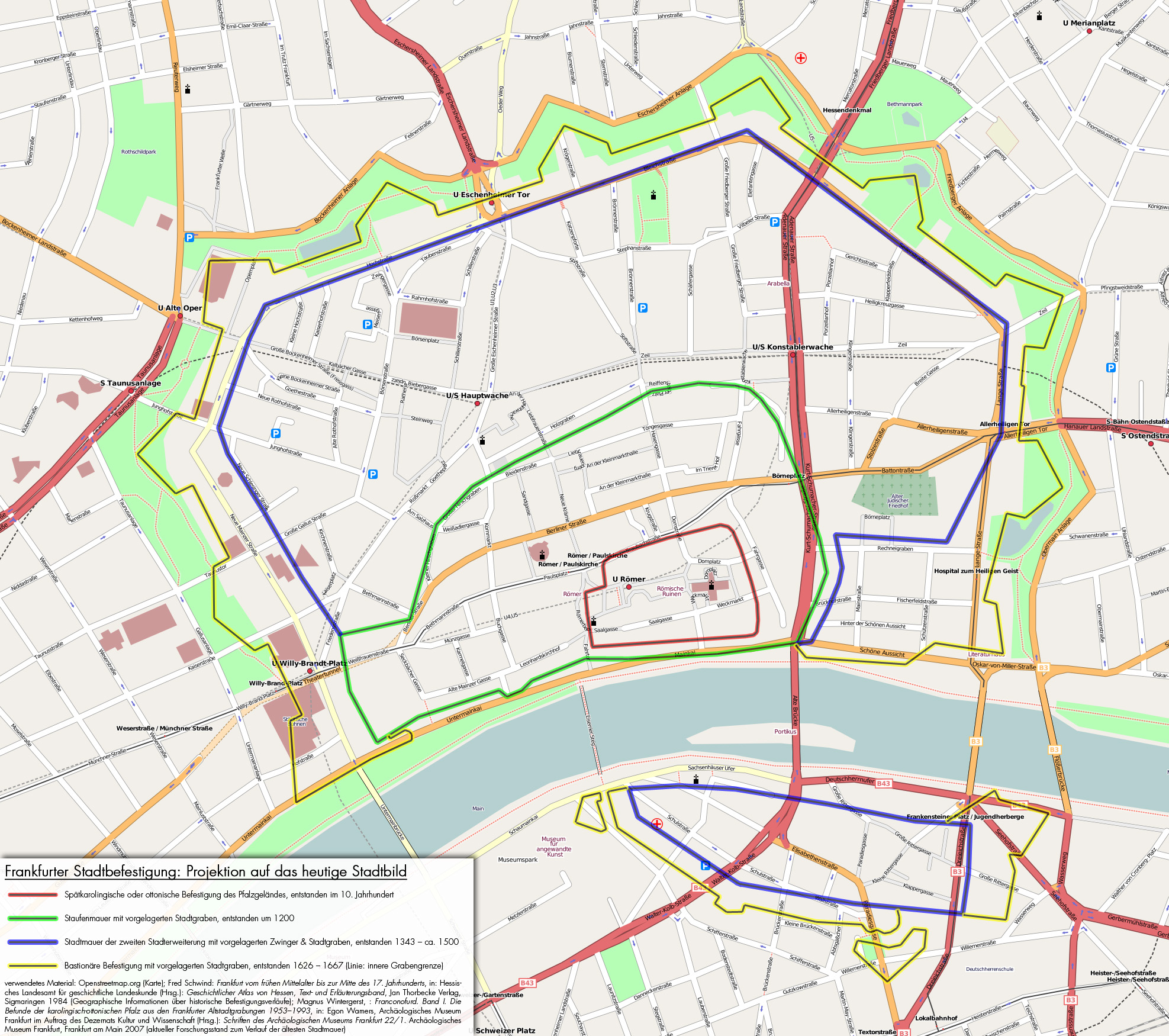
Verlauf der ehemaligen Stadtbefestigungen im heutigen Stadtbild

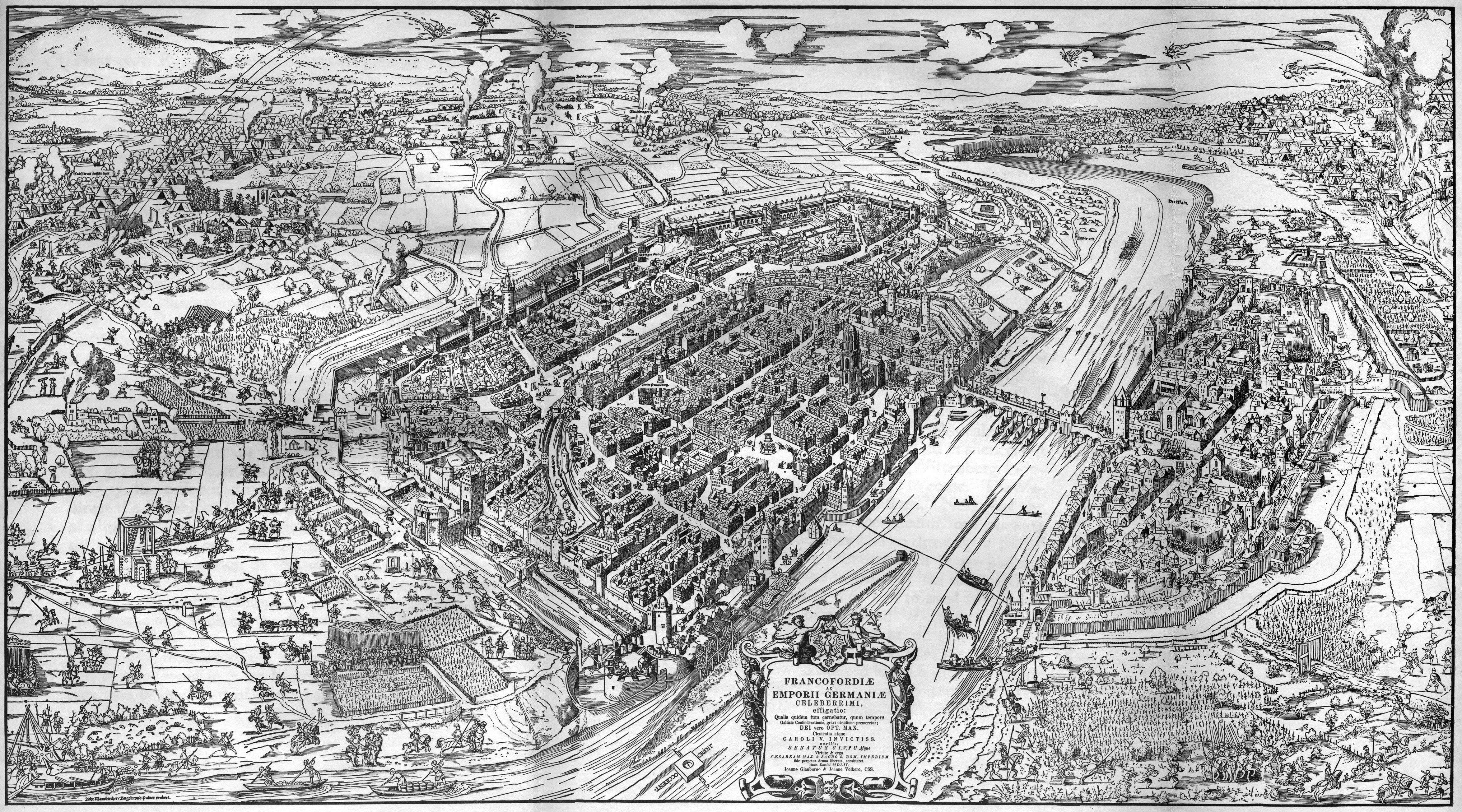
Die Belagerung von 1552 war die größte Bewährungsprobe der Frankfurter Stadtbefestigung.

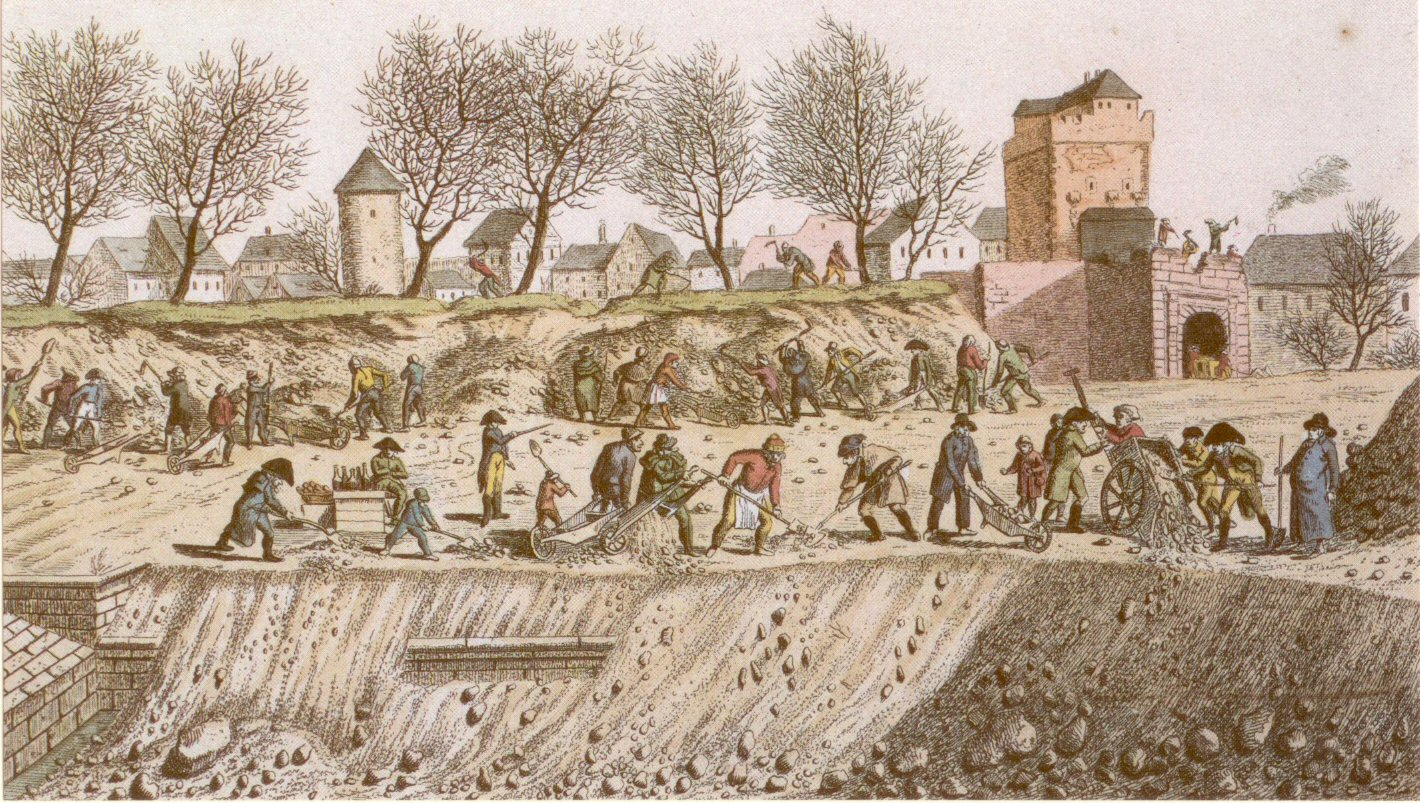
Abbruch der Stadtbefestigung 1806

Die Frankfurter Stadtbefestigung war ein System von Verteidigungsanlagen der Stadt Frankfurt am Main, das vom Mittelalter bis ins 19. Jahrhundert bestand. Um das Jahr 1000 entstand eine erste Stadtmauer, die im Wesentlichen das Gelände der Königspfalz Frankfurt einschloss. Im 12. Jahrhundert dehnte sich die Siedlung auf das Gebiet der heutigen Altstadt aus. Zu ihrem Schutz wurde die sogenannte Staufenmauer errichtet. Ab 1333 entstand nördlich der Altstadt die Neustadt, die mit einem zusätzlichen Mauerring mit fünf Stadttoren umzogen wurde. Die im 15. Jahrhundert angelegte Frankfurter Landwehr erstreckte sich um das gesamte Territorium der Freien Reichsstadt. Ab 1628 wurde die mittelalterliche Stadtmauer unter Stadtbaumeister Johann Wilhelm Dilich zu einer Sternschanzenfestung ausgebaut.
Frankfurt hielt sich seit der Niederlage in der Kronberger Fehde im Jahre 1389 konsequent aus militärischen Konflikten heraus und stützte sich auf ein Netz diplomatischer Beziehungen innerhalb und außerhalb des Reiches. Dadurch mussten sich die Stadtbefestigungen – soweit überliefert – in den fast acht Jahrhunderten ihres Bestehens nur einmal, nämlich im Juli 1552 während des Fürstenaufstandes, in einer Belagerung bewähren.
Ab dem 18. Jahrhundert waren die Befestigungsanlagen militärisch nutzlos und standen der Entwicklung der Stadt im Wege. Nicht zuletzt deswegen wurden sie 1806 bis 1818 geschleift. Sie bilden heute mit den Wallanlagen einen Grüngürtel um die Innenstadt. Noch erhalten sind sieben Türme, darunter der Eschenheimer Turm, ein etwa 200 Meter langes Stück der Staufenmauer, Reste der Landwehr sowie ein erst 2009 wieder aufgedecktes, 90 Meter langes Stück einer Kasematte der barocken Sternschanzenfestung.

## Die erste Stadtmauer

### Königspfalz Frankfurt

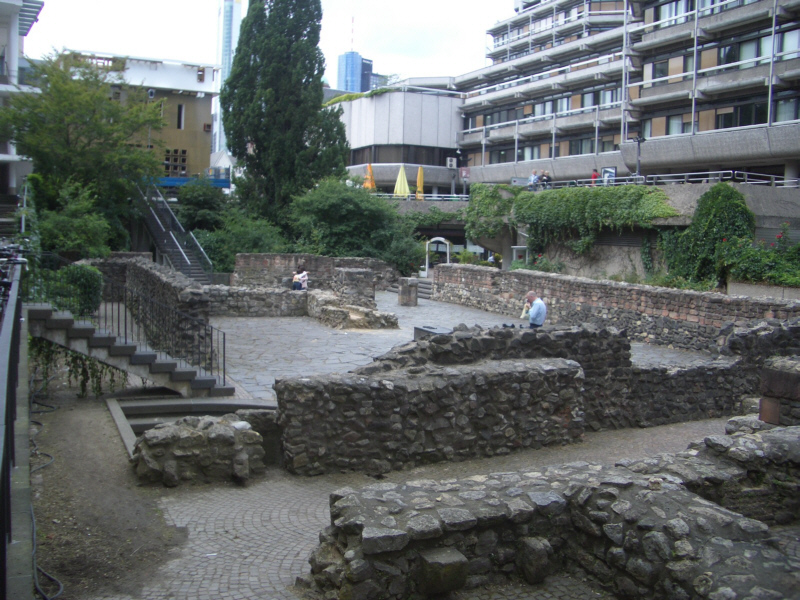
Reste der karolingischen Pfalz

Frankfurts älteste Befestigungsanlagen entstanden zum Schutz der 822 erstmals urkundlich erwähnten karolingischen Pfalz. Ihre Lage war lange Zeit nicht genau bekannt. Bis in die 1930er Jahre galt sie als Vorgängerbau des heutigen Saalhofs. Heinrich Bingemer konnte 1936 durch Grabungen beweisen, dass der Saalhof erst der Stauferzeit entstammte, und vermutete deshalb, dass die karolingische Pfalz weiter östlich lag. Tatsächlich stieß man 1953 bei archäologischen Grabungen im innersten Altstadtkern, die nach der Zerstörung der Altstadt durch die Luftangriffe auf Frankfurt am Main im Zweiten Weltkrieg möglich geworden waren, westlich des Doms im Keller der einstigen Goldenen Waage auf die Reste der Pfalz.
Die Pfalz lag auf dem Domhügel, einer hochwassergeschützten Anhöhe im Osten der Altstadt. Er war ursprünglich eine Insel zwischen dem südlich verlaufenden Main und der nördlich gelegenen Braubach, einem bereits im ersten christlichen Jahrtausend verlandeten und im Mittelalter kanalisierten Seitenarm. Südlich des Domhügels befand sich die Furt, der Frankfurt nicht nur den Namen, sondern überhaupt seine Existenz verdankt. Zwischen dem Domhügel und dem westlich davon gelegenen Karmeliterhügel zog sich eine sumpfige Niederung quer über den heutigen Römerberg zum Main hinab.
Bis in das frühe 20. Jahrhundert hinein galt als unstrittig, dass das karolingische Frankfurt nicht nur den Domhügel, sondern auch den Karmeliterhügel umfasste, also das südwestliche Viertel des heutigen Stadtteils Altstadt. Diese Annahme stützte sich auf die bereits genannte These, dass die Pfalz ein Vorgängerbau des Saalhofs war, und so genau in der Mitte der ersten Befestigung gelegen hätte. Entsprechend zeigt es dann auch ein Plan des Geographen Christian Friedrich Ulrich aus dem ersten Jahrzehnt des 19. Jahrhunderts, in dem die angeblich ältesten Stadtgrenzen und zugleich der mutmaßliche Verlauf der ältesten Stadtmauer eingetragen war.
Die Mauer wäre demnach vom Ufer etwas oberhalb der heutigen Alten Brücke nach Norden den Wollgraben entlang bis zum späteren Dominikanerkloster verlaufen. Von dort hätte sie nach Westen dem Verlauf der heutigen Braubachstraße und Bethmannstraße gefolgt und wäre kurz vor dem westlichen Ende der heutigen Weißfrauenstraße wieder Richtung Süden zum Main hin abgeknickt, wo sie am Ufer entlang wieder am östlichen Ausgangspunkt angeschlossen hätte.

### Erkenntnisse der Archäologie

#### Geschichte der Grabungen

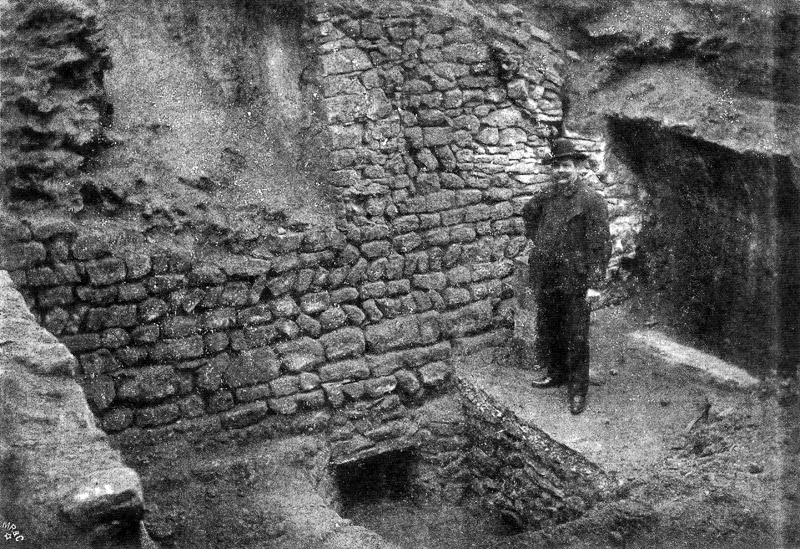
Mauerstück an der Braubachstraße mit deutlich erkennbarem Fischgrätenmauerwerk („opus spicatum“), 1904

Als 1827 bei der Erbauung des Dompfarrhauses am nördlichen Domplatz, später auch in den Kellern mehrerer Häuser im westlichen Altstadtgebiet vermeintliche Reste der Mauer zum Vorschein kamen, sah man die von Ulrich vorgegebene Vorstellung der frühmittelalterlichen Befestigung noch bestätigt. Erst beim Durchbruch der Braubachstraße durch die Altstadt 1904 bis 1906 konnten jedoch planmäßig umfangreiche Grabungen auf wissenschaftlicher Grundlage durchgeführt werden. Dem vom Historischen Museum beauftragten Architekten Christian Ludwig Thomas war es möglich, in über 50 Grabungsschächten entlang der neuen Straße den nördlichen und nordwestlichen Zug der Mauer nachzuweisen.
Erst nach dem Zweiten Weltkrieg beschäftigten sich in den Jahren 1953 bis 1955 wieder Archäologen mit der Stadtmauer im Bereich des einstigen Hauptzollamtes (heute Haus am Dom). Der Nachweis über Teile des südlichen (also entlang des Mains) und ein kleines Stück des westlichen Verlaufs unter der Saalgasse konnte im Zuge der Untersuchungen von Otto Stamm auf dem Gebiet des Saalhofs in den Jahren 1958 bis 1961 erbracht werden. Die bisher letzte auf die Mauer gerichtete Grabungen fand 1976 erneut auf dem Grundstück des Dompfarrhauses statt. Untersuchungen zwecks Nachweises des südöstlichen und östlichen Verlaufs gab es bisher nicht. Auch erlaubte die vermutlich durch die Bautätigkeit des Mittelalters im Bereich des Römerbergs stark gestörte und durch den Bau der Tiefgarage in den 1970er Jahren schließlich vernichtete Stratigraphie nur sehr spärliche Rückschlüsse auf den Verlauf an dieser Stelle.

#### Befunde und heutiger Forschungsstand

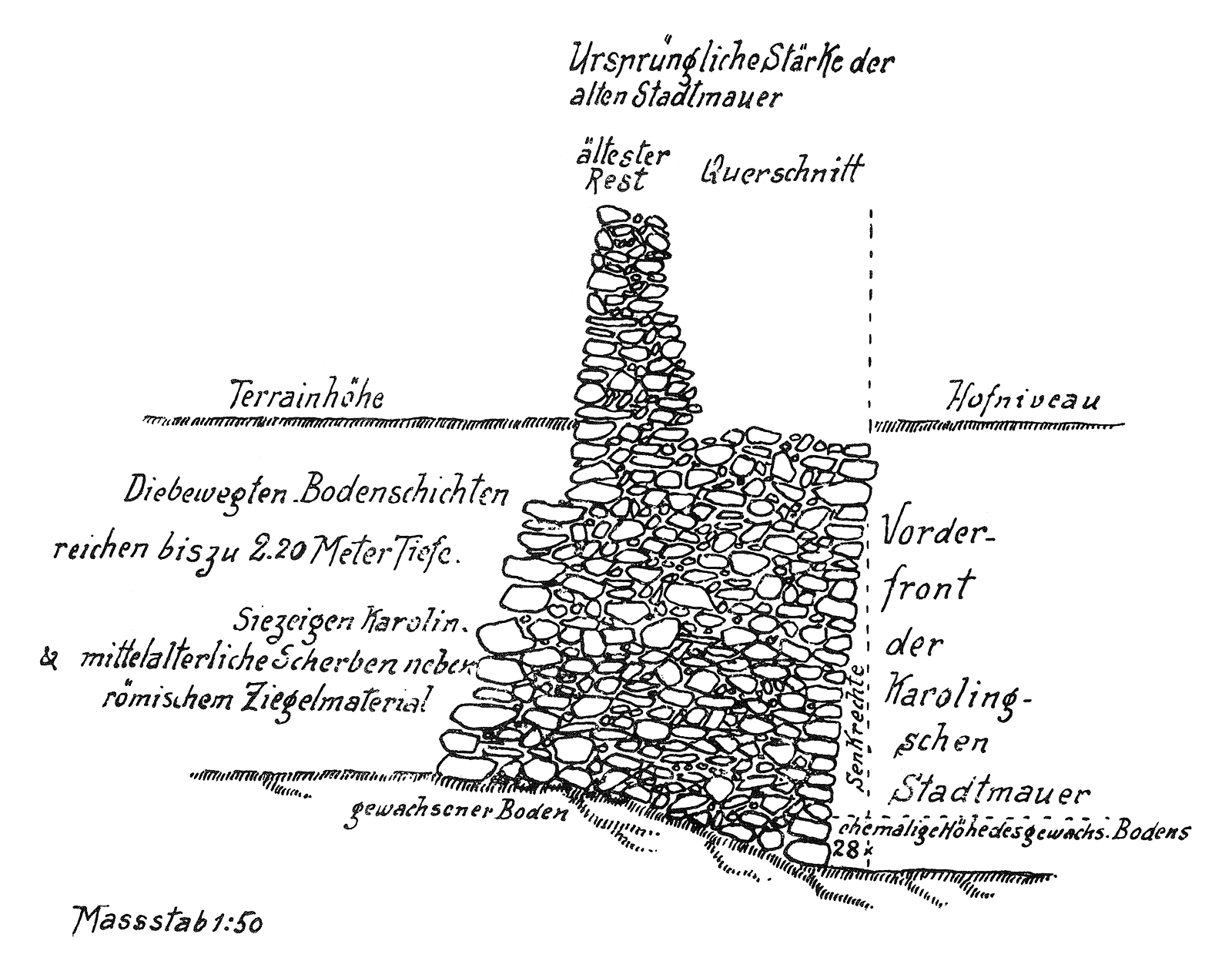
Schnittbild der Mauer nach Thomas, 1904

Das deutlichste Bild zeichnen die Befunde vom Erscheinungsbild und der Zusammensetzung der Mauer. Sie war im Mittel etwa zwei Meter dick wie hoch, auf der südlichen Schauseite zum Main betrug die Dicke – wohl aus rein psychologischen Gründen – sogar drei Meter, in den Befundkatalogen wird sie hier deshalb oft als „Dreimetermauer“ aufgeführt. Das Verteidigungswerk bestand aus Geröllen, grob behauenen Bruchsteinen, teils aber auch besser gearbeiteten Werkstücken aus Basalt und Vilbeler Sandstein, die wohl dem Abbruch römischer Hochbauten entstammten. Das Material war recht unbeholfen und überhaupt nur auf den Schauseiten planmäßig in einem fischgrätenartigen Verbund aufeinandergeschichtet, der Mörtel von äußerst geringer Qualität, im Grunde nur mit Pflanzenfasern und Tierhaaren vermischter Lehm. Laut Thomas war die Fundamentierung so mangelhaft, dass die Mauer noch zu Zeiten, als sie nicht vom Zivilisationsschutt überdeckt war, um bis zu 30 Zentimeter aus der Lotrichtung kippte. Stellenweise deckte er auch spätere Reparaturen mit besserem Mörtel auf, was die Bedeutung der Mauer dokumentiert, wollte man sie doch offenbar trotz ihrer schwerwiegenden baulichen Mängel erhalten.
Bezüglich der Datierung ergeben die Befunde alleine schon ein weniger eindeutiges Bild. Thomas datierte die Mauer noch aufgrund im näheren Umfeld gefundener Zivilisationsreste, vor allem aber sogenannter Pingsdorfer Keramik, die man in dieser Zeit für karolingisch hielt, in das 9. Jahrhundert und schrieb die Bauherreneigenschaft Ludwig dem Deutschen zu. Bei der Grabung 1976 konnte eine Becherkachel aus grober Glimmerware in einer Grube unter der Mauer geborgen werden. Becherkacheln kommen gegen Ende des 10. Jahrhunderts auf, und auch die bereits genannte Pingsdorfer Keramik wird heute tendenziell erst in die Zeit ab 900 gesetzt, so dass zumindest die bisher gemachten archäologischen Befunde eher für eine Stadtmauer der späten ottonischen denn der karolingischen Epoche sprechen. Dazu kommt allerdings noch eine Urkunde aus dem Jahr 994, die die Stadt erstmals als castello, also Burg bezeichnet, was die Existenz einer Stadtmauer zu diesem Zeitpunkt nahelegt und sich hervorragend mit dem Ergebnis der archäologischen Untersuchungen deckt.

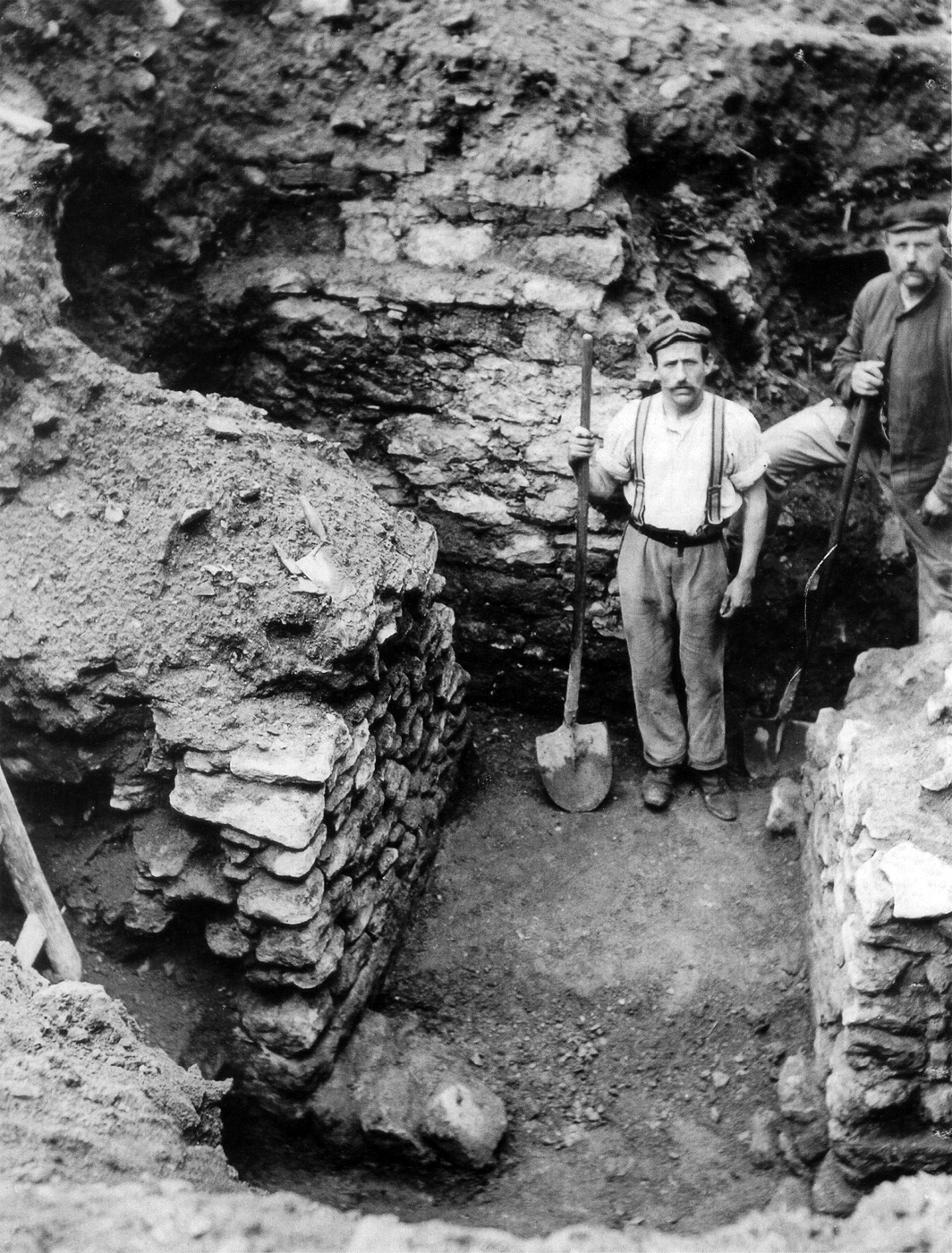
Toranlage in der Borngasse, 1906

Der Verlauf der Mauer ist aufgrund der zahlreichen Grabungen der Jahrhundertwende und der für archäologische Verhältnisse damals noch luxuriösen Situation, in völlig ungestörten Kulturschichten graben zu können, im Nordwesten am besten dokumentiert. Die Verteidigungsanlage erstreckte sich in einer nahezu geraden Linie vom Hainer Hof nördlich der Kannengießergasse bis hin zu einer von Thomas aufgedeckten, 1,10 Meter breiten Toranlage im Bereich der Borngasse. Von hier erstreckte sie in gerade Richtung weiter zum Steinernen Haus und knickte dann wider Erwarten scharf Richtung Römerberg ab.
Die Funde einer in Ost-West-Richtung verlaufenden Mauer am nördlichen Samstagsberg legen die Existenz einer weiteren Toranlage nahe, wo man noch heute den Römerberg verlässt und in den Alten Markt Richtung Dom eintritt. Zieht man von hier eine Verbindung mit den Funden im Bereich des Saalhofs, so muss die in Ost-West-Richtung verlaufende Mauer hier eine nahezu rechtwinklige Wendung beschrieben und als gerade Linie Anschluss an die stärkere Mauer am Mainufer gesucht haben. Die von Thomas bemerkte starke Störung des Bodens unter dem Römerberg macht es aber genauso gut möglich, dass das genannte Ost-West-Stück einer späteren Zeit angehörte, und die Mauer direkt in einem Viertelkreis Anschluss von ihrem nordwestlichen Verlauf, dessen südwestlichstes Stück Otto Stamm unter der Saalgasse fand, an das südliche Stück suchte. Letzteres ist archäologisch nur bis auf Höhe des Geistpförtchens nachgewiesen. Auch ihre Gleichzeitigkeit mit der ottonischen Stadtmauer ist durchaus umstritten.
Mutmaßlich folgte die „Dreimetermauer“ auch östlich des Geistpförtchens weiter dem natürlichen Verlauf des Flusses, dessen Ufer damals etwa auf Höhe der südlichen Saalgasse lag, und verlief östlich des Doms, etwa auf mittlerer Ausdehnung der Kannengießergasse, wieder bei verringerter Breite in Nord-Süd-Richtung, um sich dem belegten Verlauf an der heutigen Braubachstraße anzuschließen.
Den Anfang des 20. Jahrhunderts noch überraschenden archäologischen Befund konnten erst die Ausgrabungen der Nachkriegszeit erklären. Genau in der Mitte des von der Mauer umschlossenen Geländes befand sich die Pfalz mit den zugehörigen Wirtschaftsgebäuden und dem Vorgängerbau des Doms, der 852 geweihten Salvatorkirche. Das karolingische Frankfurt war also deutlich kleiner gewesen, als man früher angenommen hatte, und wurde nach dem heutigen Kenntnisstand auch erst von der nachfolgenden Dynastie der Ottonen um das Jahr 1000 befestigt.

## Die Staufenmauer

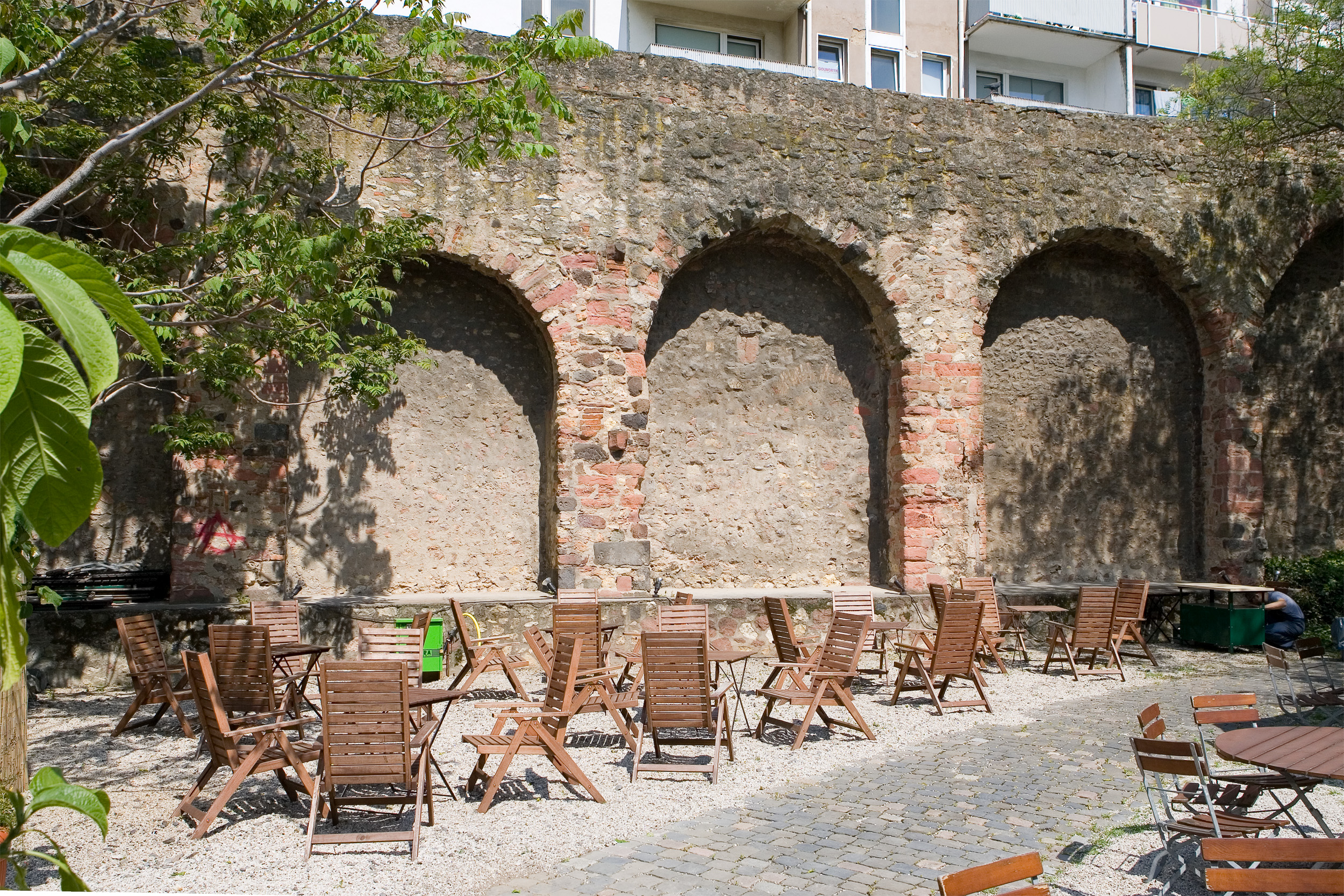
Reste der Staufenmauer sind bis heute erhalten

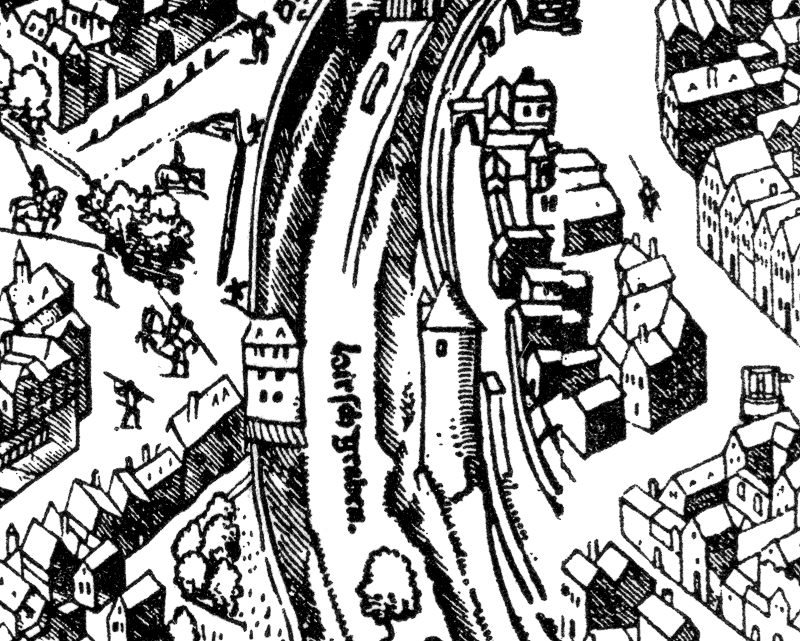
Guldenpforte, 1552

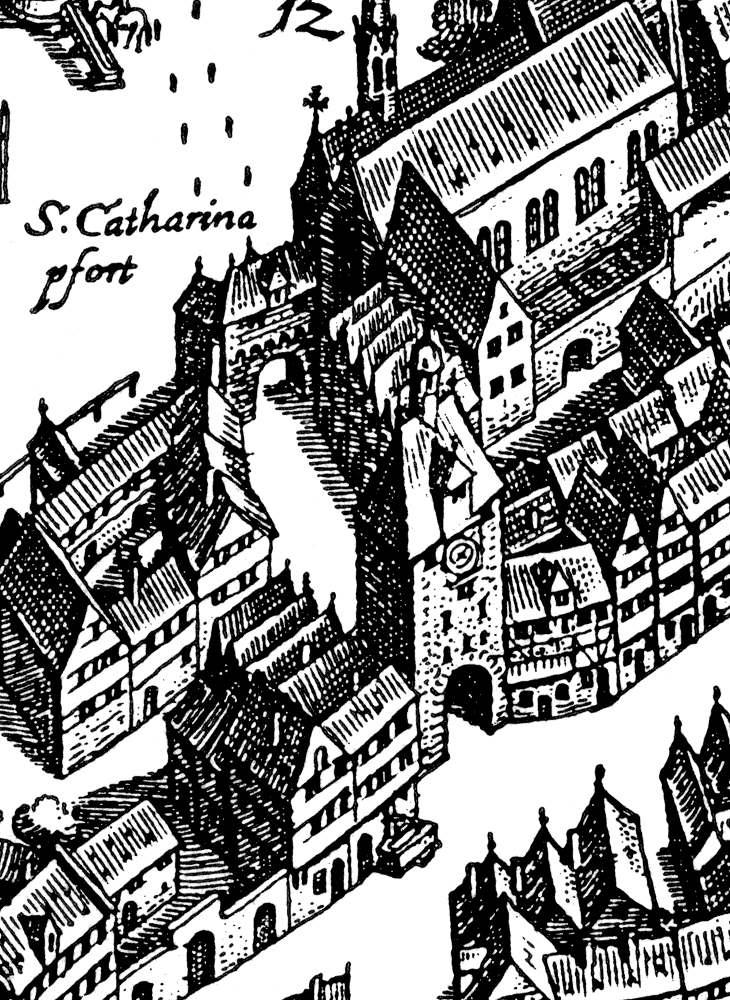
Katharinenpforte, 1628

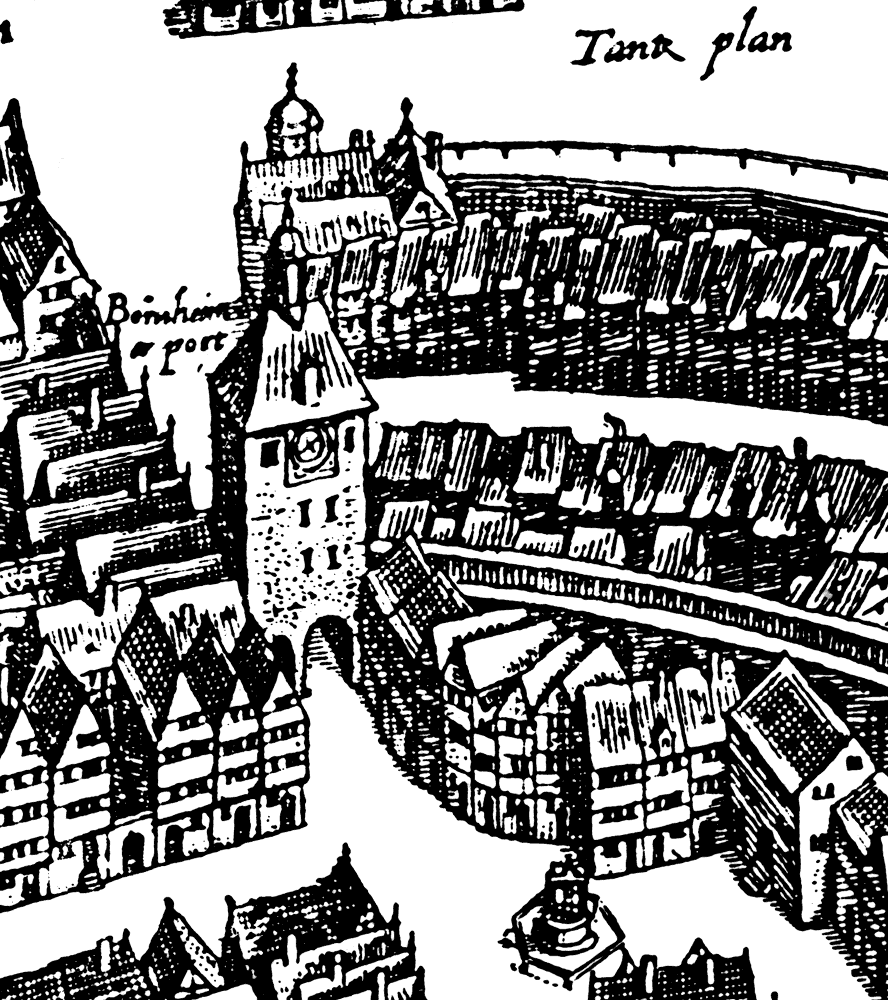
Bornheimer Pforte, 1628

Zu Beginn des 11. Jahrhunderts war die karolingische Königspfalz bereits baufällig geworden. Vermutlich zwischen 1018 und 1045 fiel sie einem Brand zum Opfer, das Gelände wurde rasch überbaut. Erst der 1138 zum König gewählte Konrad III. ließ mit dem Saalhof wieder eine Königsburg am Main errichten. Die um die Burg gelegene Siedlung entwickelte sich nach der Mitte des 12. Jahrhunderts allmählich zu einer kleinen Stadt. Mit der später so genannten Ersten Stadterweiterung griffen die Siedlungsgrenzen über den inzwischen verlandeten oder zugeschütteten nördlichen Mainarm hinaus. Ende des 12. oder Anfang des 13. Jahrhunderts wurde die vergrößerte Siedlung mit einer neuen Stadtmauer umgeben, der Staufenmauer. Sie umschloss ein Gebiet von etwa 0,5 Quadratkilometern, die heutige Frankfurter Altstadt.
Die neue Stadtmauer nahm am Mainufer etwas oberhalb der Brücke ihren Anfang, zog sich nach Norden den Wollgraben entlang bis zum späteren Dominikanerkloster und von dort in weitem Bogen nordwestlich zur Bornheimer Pforte an der Fahrgasse. Von hier verlief sie in westlicher Richtung den heutigen Holzgraben entlang zur Katharinenpforte, von dort im Bogen über den Kleinen und den Großen Hirschgraben nach Südwesten und knickte kurz vor dem westlichen Ende der heutigen Weißfrauenstraße Richtung Süden zum Main hin ab. Am Ufer entlang verlief die Mainmauer.
Die Erweiterung fiel in etwa zusammen mit der Einführung der Armbrust in der Folge der Kreuzzüge, weswegen die Befestigung vor allem in die Höhe wuchs. Auf der etwa sieben Meter hohen und zwei bis drei Meter dicken Mauer aus Bruchsteinen verlief ein Wehrgang, zur Außenseite war ein trockener Graben vorgelagert. Die Stadtmauer hatte drei Haupttore, von West nach Ost die Guldenpforte, am westlichen Ende der Weißadlergasse; die Bockenheimer Pforte (später Katharinenpforte genannt) zwischen Holz- und Hirschgraben; und die Bornheimer Pforte am nördlichsten Punkt der Fahrgasse.
Das Aussehen der Guldenpforte wurde nur durch den Belagerungsplan von 1552 als runder, schmuckloser Turm mit kegelförmigem Dach überliefert. Die Katharinenpforte bestand aus zwei einfachen Gebäuden, der äußeren Pforte und einem stärkeren, viereckigen Innenturm mit hohem Schieferdach, Dacherker und Laterne. Dieser Turm stand am Südende der heute als Katharinenpforte bezeichneten Straße, die ihren Namen nach der 1354 von Wicker Frosch gestifteten Katharinenkirche erhielt. Auf älteren Darstellungen erkennt man den romanischen Baustil des Tores an Größe und Form der Fenster sowie im Erdgeschoss an der rundbogigen Durchfahrt mit ihrer typischen, unverputzten Bogenstellung.
Noch im 17. und 18. Jahrhundert wurde die Katharinenpforte mehrfach aufwändig renoviert, um ein darin befindliches Gefängnis weiter nutzen zu können. Offenbar war das Gebäude mit seinen äußerst massiven Mauern für diesen Zweck besonders geeignet. Die aus heutiger Sicht prominenteste Gefangene dürfte Susanna Margaretha Brandt gewesen sein, das historische Vorbild für Goethes Gretchen. Sie verbrachte hier die Zeit von ihrer Festnahme am 2. August 1771 bis zur Hinrichtung am 14. Januar 1772.
Die Bornheimer Pforte war eine Doppelpforte: der östliche Torbogen war größer und für Fuhrwerke gedacht, der westliche von etwa halber Breite für Fußgänger. Sie verfügte über einen einfachen viereckigen Turm mit hohem Schieferdach. Bereits seit 1433 diente sie ebenso wie ihr westliches Pendant als Gefängnis. 1719 wurde sie beim Großen Christenbrand schwer beschädigt.
Neben den vorgenannten Haupttoren gab es sieben kleinere Durchlässe: die Mainzer Pforte an der Alten Mainzer Gasse, die Fischerfeldpforte östlich der Brücke am Main, westlich der Brücke die Fischerpforte an der Großen Fischergasse, das Metzgertor südlich des Leinwandhauses, die Heilig-Geist-Pforte auf mittlerer Länge der Saalgasse, die Fahrpforte am späteren Fahrtor, die Holzpforte am südlichen Ende der Karpfengasse (Nord-Süd-Verbindung ungefähr zwischen den heutigen Straßen Fahrtor und Am Leonhardstor, nach dem Zweiten Weltkrieg aufgegeben) sowie die Leonhardspforte an der 1219 gestifteten Leonhardskirche. Die Nebenpforten wurden ob ihrer geringen Größe im Volksmund oft als Pförtchen verniedlicht. Ihr Aussehen ist nicht überliefert, da sie bereits Mitte des 15. Jahrhunderts und somit fast ein Jahrhundert vor den ersten bildlichen Gesamtdarstellungen der Stadt wieder starke bauliche Veränderungen erfuhren.
Die Staufenmauer wurde auch nach der Zweiten Stadterweiterung von 1333 unterhalten. Bester Beleg hierfür waren zwei noch in der Mitte des 14. Jahrhunderts, also zu einer Zeit, als die Stadt bereits eine neue Befestigung erhielt, auf der Mauer errichtete Rundtürme. Der nach einem hier befindlichen Wirtschaftshof des Bartholomäusstifts benannte Fronhofturm stand am Ende der Predigergasse (Ost-West-Verbindung ungefähr zwischen heutigem östlichen Domplatz und Kurt-Schumacher-Straße, nach dem Zweiten Weltkrieg aufgegeben), der nach den benachbarten Dominikanern benannte Mönchsturm etwa auf der Mitte einer gedachten Linie zwischen dem Chor der Dominikanerkirche und dem Steinernen Haus in der Judengasse. Die Türme sollten aller Wahrscheinlichkeit nach als Verteidigung für die gefährdete Mauerecke am Fischerfeld dienen.

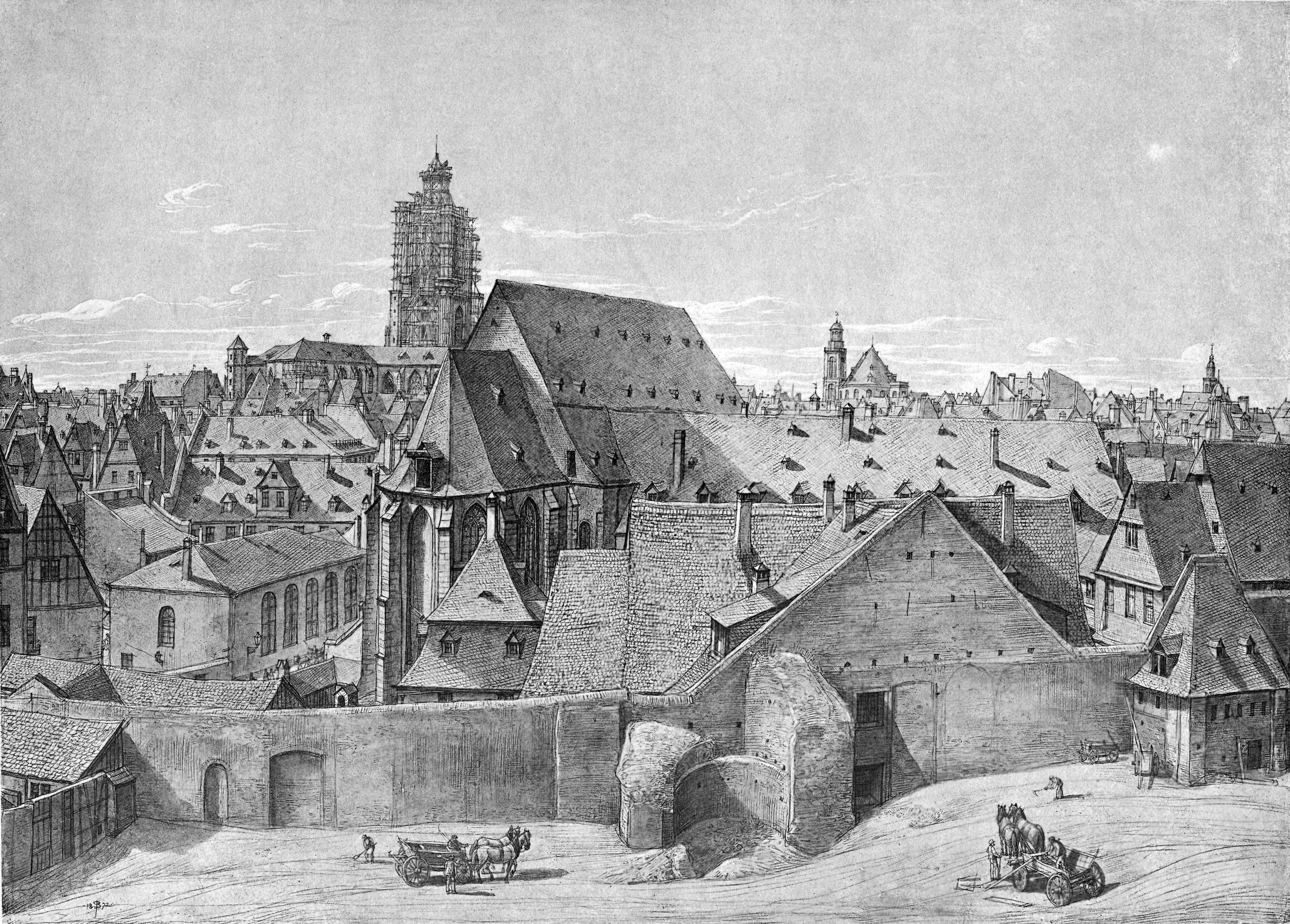
Erhaltenes Stück der Staufenmauer mit Stumpf des Mönchsturms an der Judengasse, 1872

Erst Ende des 16. Jahrhunderts riss man größere Stücke ab, wie es auf dem Vogelschauplan von Matthäus Merian aus dem Jahr 1628 gut zu erkennen ist: 1583 fiel ein großes Stück südwestlich der Katharinenpforte, 1589 gab es einen Durchbruch am nördlichen Ende der Fahrgasse und 1590 einen ebensolchen bei der Öffnung der Hasengasse zur Zeil hin. Im selben Jahr wurde auch die Guldenpforte abgerissen, kurz nach 1765 die Bornheimer Pforte, 1790 die Katharinenpforte, 1793 der Fronhofturm und 1795 schließlich weite Teile des Mönchsturms. Letzterer hatte, als Pulverturm benutzt, beim Großen Judenbrand 1711 beinahe zu einer Katastrophe geführt, doch ein Übergreifen der Flammen konnte gerade noch verhindert werden, und der Turm blieb in der Konsequenz ab diesem Zeitpunkt unbenutzt. Die Uhr der Bornheimer Pforte, die die Nachbarschaft bereits 1603 erbeten hatte, kam 1778 auf den Turm des nahen, seinerseits 1886 abgerissenen Zeughauses an der Konstablerwache. Die Glocke erhielt 1776 die im selben Jahr niedergebrannte Johanniskirche in Bornheim als Notbehelf.
Nach der Entfestigung des frühen 19. Jahrhunderts war bis etwa 1880 zusammenhängend noch ein etwa 600 Meter langes Stück der Staufenmauer an der westlichen Rückseite der Judengasse bis hinauf zur Fahrgasse erhalten. Binnen weniger Jahre fielen mehr als 500 Meter davon beim Durchbruch der Battonnstraße sowie beim Bau eines Schulhauses am Dominikanerkloster. Die Fundamente des Mönchturms wurden 2011 archäologisch ergraben und sollen nun im Belag der Straße kenntlich gemacht werden.

## Die spätmittelalterliche Stadterweiterung

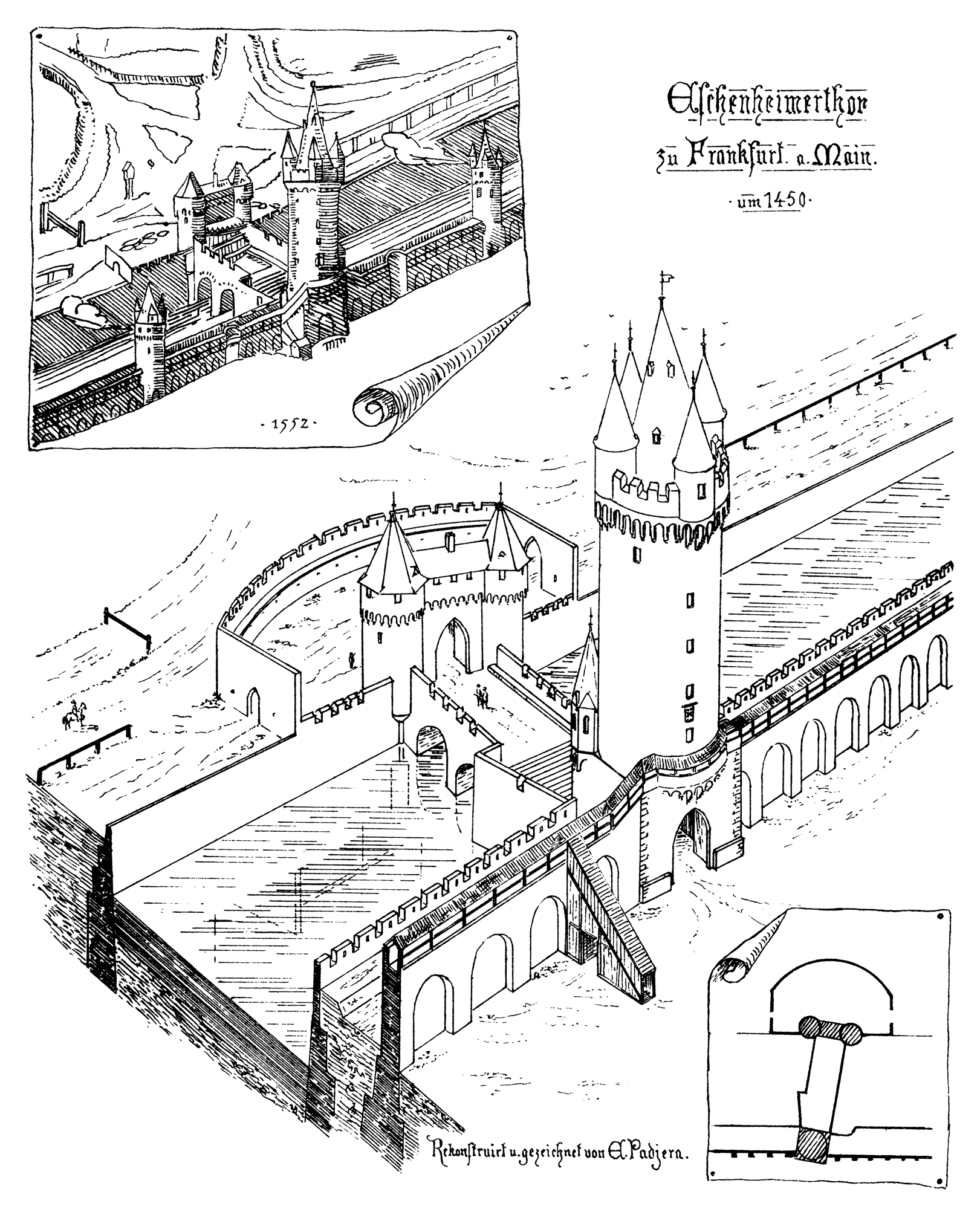
Die neue Stadtmauer am Beispiel des Eschenheimer Tors

Am 17. Juli 1333 gestattete Kaiser Ludwig IV. die Zweite Stadterweiterung, die das bisherige Stadtgebiet verdreifachte. Es sollte noch vier Jahrhunderte dauern, bis die Stadtbevölkerung von damals 9000 Menschen so weit angewachsen war, dass die vor der Staufenmauer gelegene Neustadt komplett bebaut war. Dennoch begann man bereits kurz nach der Stadterweiterung mit dem Bau einer neuen Stadtmauer um die dünn besiedelte Vorstadt, der sich in mehreren Abschnitten über mehr als 100 Jahre hinzog.
Die Arbeiten liefen im Jahr 1343 von zwei Seiten an: im Westen am Weißfrauenkloster und am Bockenheimer Tor, im Osten am Allerheiligentor. Der Bau schritt zunächst nur langsam und, soweit aus den mittelalterlichen Baumeister- und Rechenmeisterbüchern nachvollziehbar, kaum nach einem Gesamtkonzept voran. Einzig bei der Verstärkung der Mainfront in den 40er und 50er Jahren des 15. Jahrhunderts lässt sich so etwas wie ein Programm verfolgen. Die Einführung und rasche Entwicklung der Feuerwaffen sorgte ab diesem Zeitpunkt offenbar für eine gewisse Beschleunigung der Arbeiten, so dass die gesamte Befestigungslinie Anfang des 16. Jahrhunderts vollendet war.
Wie schon ihr Vorgängerbau nahm die Befestigung oberhalb der Alten Brücke ihren Anfang, zog sich bis zum Dominikanerkloster nach Norden, dann nach Osten und folgte von hier weiter der Linie des heutigen Anlagenrings. Von Osten nach Westen sind dies die Lange Straße, die Seilerstraße, die Bleichstraße, die Hochstraße und schließlich die Neue Mainzer Straße bis hinab zum Schneidwall. Am Verlauf der Mainmauer änderte sich nichts. Erstmals bezog man auch die südlich des Mains gelegene Vorstadt Sachsenhausen in den Schutz der Mauer ein.

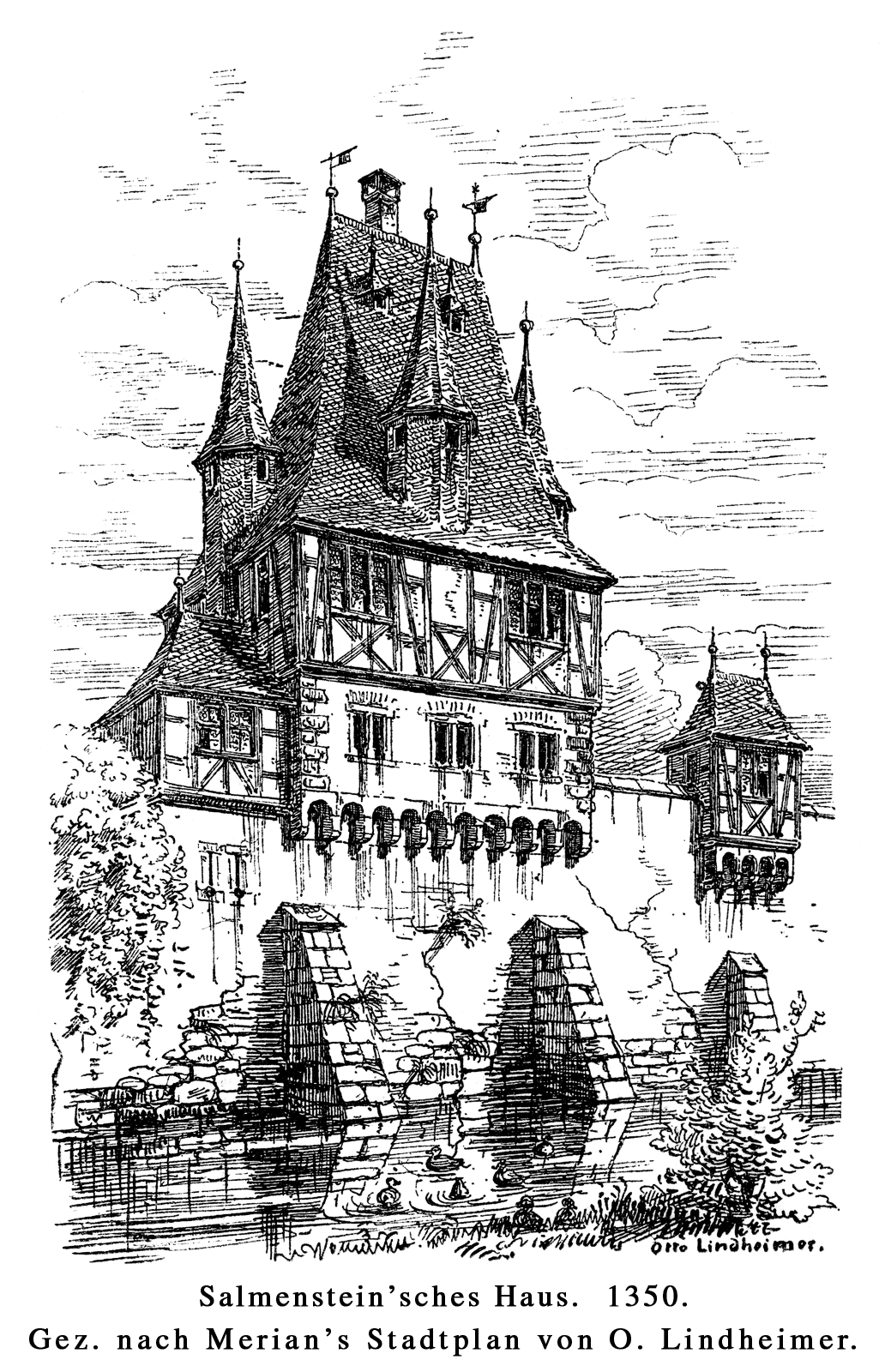
Salmensteinsches Haus

Die Mauer war sechs bis acht Meter hoch und an der Mauerkrone etwa 2,5 bis drei Meter dick. Um Material zu sparen, legte man in die Innenseite der Mauer – wie schon die Staufenmauer – etwa einen Meter tiefe Blendbögen. Auf der Mauer verlief ein durchgehender Wehrgang mit einer etwa zwei Meter hohen Brüstung, die von Zinnen und Schießscharten unterbrochen war. Man erreichte ihn entweder durch schmale und steile Holztreppen, oder durch steinerne Wendeltreppen, sogenannte Schnecken.
Der mit Platten belegte Wehrgang war zum Teil mit einem verschieferten Satteldach überdeckt, der Rest ohne Dach an verschiedenen Stellen mit kleinen Häuschen besetzt, das Verteidigern und Wächtern zum Aufenthalt diente. Das bekannteste dieser Gebäude war das um 1350 erbaute Salmensteinsche Haus im Bereich der heutigen Rechneigrabenstraße. Es inspirierte im 19. Jahrhundert die Architekten des Rathausneubaus, so dass der kleinere Rathausturm Kleiner Cohn im Dachbereich eine exakte Kopie des Hauses darstellt. Er hat nach seiner Beschädigung im Zweiten Weltkrieg allerdings bis heute nur ein flaches Notdach.
Vor und hinter der Mauer verliefen zwei jeweils drei bis vier Meter breite Zwinger, vor dem äußeren Zwinger ein acht bis 10 Meter breiter nasser Graben mit einer weiteren niedrigen Mauer davor. Neben dem Main speisten verschiedene kleinere Gewässer den Graben mit Wasser. Die Frankfurter Fischerzunft bewirtschaftete auch die Fischerei im Graben. Der Rechneigrabenweiher in der Obermainanlage und der Bethmannweiher im Bethmannpark sind heute noch bestehende Reste des Grabens.
Zur Verstärkung der Mauer dienten insgesamt 55 Türme, davon 40 auf der nördlichen Mainseite und 15 in Sachsenhausen. Sie entstanden überwiegend erst im 15. Jahrhundert. Die meisten dieser Türme waren rund und sprangen nach außen nur wenig über die Mauer hervor. Der Wehrgang der Stadtmauer ging durch die Türme entweder hindurch, oder wurde um sie herumgeführt.

### Tore
Durch die Landmauer führten nur an wenigen Stellen Tore: im Westen das Galgentor, im Nordwesten das Bockenheimer Tor, im Norden das Eschenheimer Tor, im Nordosten das Friedberger Tor und im Osten das Allerheiligentor. Auf der Sachsenhäuser Seite gab es hingegen nur ein Tor, das im Süden gelegene Affentor; die im Osten gelegene Mühlpforte sowie die im Südwesten gelegene Oppenheimer Pforte waren schon vor 1552 wieder eingegangen, wie es auf dem Belagerungsplan ersichtlich ist.
Die Torbauten bestanden aus zwei etwas stärkeren Tortürmen beiderseits des Wassergrabens und einem Zwinger dazwischen. Um die Tore besser verteidigen zu können, waren sie in den meisten Fällen gegeneinander versetzt angeordnet, nur das Bockenheimer und das Eschenheimer Tor besaßen geradlinige Durchfahrten. Über eine Öffnung im Torgewölbe konnte man im Notfall Erde und Steine in den Durchgang schütten und das Tor unpassierbar machen.

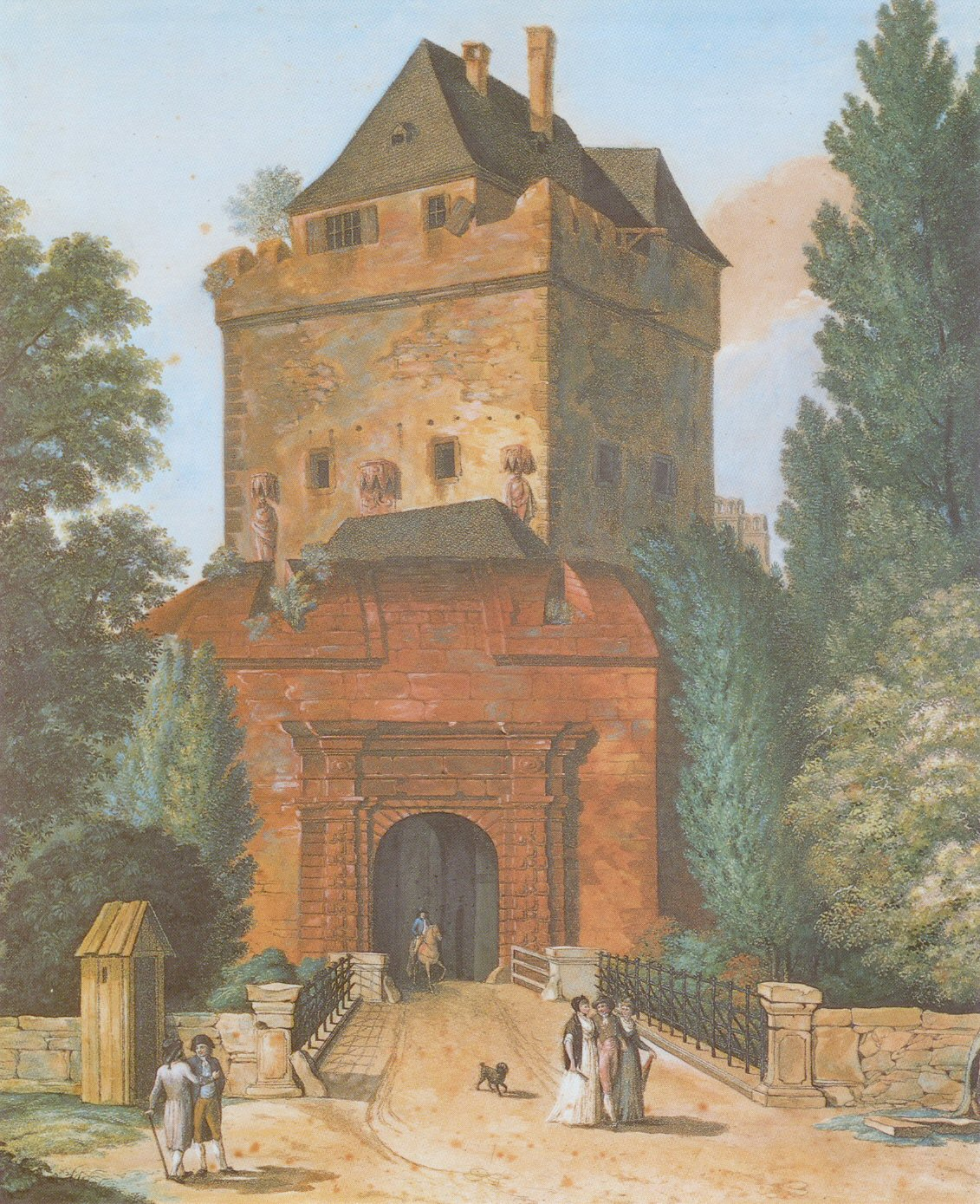
Das Galgentor galt als schönstes Stadttor.

Das Galgentor war trotz seines abschreckenden Namens das bedeutendste, da der Verkehr von und nach Mainz hindurchführte. Auch die Kaiser pflegten bei ihrer Wahl durch das Galgentor in die Stadt einzuziehen. Sein 1381 bis 1392 erbauter, viereckiger Torturm war daher besonders repräsentativ gestaltet: an der Außenseite befanden sich unter gotischen Baldachinen die Statuen des Heiligen Bartholomäus und Karls des Großen neben einem auf einem Löwen stehenden Reichsadler. 1808 wurde die gesamte Anlage mit Turm und vorgelagerter Brücke abgerissen.
Als eines der ersten fertiggestellten Befestigungswerke der neuen Stadtmauer wurde der Turm des Bockenheimer Tors 1343 bis 1346 erbaut. Zunächst als Rödelheimer Pforte bezeichnet, ging die spätere Bezeichnung erst im Verlauf des 15. Jahrhunderts von der Katharinenpforte auf sie über. Nachdem das Tor 1480 und 1494 durch Blitzschlag stark beschädigt worden war, wurde es 1496 neu aufgebaut und durch den Maler Hans Fyoll verziert. 1529 sicherte man es durch ein vorgelagertes Rondell, 1605 wurde die alte Pforte geschlossen und daneben eine neue gebaut. Der Abbruch erfolgte 1808, nachdem bereits 1763 der damalige Stadtbaumeister auf die große Baufälligkeit hingewiesen hatte.

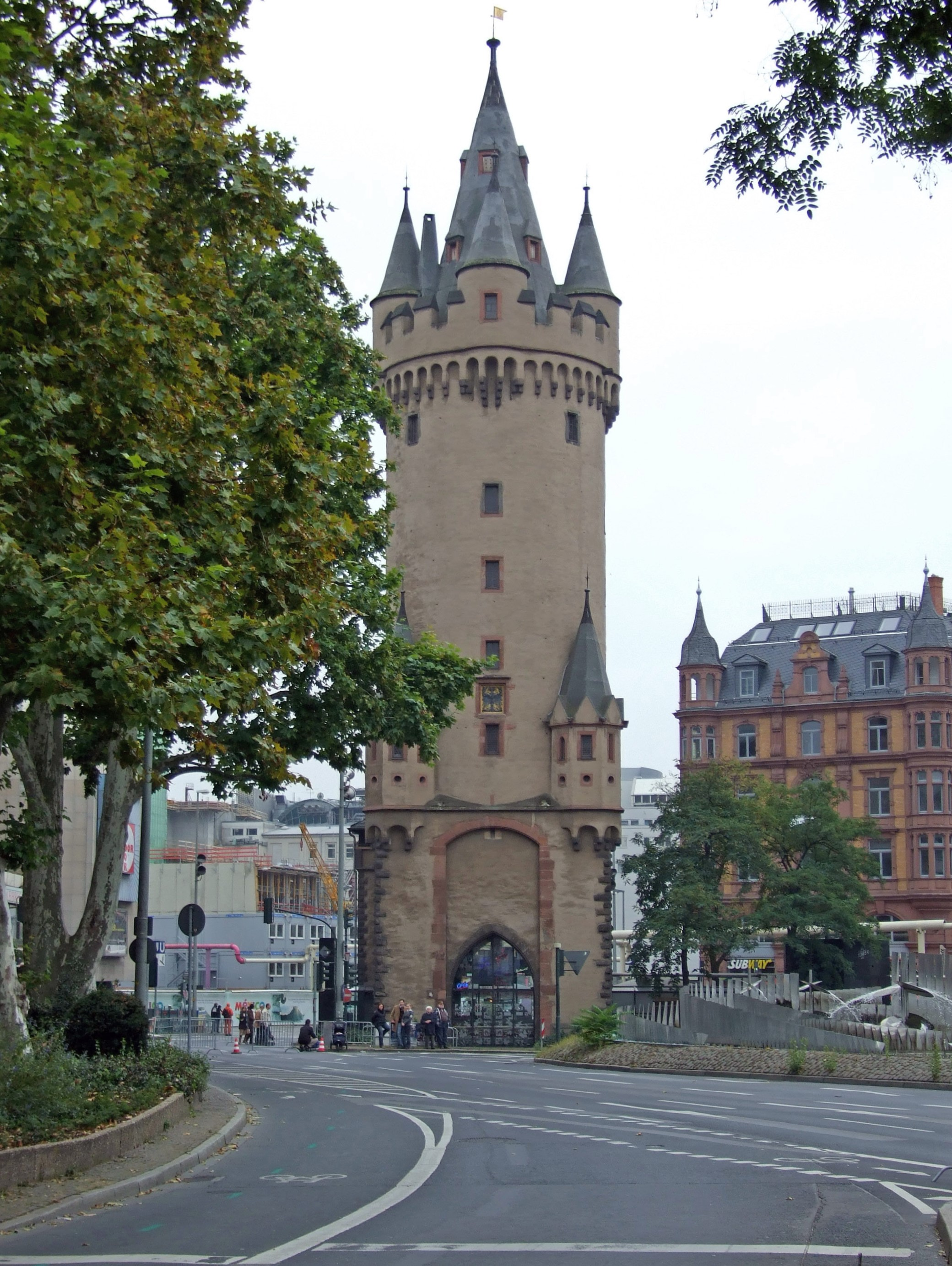
Eschenheimer Turm von Norden

Der bedeutendste Turm war der 1400 bis 1428 errichtete und bis heute erhaltene Eschenheimer Turm hinter dem gleichnamigen Stadttor. Er war bereits der zweite Turm an dieser Stelle. Der Grundstein zu seinem Vorgängerbau war 1346 gelegt worden. Das Vorwerk mit der zweibogigen steinernen Brücke wurde bereits 1806 abgerissen. Dagegen fand der Turm trotz mehrerer Versuche, ihn im 19. Jahrhundert als Verkehrshindernis und Beleidigung des ästhetischen Empfindens der Biedermeierzeit doch noch abzureißen, immer wieder prominente Fürsprecher, darunter den Großherzog Karl Theodor von Dalberg, zu dessen Ehren der Turm im 19. Jahrhundert den Namen Karlstor trug.
Urkundlichen Nachrichten zufolge bestand das Friedberger Tor bereits 1346, sein Turm wurde aber erst 1380 erbaut. Er war rechteckig und mit einem hohen, abgewalmten Satteldach mit Laterne bekrönt. Sein Vorbau fiel bereits der verbesserten Befestigung des 17. Jahrhunderts zum Opfer, der allein stehende, bis zuletzt von einem Türmer bewohnte Turm erst 1812.

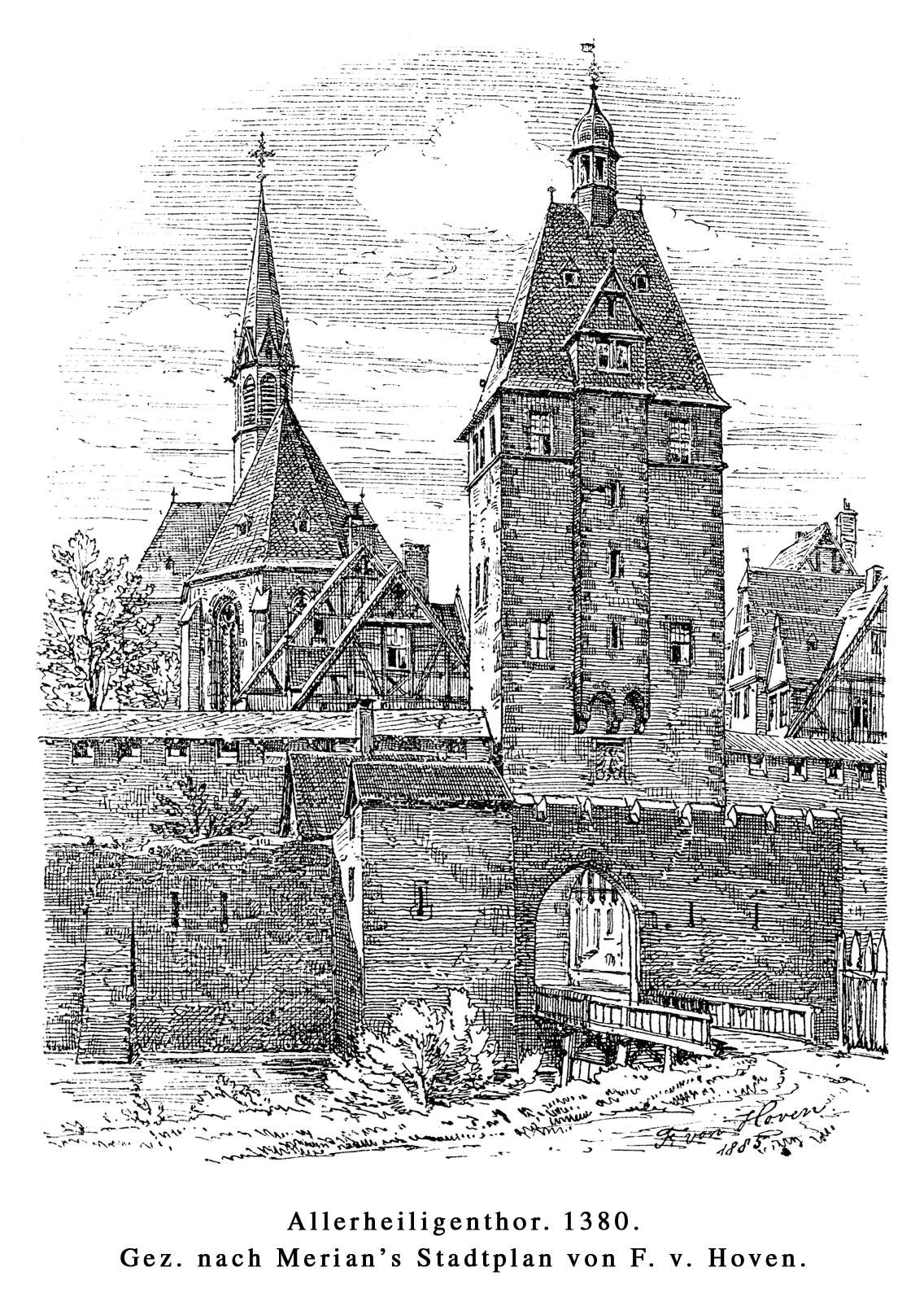
Allerheiligentor

Das Allerheiligentor führte in der ersten Zeit den Namen Rieder Pforte nach den etwa eine halbe Stunde Fußmarsch entfernt liegenden Riederhöfen. In historischen Dokumenten findet es sich zeitweise auch als Hanauer Tor erwähnt. Erst als 1366 in der Nähe die Allerheiligenkapelle errichtet wurde, ging dieser Name langsam auf das Tor über. Das genaue Erbauungsdatum des repräsentativen Torturms schwankt in der historischen Quellen zwischen den 1340er und den 1380er Jahren, sein Abriss erfolgte 1809.
Das Sachsenhäuser Tor wurde bereits seit dem Ende des 14. Jahrhunderts Affentor genannt. Für diesen Namen gibt es verschiedene Erklärungen, Johann Georg Battonn zufolge erhielt es seinen Namen von einem in der Nähe befindlichen Eckhaus zum Affen. In seiner ganzen Gestalt war es wesentlich gedrungener als die nördlich des Mains gelegenen Bauten. Oberhalb des Tors befand sich ein viereckiger Turm, dessen genaues Erbauungsdatum nicht mehr nachvollzogen werden kann. Nach 1552 wurde das Tor auf zwei Seiten mit Rondellen versehen, nach 1769 erhielt das Dach ein barockes Türmchen zur Aufnahme der Schlaguhr des abgebrochenen Sachsenhäuser Brückenturms. Es wurde 1809 vollständig abgerissen.

### Mainufer und Brückentürme

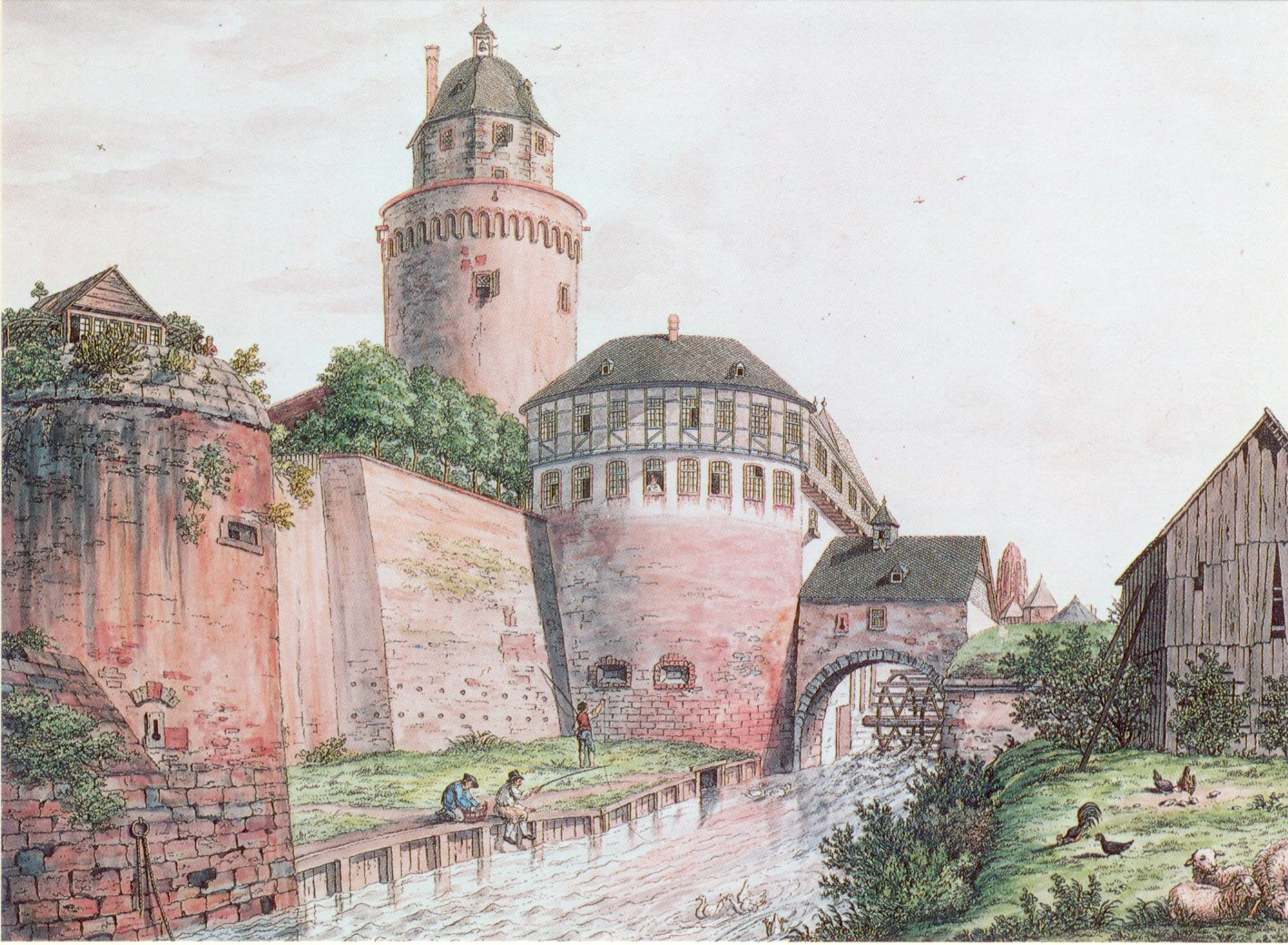
Das Mainzer Bollwerk war die stärkste Bastion der Stadtmauer.

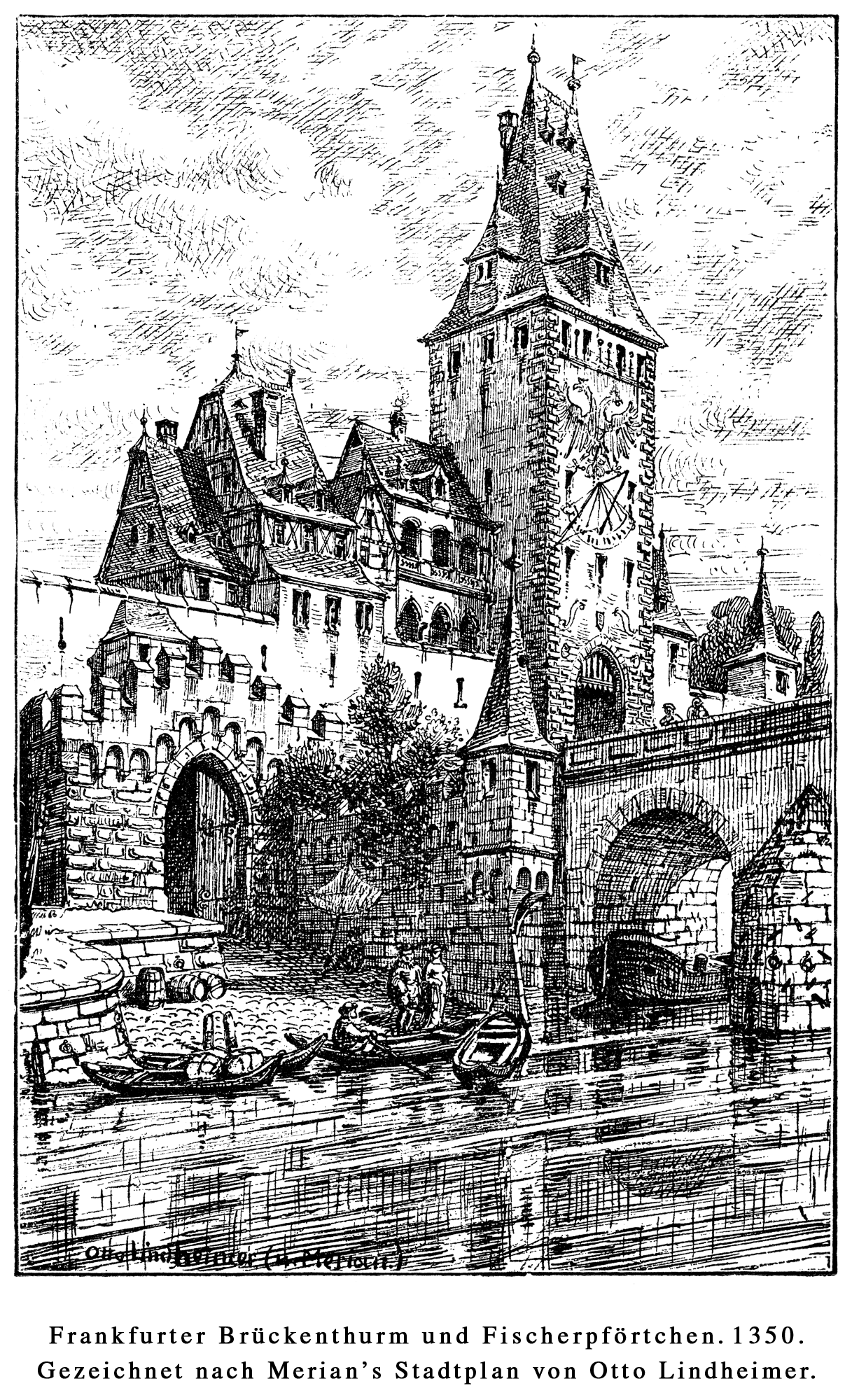
Frankfurter Brückenturm und Fischer-Pforte

Besonders wichtig für den Schutz der Stadt war die Verteidigung des Mainufers. Auf der flussabwärts gelegenen Seite bewachten mit dem Mainzer Turm am Nordufer und dem Ulrichstein am Südufer zwei mächtige Verteidigungswerke den Zugang zur Stadt. Flussaufwärts verhinderte das sumpfige Fischerfeld den direkten Zugang eines möglichen Angreifers zur Stadtmauer, während das Sachsenhäuser Ufer zwischen der Stadtmauer und der Mainbrücke durch eine Mauer mit fünf starken Türmen gesichert war.
Die Alte Brücke selbst wurde durch zwei Brückentürme geschützt. Ihre Tore wurden nachts geschlossen, so dass bei Nacht niemand die Brücke überqueren konnte. Bereits im Jahre 1306 berichteten Urkunden erstmals von den Türmen, die durch Hochwasser und Eisgang am 1. Februar desselben Jahres zerstört wurden. Offenbar baute man sie aber in kürzester Zeit wieder auf. Im Juli 1342 fiel der weniger massiv gebaute Sachsenhäuser Brückenturm erneut einem Hochwasser zum Opfer, wurde von 1345 bis 1380 aber umgehend neu erbaut.
Den Frankfurter Brückenturm bezeichnete man seit 1342 urkundlich auch als alten Brückenturm, weswegen davon ausgegangen werden kann, dass seine Erbauung zwischen 1306 und 1342 fiel. Er diente als Gefängnis, und 1693 wurde die Folter aus der Katharinenpforte hierher verlegt. Der viereckige Turm hatte ein sehr steil abgewalmtes Schieferdach mit großen Dachgauben und eine spitzbogige Durchfahrt im Erdgeschoss. Während die Ecken Quader zeigten, waren die Flächen verputzt und zu allen Zeiten repräsentativ gestaltet. Die Form der Gestaltung war im Laufe der Jahrhunderte allerdings den Wandelungen des Zeitgeschmacks unterworfen.

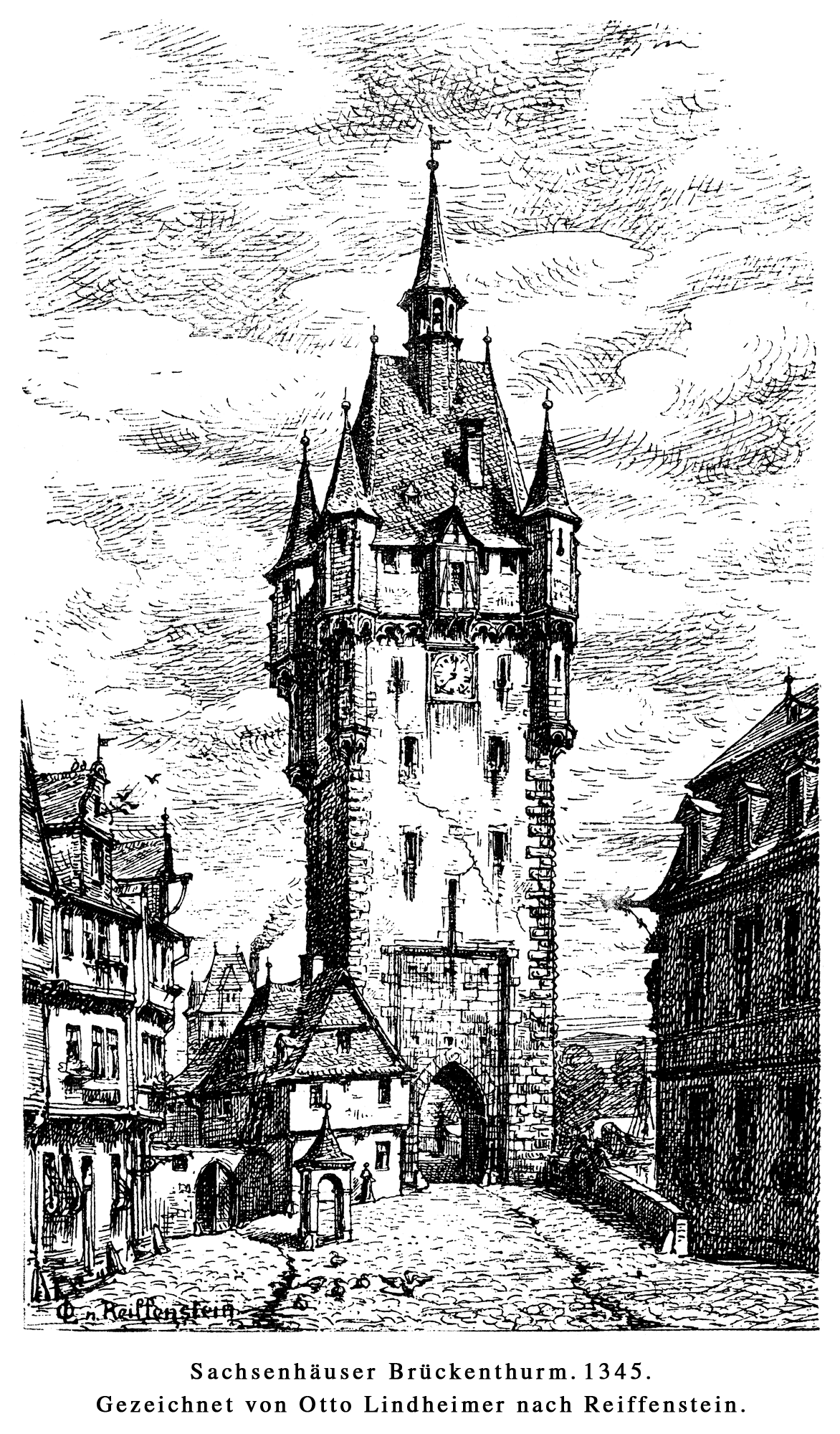
Sachsenhäuser Brückenturm

Der Sachsenhäuser Brückenturm hatte ebenfalls einen viereckigen Grundriss und eine spitzbogige Durchfahrt im Erdgeschoss, erinnerte im Dachbereich aber an gotische Patrizierbauten der Zeit. Er besaß hier einen mit polygonalen Ecktürmchen besetzten Wehrgang, der über ein Rundbogenfries auskragte. Den oberen Abschluss bildeten vier Spitzhelme und ein abgewalmtes Schieferdach. Malerischen Schmuck hatte er, soweit noch nachvollziehbar, zu keiner Zeit. Er wurde 1769 abgebrochen. Nach seinem Vorbild entstand Anfang des 20. Jahrhunderts der Lange Franz, der größere Turm des neuen Rathauses.
Auf der nördlichen Mainseite verlief schon seit der Stauferzeit zwischen der Alten Brücke und dem Mainzer Turm eine geschlossene Mauer, die nur durch sechs Tore passierbar war. Am nächsten zur Brücke lag die zuletzt 1449 umgebaute Fischerpforte. Ihr Turm wurde schon vor der Belagerung von 1552 abgebrochen, so dass sein Aussehen nicht überliefert ist. Der übriggebliebene Turmstumpf zeigte über der Durchgangsöffnung einen giebelartig ansteigenden Zinnenkranz. Zwischen der Pforte und dem Brückenturm lag ein gemauertes, dreieckiges Bollwerk mit zahlreichen Schießlöchern und einem Erker. Die Errichtung dieser zusätzlichen Verstärkung fällt wohl in das Jahr 1520, der genaue Abbruch der Anlage ist nicht mehr festzustellen.
Das Richtung Westen anschließende, zuletzt 1456 bis 1457 umgebaute Metzgertor lag am Ausgang des Metzgerviertels neben dem Schlachthaus. Ihr viereckiger Turm zeigte in den unverputzten Ecken Quader, hatte eine spitzbogige Durchfahrt und drei Obergeschosse mit je zwei schmalen rechteckigen Fenstern. Das steil abgewalmte Satteldach trug zur Mainseite einen hohen Erker. Tor und Turm wurden im Oktober 1829 abgerissen, als man einen Freihafen errichten und das dahinter gelegene Leinwandhaus in ein Lager umwandeln wollte.
Südlich des Heilig-Geist-Spitals an der Saalgasse lag die 1454 erbaute Heilig-Geist-Pforte. Ihr viereckiger Torturm war etwas niedriger als der des benachbarten Metzgertors und hatte über der spitzbogigen Durchfahrt nur zwei Obergeschosse mit rechteckigen Fenstern. An der Vorderseite des Satteldaches befand sich aber ebenso ein großer Erker. Der Turm wurde 1797 an den Handelsmann Siebert auf Abbruch verkauft, als er die nördlich anstoßenden Häuser in der Saalgasse neu errichtete und dabei die Pforte überbaute.
Den Hauptzugang am Mainufer markierten der 1456 vollendete Rententurm und das 1460 fertiggestellte Fahrtor des Stadtwerkmeisters und Steinmetzen Eberhard Friedberger. Während der Rententurm bis heute als Teil des Historischen Museums vollständig erhalten ist, wurde das Fahrtor 1840 abgerissen. Einzig sein bildhauerisch reich gestalteter Erker ist noch an der westlichen Außenseite des Museums zu sehen, eine Kopie befindet sich an der Südseite des Rathausneubaus.

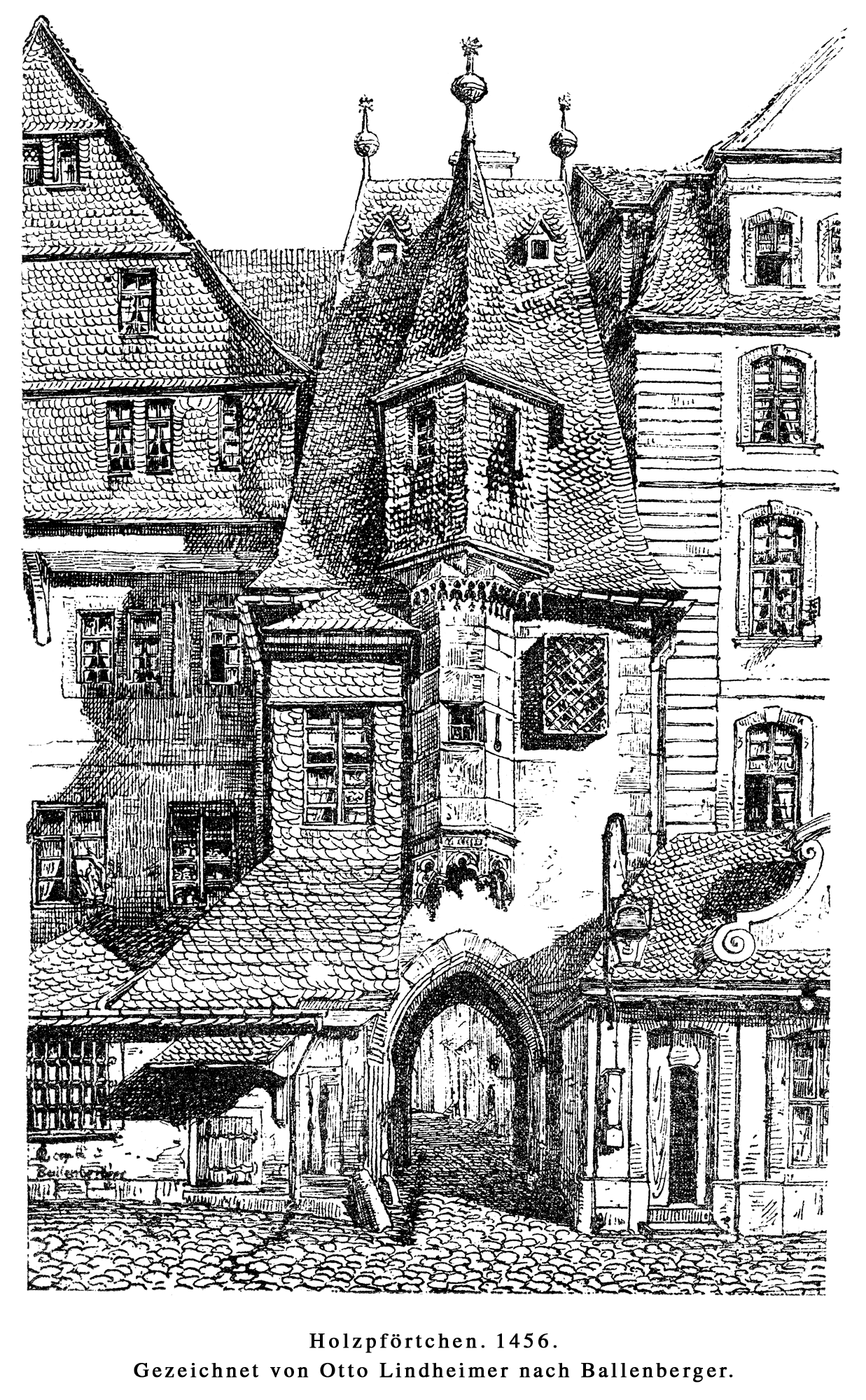
Holzpforte

Die Holzpforte erhielt 1456 ihre endgültige Gestalt. Der spitzbogige Durchgang hatte nur eine geringe Höhe und war wohl nur für Fußgänger bestimmt. Der sich darüber erhebende Turm hatte auch nur ein Obergeschoss, aber ein sehr steiles Satteldach mit polygonalem Erker und Spitzhelmabschluss. Direkt über dem Tor befand sich ein weiterer gotischer Erker mit Maßwerkverzierungen und der eingehauenen Jahreszahl 1456. Als Besonderheit war er für Kommunikations-, aber auch Verteidigungszwecke nach unten hin offen. Das Pförtchen wurde 1840 abgebrochen.
Als westlichster Zugang vom Mainkai in die Stadt folgte das ebenfalls 1456 umgebaute Leonhardstor. Es war wie die Holzpforte ein einfaches Bauwerk mit nur einem Obergeschoss. Dies lag wohl darin begründet, dass es vom bereits 1388 bis 1391 erbauten, mächtigen Leonhardsturm flankiert wurde, in dem die Stadt bis in das 17. Jahrhundert hinein wichtige Dokumente lagerte. Mit seinen vier Obergeschossen, von denen das oberste über einen Rundbogenfries auskragte, und dem kegelförmigen Dach mit vier Erkern erinnerte das Bauwerk entfernt an den Eschenheimer Turm. Der seinerzeit sehr zum Widerwillen des Leonhardsstifts errichtete Turm wurde 1808, die Pforte 1835 abgebrochen.

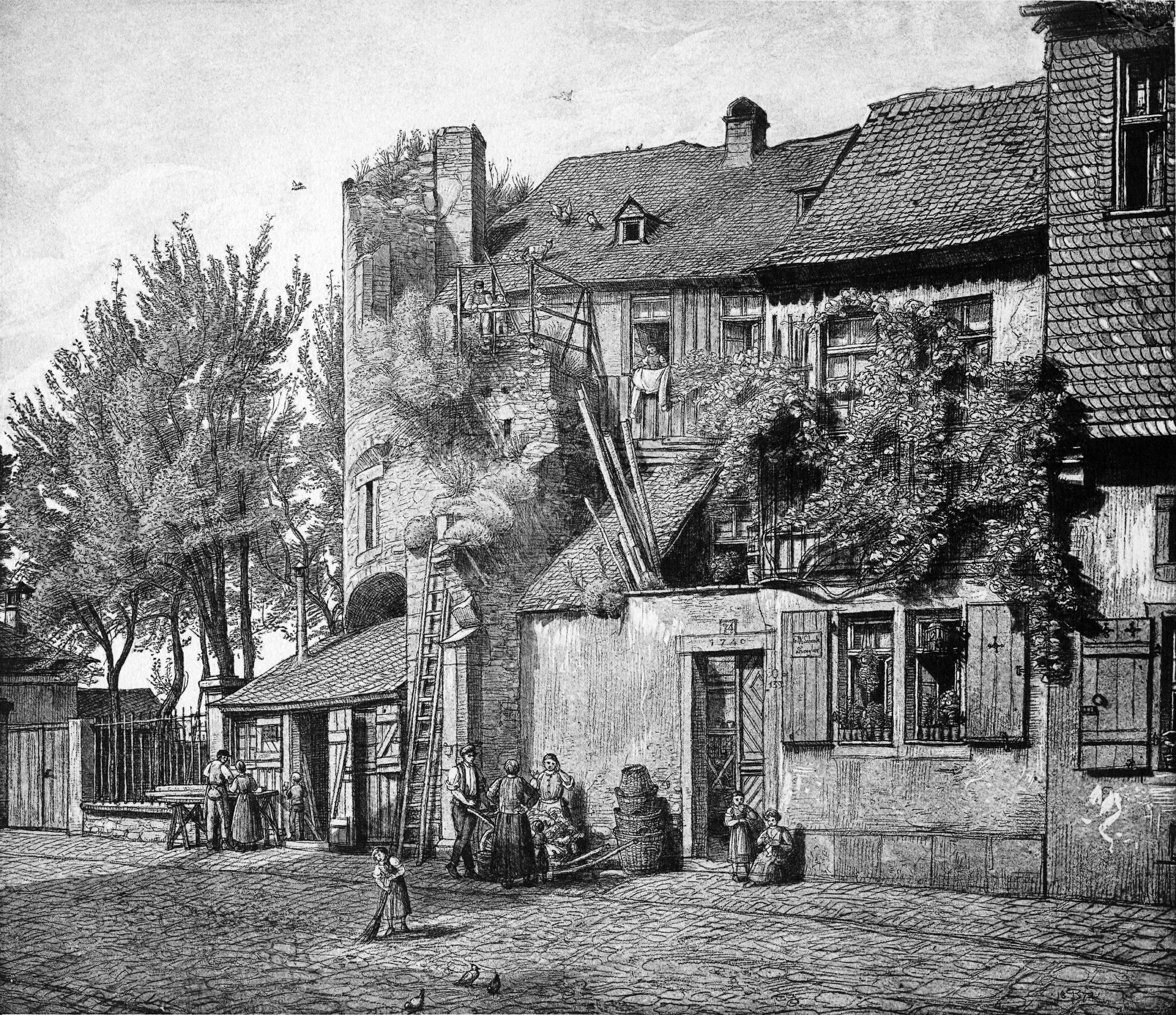
Ruine des Ulrichsteins, 1872

Die Mainzer Pforte schloss die Mainfront ab und eröffnete zugleich die Westfront der Landmauer. Die geringe Breite des hier über den Stadtgraben führenden Steges lässt schon auf frühesten Abbildungen erkennen, dass er wohl immer nur dem reinen Personenverkehr diente. Das ursprünglich romanische Torgebäude aus der Zeit der ersten Stadterweiterung wurde 1466 bis 1467 neu errichtet. Der sie südlich flankierende, erstmals 1357 erwähnte Mainzer Turm stand auf einer Ecke der Mainmauer und westlichen Stadtmauer. Er war als massiver, runder Turm mit einem über ein Rundbogenfries auskragenden Zinnenkranz und offenem Wehrgang ausgeführt. Das oberste, achteckige Geschoss trug ein glockenförmiges Dach mit Laterne. 1519 und 1520 wurden das Mainzer Bollwerk nach allen Himmelsrichtungen durch Rondelle nochmals verstärkt, wohl wegen der Fehdedrohung von Franz von Sickingen. Nach den hier betriebenen Schneidmühlen, die ihr Wasser über einen Mühlengraben vom Main erhielten, nannte der Volksmund dieses mächtigste Bollwerk der Stadtbefestigung auch Schneidwall.
Das Schaumaintor am Sachsenhäuser Ufer erhielt seinen Namen, nachdem man es vergrößert hatte, um den Verkehr von der eingegangenen Oppenheimer Pforte aufnehmen zu können; zuvor hatte es ebenfalls den Namen Mainzer Pforte geführt. Ihrem Schutz diente der 1391 erstmals urkundlich erwähnte Ulrichstein, ein starker Rundturm mit einem erkerbesetzten, kegelförmigen Helm. Beim Abzug der Schweden 1635 wurde er schwer beschädigt. Seine Ruine blieb noch nach Abbruch des Schaumaintors 1812 stehen und musste erst 1930 dem Straßenverkehr weichen.

### Militärische Bedeutung

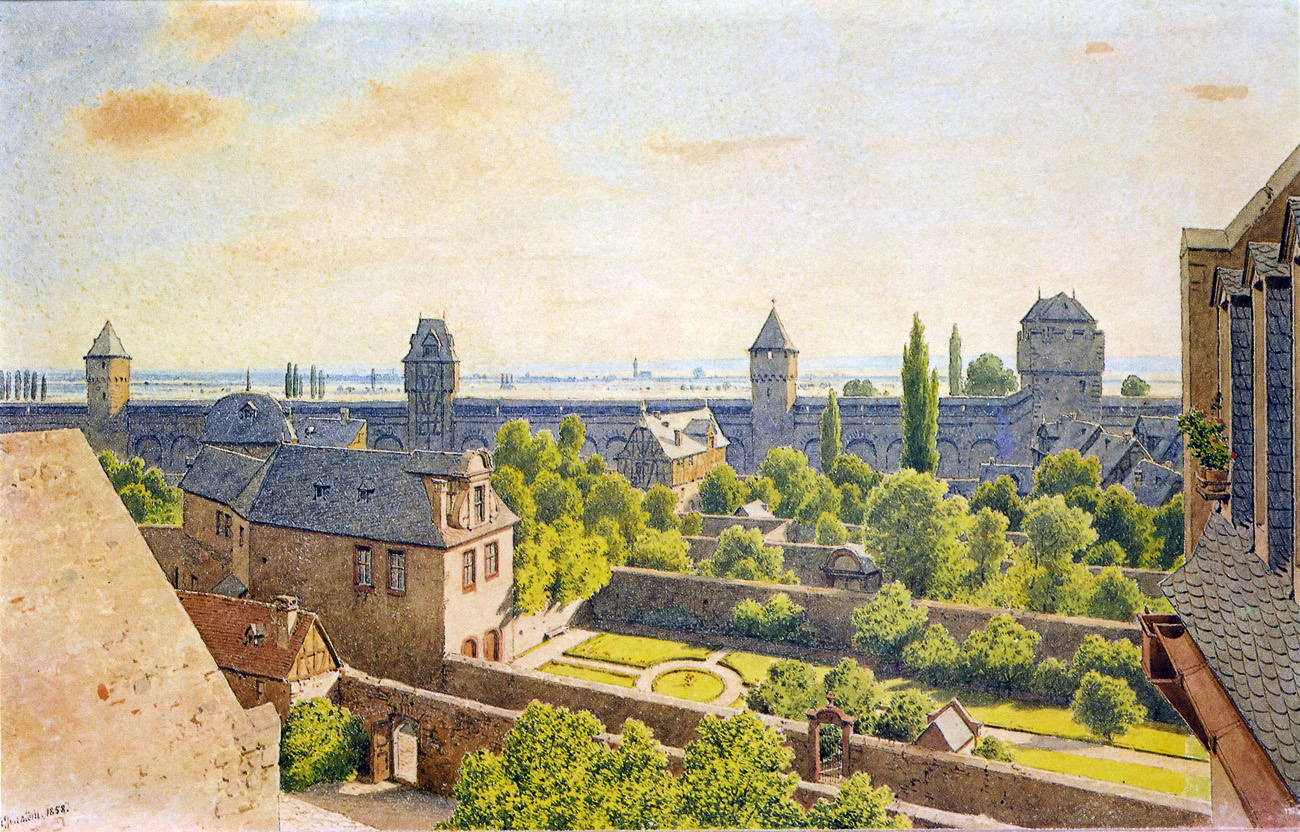
Blick aus dem Goethe-Haus auf die Stadtmauer

Die Stadtmauer war kurz nach ihrer Fertigstellung im 16. Jahrhundert militärisch und technisch bereits wieder veraltet. Sie war als mittelalterliche Verteidigungsanlage für den Kampf mit Hieb- und Stichwaffen, Bogen und Armbrust konzipiert. Seit dem 14. Jahrhundert aber revolutionierten Feuerwaffen, vor allem die Kanone die Belagerungstechnik. Spätestens die Erstürmung von Konstantinopel 1453, bei der die stärkste Stadtmauer der Welt mithilfe gewaltiger Kanonen überwunden werden konnte, markierte hier eine Zeitenwende.
Ihre größte Bewährungsprobe erlebte die Frankfurter Stadtbefestigung im Juli 1552. Während des Fürstenaufstandes belagerten protestantische Truppen unter Führung Moritz von Sachsens drei Wochen lang die ebenfalls protestantische, aber kaisertreue Stadt, die durch Truppen des katholischen Kaisers unter Führung des Obersten Konrad von Hanstein erfolgreich verteidigt wurde. Hanstein ließ dazu in kürzester Zeit die Stadtbefestigung auf einen zeitgemäßen Stand bringen, provisorische Bastionen aufschütten und die gotischen Turmhelme des Bockenheimer und des Friedberger Tores abwerfen, um nicht der eigenen Artillerie im Weg zu stehen.
Mit dem Abschluss des Passauer Vertrages endete die Belagerung. Es war die größte militärische und diplomatische Leistung der Frankfurter Geschichte. Die Stadt hatte ihr lutherisches Bekenntnis und zugleich ihre Privilegien als Messeplatz und als Wahl- und Krönungsort der Römischen Kaiser erfolgreich verteidigt. Ab 1562 wurden fast alle Kaiser in Frankfurt nicht nur gewählt, wie schon vorher üblich, sondern auch feierlich gekrönt.

## Die Landwehr

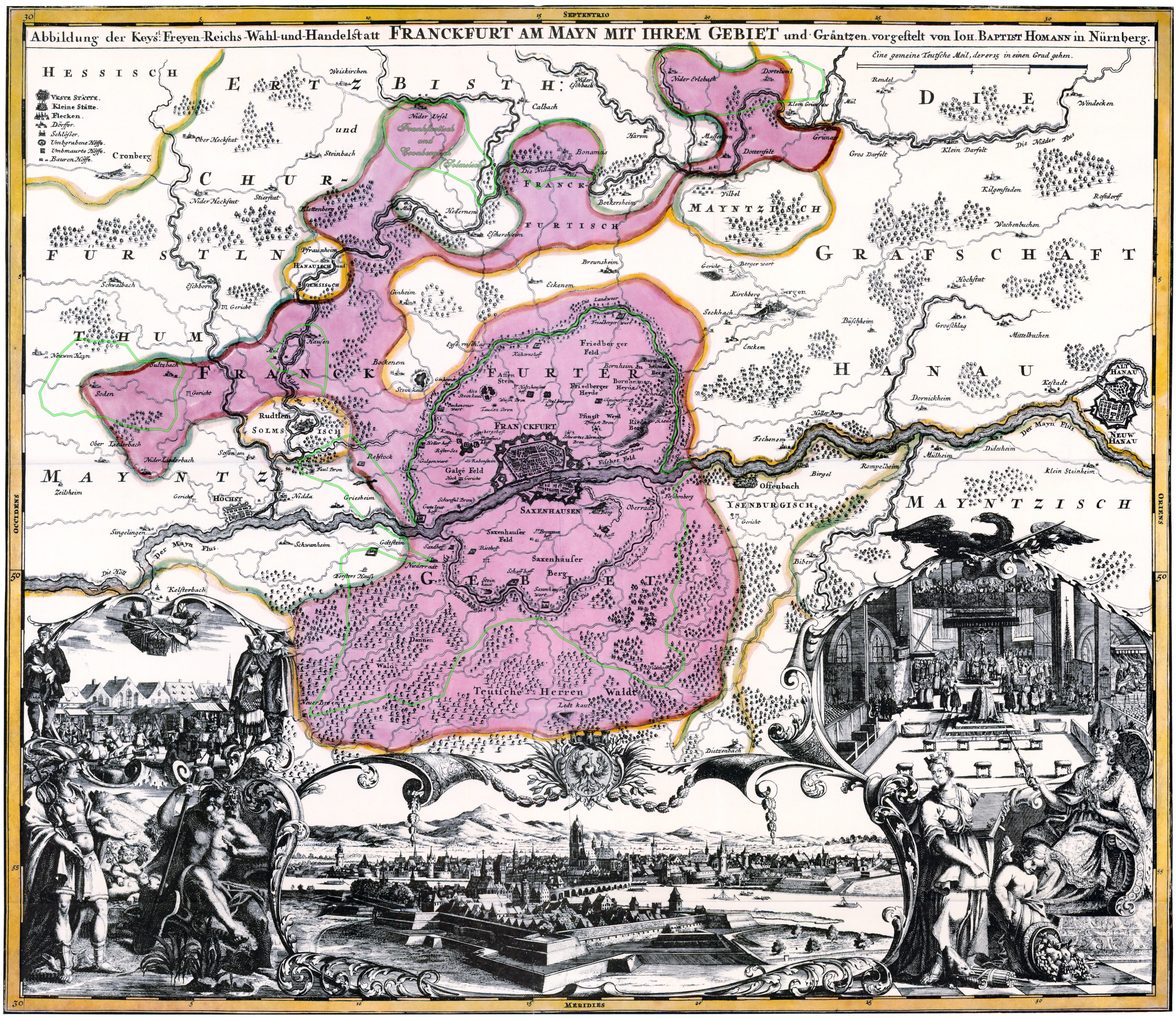
Die Landwehr um die Stadt, zwischen 1712 und 1714
(Kupferstich von Johann Baptist Homann, Gebietsgrenzen korrigiert nach Friedrich Bothe)

Mitte des 14. Jahrhunderts, zur Zeit der Zweiten Stadterweiterung, besaß Frankfurt schon einen ansehnlichen Landbezirk. Dazu gehörten rechtsmainisch im Uhrzeigersinn das Riederfeld, das Friedberger Feld und das Galgenfeld, die etwa das Gebiet der heutigen Stadtteile Ostend, Nordend, Westend, Gallus, Gutleutviertel und Bahnhofsviertel umfassten. Linksmainisch erstreckte sich der Besitz auf das Dorf Sachsenhausen mit seiner Feldmark entlang des Mains und auf dem Sachsenhäuser Berg. 1372 erwarb die Stadt von Kaiser Karl IV. für 8800 Gulden das Reichsschultheißenamt, wodurch die Stadt zur Freien Reichsstadt wurde, sowie für weitere 8800 Gulden den Frankfurter Stadtwald, ein 4800 Hektar großes Gebiet des Reichsforstes Dreieich. Darüber hinaus besaß Frankfurt das Dorf Dortelweil an der Nidda und Rechte an den Reichsdörfern Sulzbach und Soden. 1367 erwarb die Stadt Burg und Dorf Bonames, 1376 Niedererlenbach und 1400 den Hof Goldstein.

### Die Schlacht bei Eschborn

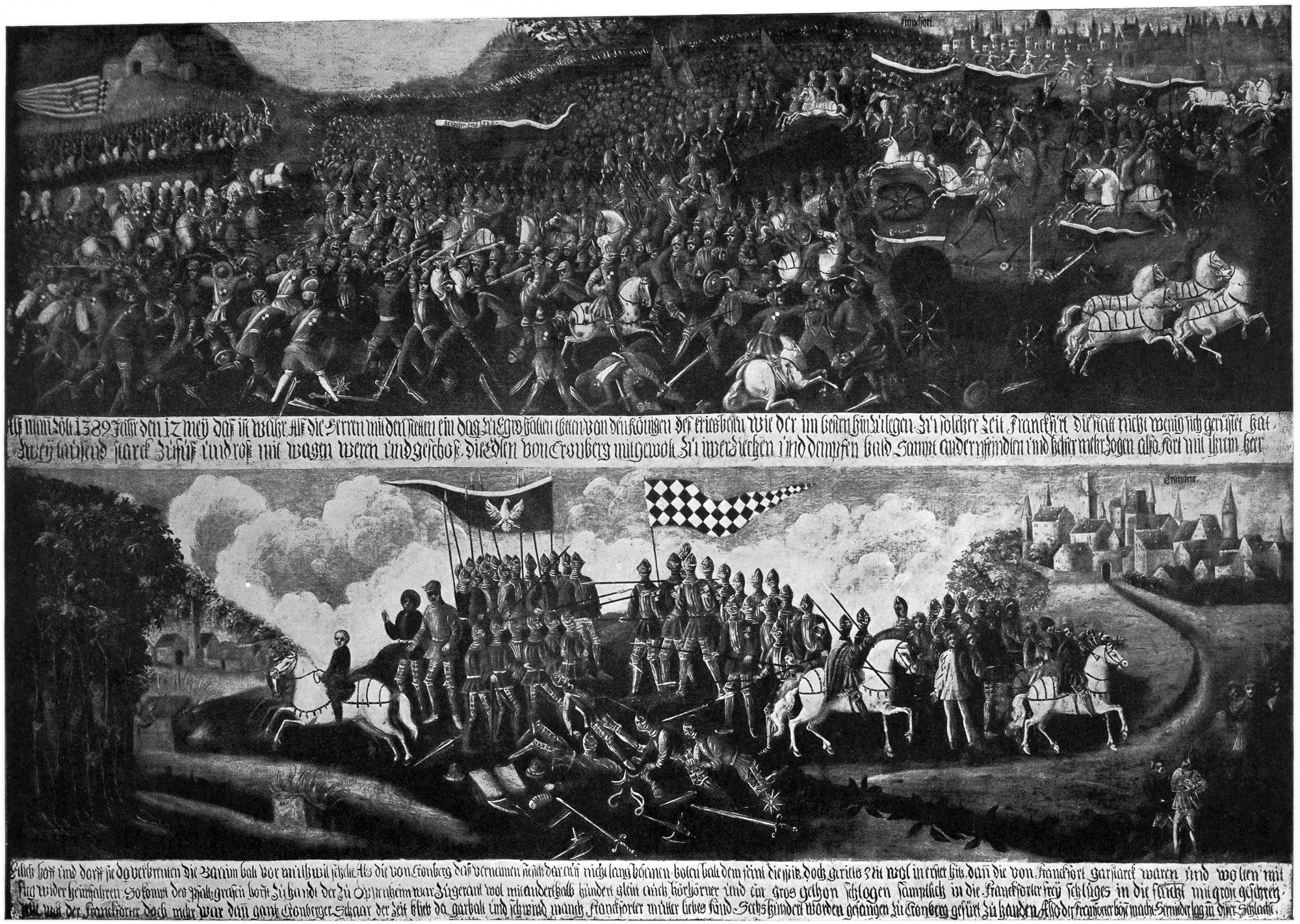
Schlacht bei Eschborn, 1389

Trotz des von Karl IV. verkündeten Landfriedens waren die Frankfurter Besitzungen ständig bedroht, vor allem durch die Interessen der Cronberger Ritter sowie der Herren von Hanau, die die aufstrebende Reichsstadt Frankfurt in die Schranken weisen wollten. 1380 vereinigten sich die Ritter im Löwenbund, denen sich die Städte im Zweiten Rheinischen Städtebund entgegenstellten. Der Frankfurter Versuch, mit militärischer Gewalt seine Position zu sichern, verlief jedoch nicht erfolgreich. In der am 14. Mai 1389 ausgetragenen Schlacht bei Eschborn erlitt die Stadt eine vernichtende Niederlage gegen Cronberg und seine Verbündeten, die Hanauer, Hattsteiner und Reifenberger. 620 Bürger, darunter einige Patrizier und sämtliche Bäcker, Metzger, Schlosser und Schuhmacher der Stadt, gerieten in Gefangenschaft. Um die Gefangenen auszulösen und die Kriegsgegner zu Verbündeten zu machen, musste Frankfurt seine Ultima Ratio einsetzen. In einer großen Kraftanstrengung brachte die Stadt bis zum 1. März 1393 ein Lösegeld von 73.000 Gulden auf, außerdem ernannte sie den Ritter Hartmut von Cronberg zum Amtmann aller städtischen Dörfer, mit Sitz in Bonames und einem Jahresgehalt von 184 Gulden.

### Der Bau der Landwehr um die Stadt

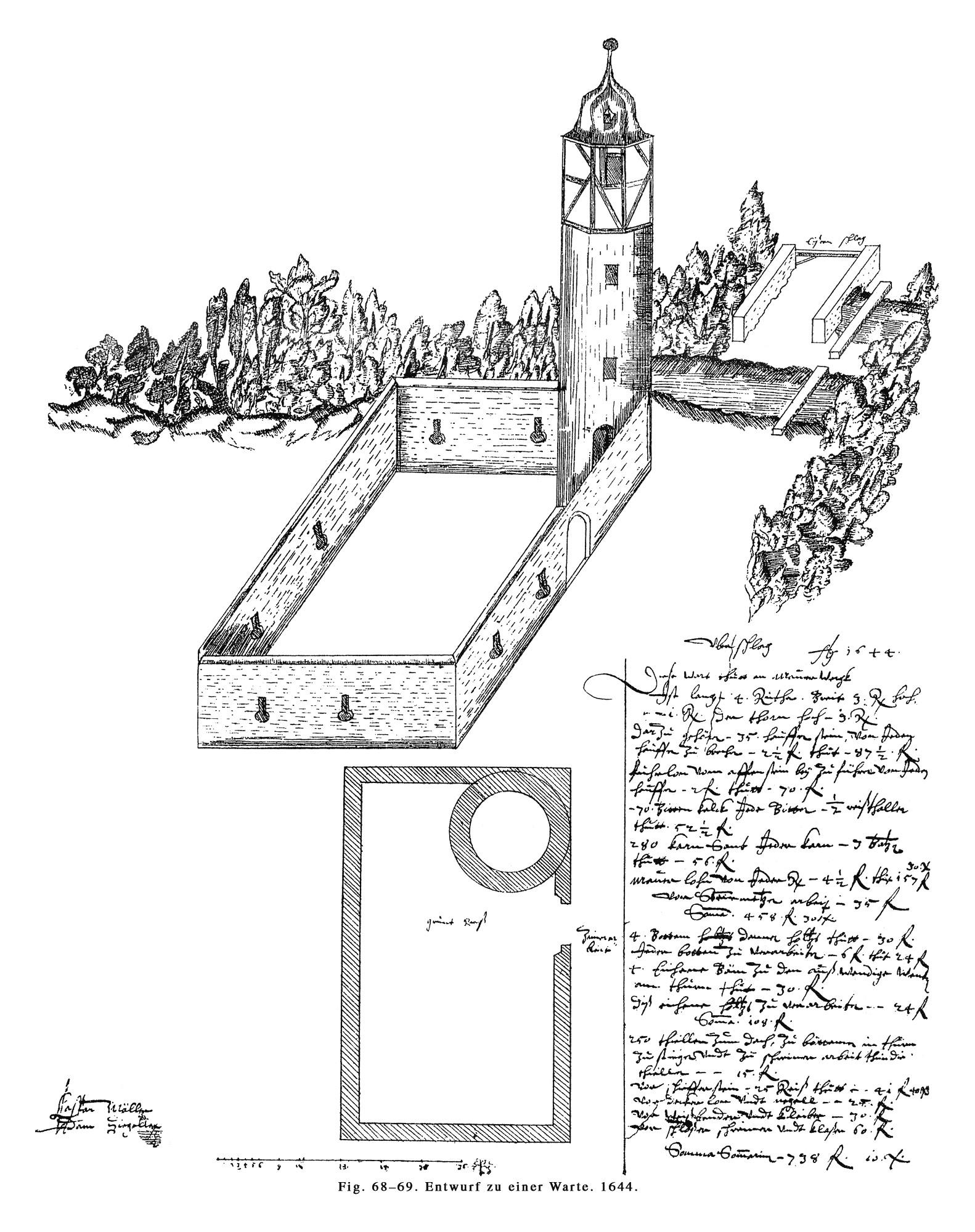
Entwurf einer Warte

Anfang 1393 tauchte zum ersten Mal der Plan einer Landwehr um die Stadt auf. 1396/1397 baute man die Landwehr von den Riederhöfen im Osten zum Knoblauchshof im Norden der Stadt. Auf jedem der Höfe errichtete die Stadt zudem eine hölzerne Warte. Die Bauarbeiten erregten das Missfallen der Nachbarn in Vilbel und Hanau, deshalb sicherte sich der Rat ab, indem er am 13. Januar 1398 ein Privileg vom römisch-deutschen König Wenzel erwarb, in dem dieser der Stadt erlaubte, zu ihrem Schutz in und um Frankfurt und Sachsenhausen so weit sie wollten, Gräben, Landwehren und Warten anzulegen. Noch im selben Jahr nahm der Rat den Landwehrbau wieder auf und vollendete den nordwestlichen Bogen zwischen Knoblauchshof und dem am Main gelegenen Gutleuthof.
Die neue Landwehr zog sich in einem Umkreis von etwa drei bis vier Kilometern um die Stadt. Ihr Verlauf entsprach in etwa den politischen Grenzen der Freien Reichsstadt. Sie bestand aus einem Gebück aus undurchdringlichen Hecken mit einem vorgelagerten Graben. Der westliche Teil der Landwehr wurde später nach und nach um einen weiteren Graben ergänzt.
Die zwischen der Stadtmauer und der Landwehr gelegene Gemarkung bestand weitgehend aus landwirtschaftlich genutzten Flächen. Unmittelbar vor der Stadt lagen Gärten und Weinberge, die Außenbezirke etwa entlang des heutigen Alleenrings wurden nach einer seit alters her überlieferten Flurverfassung auf der Grundlage der mittelalterlichen Dreifelderwirtschaft genutzt. Dazu zog sich ein Kranz von befestigten Höfen um die Stadt. Ein Teil des Geländes war mit Sommergetreide bestellt, ein Teil mit Wintergetreide, während der dritte Teil brach lag. Dazwischen lagen kleinere Waldstriche und Fluren wie das Knoblauchsfeld und das für die Wasserversorgung der Stadt wichtige Friedberger Feld, von dem seit 1607 eine hölzerne Wasserleitung zum Friedberger Tor führte.

### Die Sachsenhäuser Landwehr
1413 begann der Bau der Sachsenhäuser Landwehr im Süden der Vorstadt. 1414 entstanden mit der Galgenwarte und der Sachsenhäuser Warte die ersten steinernen Bauten der Landwehr. Diese Maßnahmen riefen einen weiteren mächtigen Gegner der Reichsstadt auf den Plan. Werner von Falkenstein, Erzbischof von Trier, Herr von Königstein und Graf im Hain, sah durch den Bau der Sachsenhäuser Landwehr und der Warten seine Lehnsrechte über den Wildbann Dreieich beeinträchtigt. Der Rat berief sich jedoch auf das Privileg König Wenzels und rief den deutschen König und späteren Kaiser Sigismund um Hilfe an. Sigismund nahm die Galgenwarte persönlich in Augenschein und bestätigte die Frankfurter Privilegien. Trotzdem ließ Erzbischof Werner im Frühjahr 1416 die Sachsenhäuser Warte und die Sachsenhäuser Landwehr zerstören. König Sigismund, der zu dieser Zeit in London war, mahnte den Bischof zum Frieden, den Rat zur Geduld, bis er zur Entscheidung nach Deutschland käme. Erst nach Werners Tod 1418 ließ der Rat die Landwehr 1420 bis 1429 wiedererrichten und vollenden. 1434 bis 1435 entstand die Bockenheimer Warte, 1470/71 eine neue Sachsenhäuser Warte.

### Ausbau der Landwehr im 15. Jahrhundert

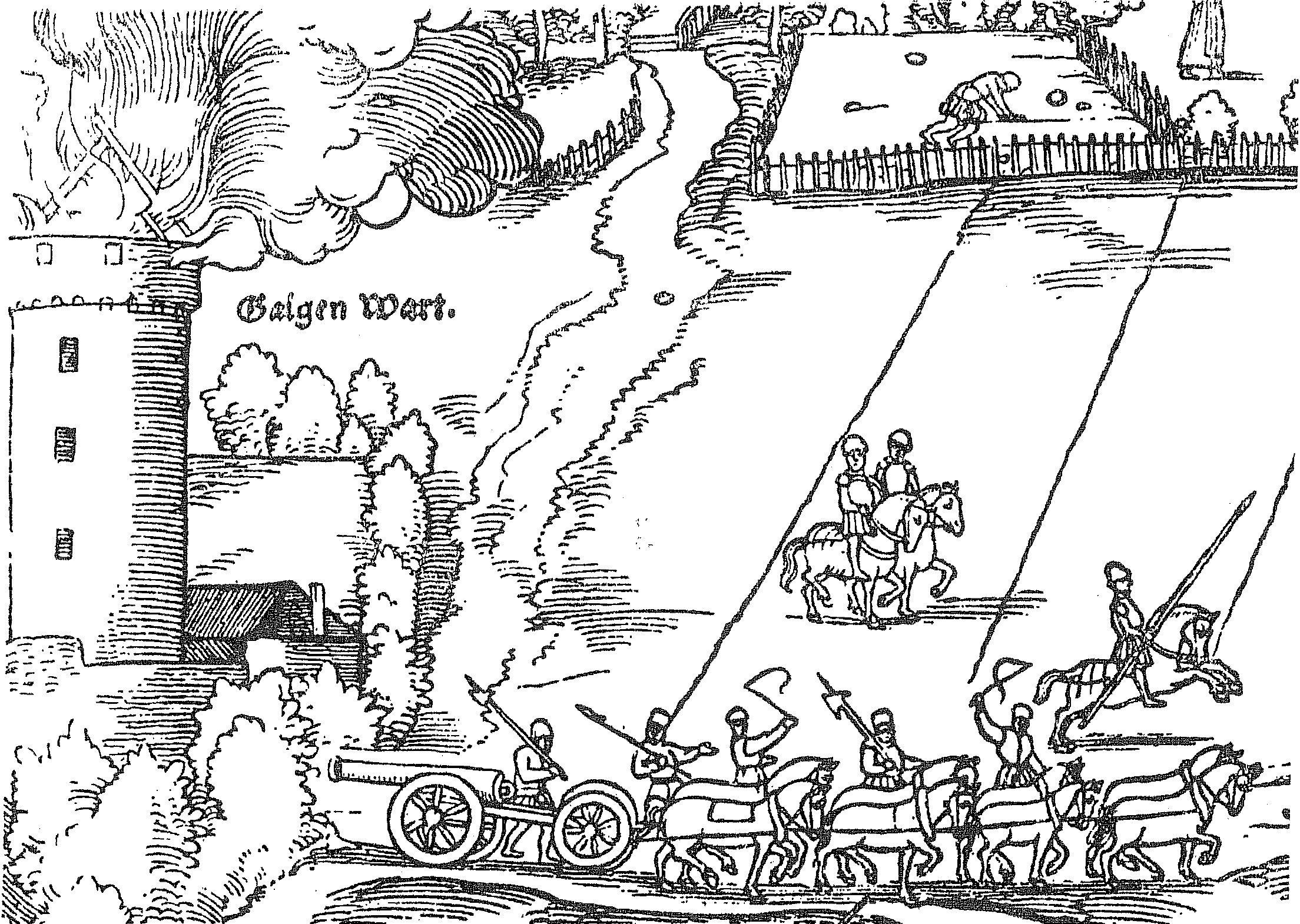
Zerstörung der Galgenwarte bei der Belagerung 1552

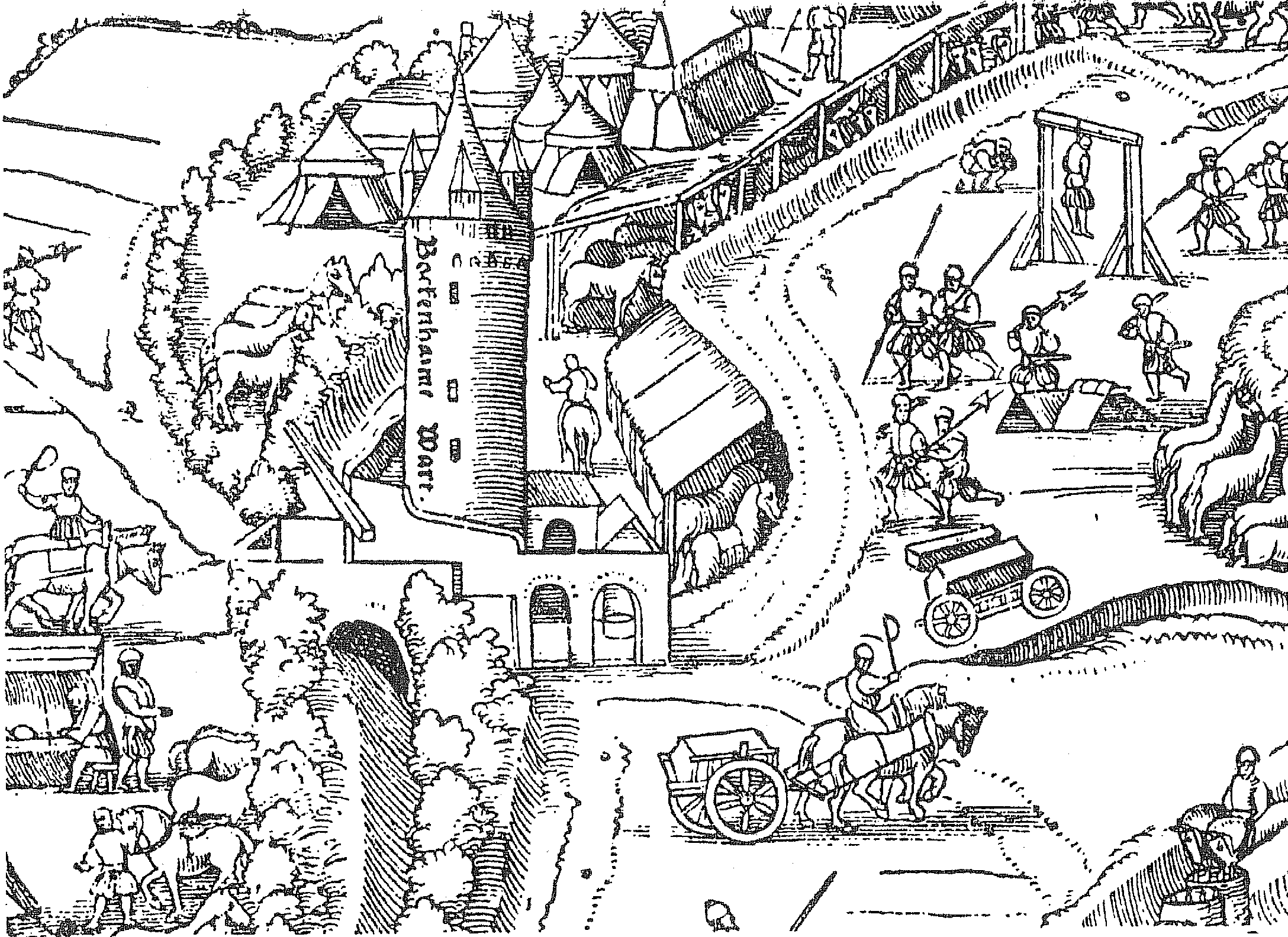
Die Landwehr an der Bockenheimer Warte 1552

1425 erwarb die Stadt das östlich von Sachsenhausen gelegene Dorf Oberrad, das 1441 in die Landwehr einbezogen wurde.
1446 gab Frank der Reiche von Cronberg vor, dass die von ihm erworbene Burg Rödelheim baufällig sei, und begann seinerseits mit Befestigungsarbeiten an dieser Festung, obwohl diese innerhalb des Frankfurter Burgenprivilegs lag. Dagegen protestierten die Frankfurter und verlangten beim Kaiser den Abriss der Cronberger Burg. Frank der Reiche einigte sich schließlich 1447 mit den Stadtoberen auf deren finanzielle Beteiligung an der Burg und ein Öffnungs- und Wegerecht.
1474 gelang es dem Rat nach langen Bemühungen, auch Bornheim aus dem alten Gerichtsverband der Grafschaft Bornheimerberg herauszulösen und zu erwerben. Um das Dorf in die Landwehr einzubeziehen, waren erhebliche diplomatische Vorbereitungen erforderlich, da man Widerstand vor allem von dem Hanauischen Landesherrn Philipp I. von Hanau-Münzenberg befürchtete. Der Rat ließ sich sein Landwehrprivileg deshalb ausdrücklich bestätigen, ohne Bornheim darin zu erwähnen.
Am 23. und 24. Juli 1476 zogen etwa 1500 Frankfurter Bürger und Einwohner der Frankfurter Dörfer auf das Feld vor Bornheim, um gemeinsam den vorher abgesteckten Graben der Landwehr auszuheben. Auch alle 42 Ratsherren waren bei den Arbeiten zugegen. Auf dem Knoblauchshof und der Günthersburg hatte der Rat Geschütze aufstellen und Reisige postieren lassen, um die Arbeiten zu schützen. Mit dem Bau der neuen Bornheimer Landwehr wurde der zwischen Frankfurt und Bornheim gelegene Teil der Landwehr entbehrlich.
1478 wurde die Bornheimer Landwehr mit dem Bau der Friedberger Warte vollendet. Die bisherige Warte am Knoblauchshof zwischen Eschersheimer und Eckenheimer Landstraße wurde aufgegeben, da sich auch die Verkehrsströme änderten. Der Verkehr nach Vilbel lief nunmehr über die Friedberger Warte, derjenige nach Ginnheim und Eschersheim über die Bockenheimer Warte.
Nur an den fünf größten Ausfallstraßen war die Landwehr passierbar. Diese Durchlässe waren durch Warttürme geschützt: An der Mainzer Landstraße die Galluswarte, an der Bockenheimer Landstraße die Bockenheimer Warte, an der Friedberger Landstraße die Friedberger Warte und an der Darmstädter Landstraße die Sachsenhäuser Warte.
Dem Schutz der Stadtgrenze an der Hanauer Landstraße dienten die beiden Riederhöfe. Wer diese Grenze passieren wollte, hatte drei Eiserne Schläge zu passieren. Trotz eines Vertrages von 1481 kam es zu dauernden Grenzstreitigkeiten mit den Hanauern, die das Reichskammergericht bis zu dessen Auflösung beschäftigten. Am 26. März 1605 verwüsteten Hanauische Truppen mit 300 Mann den äußeren Riederschlag und traktierten die Frankfurter Wächter übel, die mit knapper Not noch Warnsignale mit Horn und Büchse geben konnten. Aus dem Jahr 1675 wird berichtet, dass Frankfurt einen hanauischen Grenzpfosten ausgehoben, das Hanauer Wappen davon abgenommen, den Stock in Stücke gesägt und letztere klein gehauen habe. Erst 1785 wurde die Grenzziehung endgültig in einem Vertrag geregelt.
Die Eschersheimer Landstraße war seit 1462 nicht mehr durchgängig passierbar. Der Eiserne Schlag am Durchgang durch die Landwehr blieb normalerweise verschlossen. Nur die Niederurseler Müller sowie die Schultheißen der Frankfurter Dörfer besaßen einen Schlüssel. Pläne zum Bau einer neuen Warte wurden nie ausgeführt. Erst 1779 erhielten die Eschersheimer auf ihre Bitten hin ebenfalls einen Schlüssel für den Eisernen Schlag.
Im 16. Jahrhundert wurde der militärische Nutzen der Landwehr mehrmals erprobt. 1517 überfiel Franz von Sickingen während der Herbstmesse innerhalb der Landwehr vor dem Galgentor einen Geleitzug und nahm den Frankfurtern sieben Frachtwagen weg. Im Schmalkaldischen Krieg schlugen die Truppen des Schmalkaldischen Bundes, welche Frankfurt verteidigten, vom 28. bis 30. August 1546 mehrere Angriffe kaiserlicher Truppen auf die Landwehr an der Galgenwarte, der Bockenheimer und der Friedberger Warte zurück.
Bei der Belagerung Frankfurts im Juli 1552 zeigte sich die Landwehr jedoch den Angriffen nicht gewachsen. Bereits beim ersten Ansturm durchbrachen die Truppen des Kurfürsten von Sachsen die Landwehr an der Friedberger Warte, zerstörten die Galgenwarte und die Sachsenhäuser Warte, raubten 3000 Stück Vieh und schlugen ihr Lager unmittelbar vor der Stadtmauer auf. Daran erinnern noch heute die Straßenbezeichnungen Im Sachsenlager und Im Trutz Frankfurt im Westend.
Obwohl die Landwehr und die zerstörten Warten nach dem Abzug der Alliierten wieder aufgebaut wurden, spielten sie in den Kriegen des 17. und 18. Jahrhunderts keine Rolle mehr. 1785 begann der allmähliche Abbau der Befestigungen, der sich bis 1810 hinzog.

## Die barocke Stadtbefestigung
Nach der erfolgreich bestandenen Belagerung von 1552 vergingen über 50 Jahre, in denen Frankfurt von kriegerischen Bedrohungen verschont blieb und keinen Anlass hatte, eine Verstärkung seiner Befestigungen in Angriff zu nehmen. Auch Mahnungen einiger kriegserfahrener Persönlichkeiten, die Stadt besser zu schützen, vermochten den Rat nicht zu größeren Maßnahmen zu bewegen.
Dass Frankfurt so glimpflich davongekommen war, lag allerdings nicht an seiner Befestigung, die damals schon rückständig war. Ausschlaggebend war eher die entschlossene Verteidigung durch zahlreiche Geschütze, denen die mangelhafte Feuerleitung der Belagerer nichts entgegenzusetzen hatte. Die zweite Hälfte des 16. Jahrhunderts brachte den damals so genannten Pulvergeschützen den endgültigen Durchbruch. Sie machten steinerne Befestigungsanlagen des Mittelalters obsolet, erforderten für Verteidigungszwecke aber auch die Errichtung von Werken, die sich zu Geschützaufstellungen eigneten, sogenannten Basteien oder Rondellen. Mit diesen wurde die bestehende mittelalterliche Stadtmauer auch in Frankfurt am Main bereits während und auch noch nach der Belagerung von 1552 punktuell verstärkt. Zusätzlich hatte man die provisorischen Schutten aus der Zeit der Belagerung verfestigt und stellenweise ausgebaut, z. B. am sogenannten Judeneck südlich des Allerheiligentors.
Doch letztlich hätte dies im Ernstfall nicht mehr ausgereicht, die gesamte Stadtmauer wirksam zu verteidigen. Durch die zahlreichen Kriege in Italien hatte sich schon zu Ende des 15. Jahrhunderts eine neue Befestigungslehre herausgebildet. Die Erfahrungen lehrte, dass geradlinige Werke der Verteidigung besser dienten als halbrunde. Nach einigen Zwischenstufen sah man fünfeckige Bastionen, auch als Bollwerke bezeichnet, als Idealform, die durch Zwischenwälle (Kurtinen) miteinander verbunden wurden.

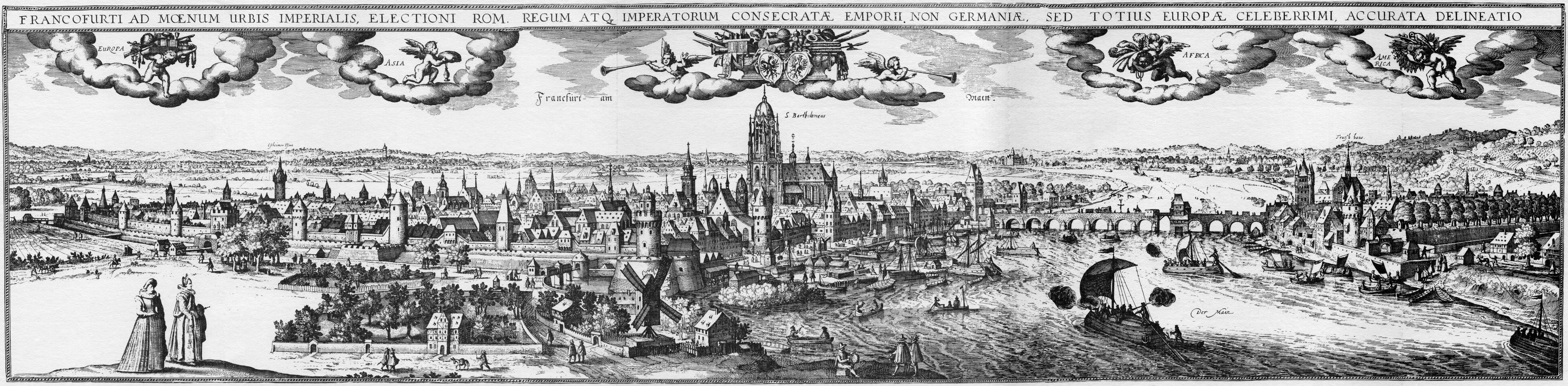
Frankfurt von Südwesten mit der mittelalterlichen Befestigung und den geringen Verbesserungen von 1552, etwa 1617/18, vor 1619
(Kupferstich von Matthäus Merian d. Ä.)

### Ausbruch des Dreißigjährigen Krieges
Mit den Unruhen in Böhmen nahm 1618 der Große Krieg seinen Anfang. Doch erst mit dem Tode Kaiser Matthias' 1619 spitzte sich die politische Lage dramatisch zu. Dies veranlasste im selben Jahr den Rat, sich mit dem kurpfälzischen Ingenieur Adam Stapf in Verbindung zu setzen, der in Mannheim beim Festungsbau tätig war. Er legte der Stadt einen auf 149.000 Gulden Ausführungskosten veranschlagten Plan vor. Nach diesem sollten 13 nördlich, fünf südlich des Mains gelegene hohle Bastionen angelegt werden. Um weiter Kosten zu sparen, war geplant, anstelle von Kurtinen die alte Zwingermauer von hinten mit Erde aufzuschütten und so als Brustwehr zu nutzen. Der Rat lehnte mit Verweis auf die zu hohen Kosten umgehend ab, fühlte sich aber in Anbetracht der wachsenden Bedrohung bereits 1621 veranlasst, wieder mit Stapf in Kontakt zu treten.
Der mittlerweile in Heidelberg tätige Ingenieur legte umgehend einen neuen Entwurf vor. Danach sollte die mittelalterliche Befestigung unberührt bleiben, und in etwas Abstand von der Stadt eine ganz neue Befestigungsanlage mit 13 Bastionen und 12 Kurtinen entstehen. Die Kosten für die Ausführung schätzte Stapf auf 159.600 Gulden. In der Sitzung vom 10. Mai 1621 vertrat der Rat der Stadt jedoch die Ansicht, dass der Krieg wohl bald beendet sein werde und man das weitläufige Werk wegen der enormen Kosten daher besser unterlassen solle.

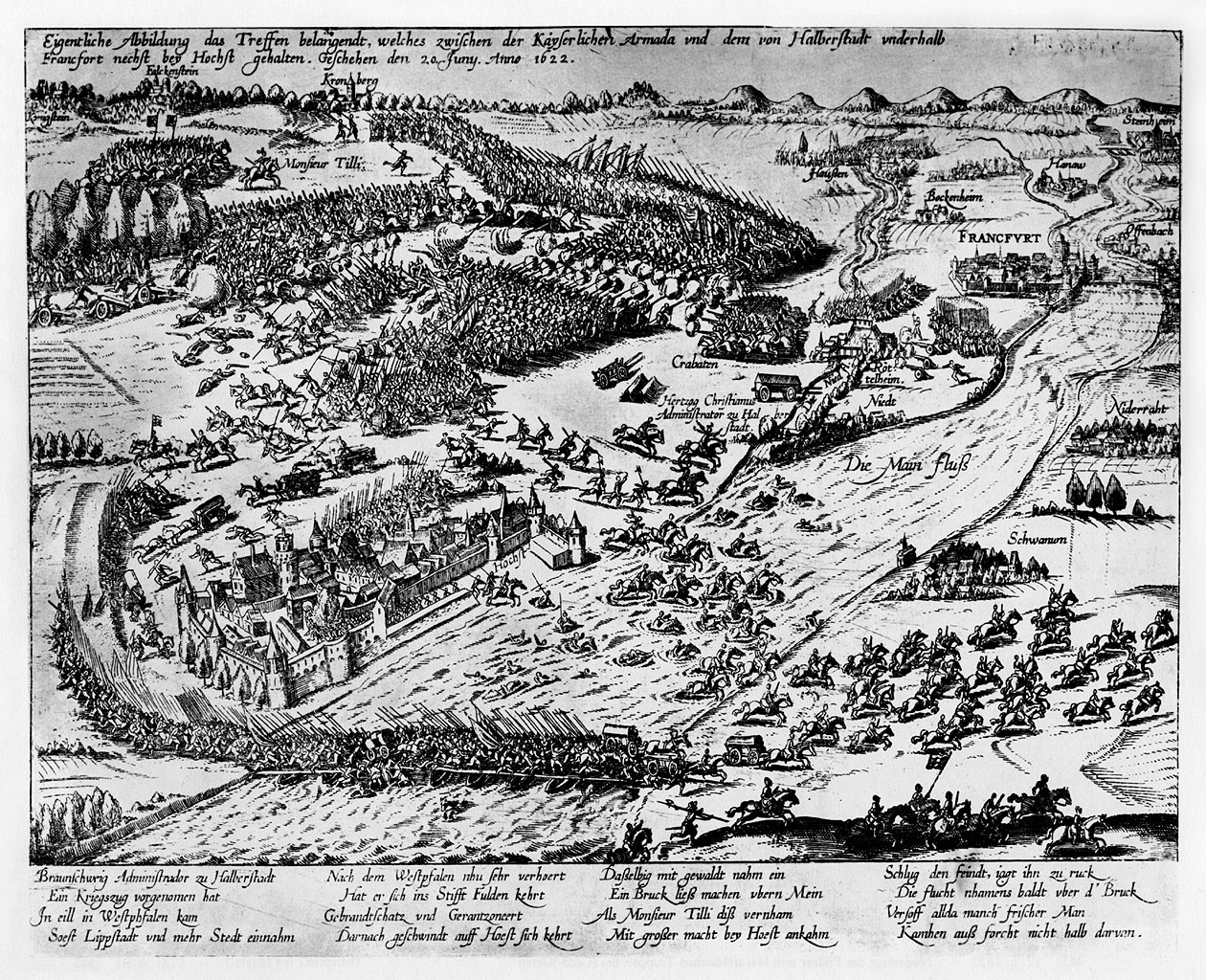
Schlacht bei Höchst, 1622

Schon bald wurde klar, dass der Krieg auch Frankfurt erreichen konnte: In der Schlacht bei Höchst am 20. Juni 1622 standen sich in unmittelbarer Nähe der Stadt über 40.000 Soldaten der protestantischen Union und der katholischen Liga gegenüber. Nach dem Rückzug der protestantischen Truppen sah sich die Reichsstadt zur Großzügigkeit gegenüber dem katholischen Sieger genötigt. Um ihr lutherisches Bekenntnis und die kaiserlichen Privilegien gleichermaßen zu wahren und die Kriegsfurie vor den Toren zu halten, begann die Stadt eine Politik der wohlwollenden Neutralität nach allen Seiten, ohne feste Bündnisse. Obwohl die wichtigste Waffe in diesem Strategiespiel das gut gefüllte Stadtsäckel war, wollte man zur Sicherheit auch militärische Stärke demonstrieren.
Noch im selben Jahr wurde Eberhard Burck, Ingenieur und Baumeister in Gießen, auf zunächst zwei Jahre für den Ausbau der Befestigung eingestellt. Als Wallmeister stellte der Rat zudem auf seine Empfehlung hin Steffan Krepel von Forchheim für zunächst ein Jahr in seine Dienste. Nach Burcks offenbar auf Kostenersparnis getrimmten Plan sollte Frankfurt sechs, Sachsenhausen nur drei Bastionen erhalten, als Kurtinen sollte wie in Stapfs ersten Entwurf die alte Zwingermauer dienen. Im Januar 1624 verlangte Burck einen Recompens für seinen Entwurf, und Krepel beschwerte sich, dass er nichts verdiene, weil mit dem Werk kein Anfang gemacht werde. Letztlich kam einzig ein Vorschlag Burcks zur Ausführung, die Ostseite Sachsenhausens mit einem Rondell zu sichern. Wegen weiterer Verzögerungen seitens des Rates kam es Mitte 1624 zum Streit, der mit der Entlassung Burcks unter Zahlung von 125 Talern Abfindung im Februar 1625 endete.

### Die Beauftragung Johann Wilhelm Dilichs

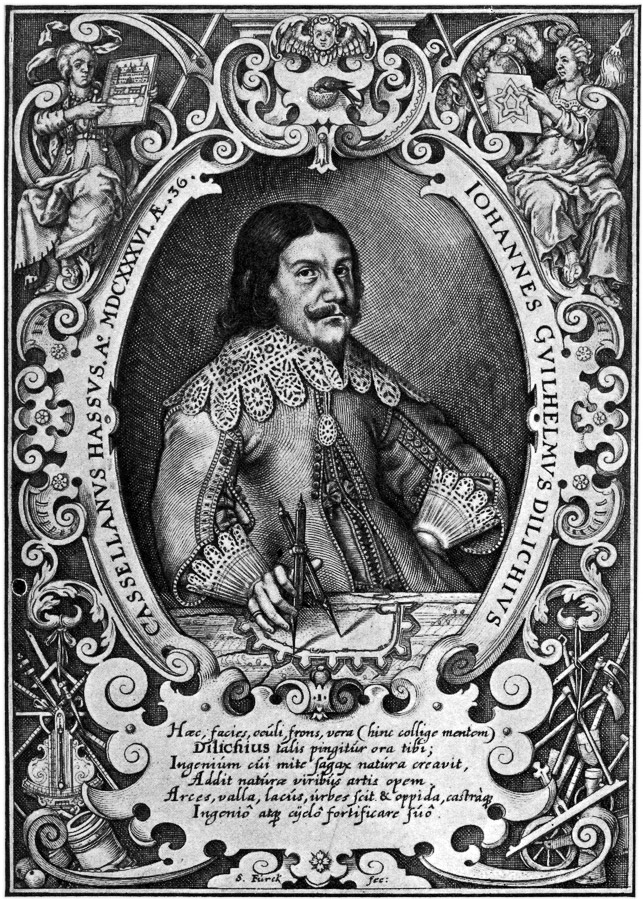
Johann Wilhelm Dilich, 1636

Die Absicht des Rates, die Stadtbefestigung auszubauen, hatte sich mittlerweile herumgesprochen. So bot der damals in Kassel tätige, berühmte Festungsbaumeister Johann Wilhelm Dilich mit einem Brief vom 16. Dezember 1624 seine Dienste an. Gleichzeitig reichte er einen kommentierten Entwurf ein, in dem er vor allem betonte, dass er die alte Stadtmauer keinesfalls für stark genug halte, um als Zwischenmauer für die zu errichtenden Bastionen zu dienen. Wegen einer vermeintlichen Beruhigung der Kriegsgeschehnisse ging der Rat abermals nicht darauf ein. Als im Juni 1625 die Armee Wallensteins Böhmen Richtung Franken und Hessen verließ, brachte der Stadtschultheiß, Johann Martin Baur von Eysseneck, den in Frankfurt gebürtigen Johann Adolf von Holzhausen als Festungsbaumeister ins Gespräch, der in Mannheim Kapitän gewesen war.
Der Rat stellte Kapitän von Holzhausen umgehend in seine Dienste und beauftragte ihn mit der Sicherung des Friedberger Tores, das schon lange als schwächste Stelle der Stadtverteidigung gesehen wurde. Das Gelände stieg hier an, und das Tor stand an einem ausspringenden Winkel der Stadtmauer, zu dem ein Damm über den Stadtgraben führte. Dies wäre im Ernstfall nicht flankierbar gewesen. Holzhausen reichte einen Entwurf zur Errichtung eines Ravelins, also einer eigenständigen Bastion vor dem Stadttor ein. Ende Juli 1626 wurde mit der Arbeit begonnen, doch schon bald zeigten sich Missstände, resultierend aus der mangelnden Sachkenntnis des Kapitäns. Wie schon von Dilich vermutet war die Zwingermauer zu schwach, um dahinter eine Brustwehr aufzuschütten. Nun waren Teile der Mauer nach der Aufschüttung in den Stadtgraben gestürzt. In der anderen Richtung hatte die Erde südlich angrenzende Gärten unter sich begraben, deren Besitzer sich beschwerten.
Der Rat wandte sich nach einem Hinweis des Buchdruckers Clement Schleich aus Wittenberg nun an Dilichs Vater, den kurfürstlich-sächsischen Ingenieur Wilhelm Dilich. Er traf mit seinem Sohn im Januar 1627 ein, um sich ein Bild von der Lage zu machen. In seinem Gutachten verwarf er wie sein Sohn jegliche Einbeziehung der alten Stadtbefestigung und empfahl, ähnlich wie schon Stapf, eine regelmäßige Zirkularbefestigung mit etwas Abstand von der Stadt. Von der Planung her wäre dies die einfachste Variante gewesen, da alle Bastionen und die verbindenden Kurtinen von gleicher Dimension gewesen wären. Für die Stadt hätte es aber zusätzlich zu den immer noch erheblichen Kosten den Erwerb von Feldgütern bedeutet. Dies lehnte der Rat ab und ließ sich vier weitere Varianten mit einem enger an die Stadt gelegten Befestigungskranz vorlegen. Auch diese waren den Stadtoberen allesamt zu teuer, und so rüsteten sich Vater und Sohn Anfang April wieder für die Abreise.
Als Mitte 1627 das von Holzhausen errichtete Ravelin vollends in sich zusammenstürzte, rief der offenbar verzweifelte Festungsbaumeister den Rat an, doch Johann Wilhelm Dilich mit der Aufgabe zu betrauen. Bis Dilich im Oktober eintraf, richtete Holzhausen allerdings noch mehr Schaden als Nutzen an, indem er die Erde des zusammengefallenen Werkes auf Höhe des Pestilenzhauses hinter der Stadtmauer aufschütten ließ. Abermals wurden hierdurch mehrere Gärten schwer beschädigt.
Dilich, der sich in den Wintermonaten einen Überblick verschafft hatte, wurde am 8. Januar 1628 als Ingenieur und Stückmajor in städtische Dienste berufen. In der Ratssitzung am 22. Februar kam es zu einer äußerst kontroversen Debatte über seine Pläne, die Verteidigungsanlagen wesentlich zu erweitern. Trotz einer letztlich erneut ablehnenden Haltung, gab es weiter das Problem des auf 3000 Karren Erde geschätzten, missratenen Werks von Holzhausen dies- und jenseits der Stadtmauer. Mehr aus Ausweglosigkeit denn Entschlossenheit erteilte man Dilich die Erlaubnis, die alte Stadtmauer mit der Erde des zusammengefallenen Ravelins an ihren schwächsten Stellen im Norden der Stadt mit zwei Bollwerken vor dem Eschenheimer Tor und dem Friedberger Tor zu verstärken. Um das Vorhaben politisch abzusichern, erklärte Stadtschultheiß Johann Martin Baur von Eysseneck bei der Grundsteinlegung am 16. Juni 1628 feierlich, dass sich die neue Befestigung nicht gegen Kaiser und Reich richte, sondern lediglich dem Schutze der kaisertreuen Stadt diene.
Weitere falsche Sparsamkeit auf Seiten des Rates führte Mitte 1629 abermals zum Zusammensturz größerer Teile der im Bau befindlichen Anlage. Durch die Ansicht, dass das Friedberger Tor zuerst gesichert werden müsse, war Dilich gezwungen, das erste Bollwerk dort zu erbauen, anstatt die Befestigung an der tiefsten Stelle der Stadt am Mainufer zu beginnen, wie es die Ableitung des Wassers erfordert hätte. Um die Feldgüter zu schonen, sollte er ferner auf dem alten, völlig versumpften Graben zu bauen, was zu statischen Problemen und letztlich zum Zusammenbruch führte. In der nachfolgenden Untersuchung schoben sich Dilich, der auf seine Empfehlung hin eingestellte Mannheimer Wallmeister Nikolaus Mattheys und die ausführenden Werkleute gegenseitig die Schuld daran zu. So habe der Wallmeister etwa mehr der Bierhütte als des Walles zugesprochen, die Handwerker hätten Dilich angeschnarcht. Letztlich wurde nur Mattheys entlassen und durch den Mainzer Johann Zimmermann ersetzt. Den Handwerkern war keine Schuld nachzuweisen, und auch an Dilich hielt der Rat fest.

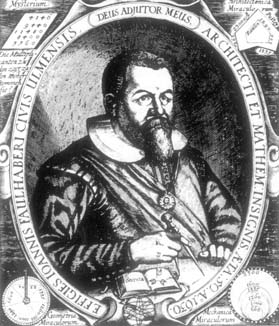
Johannes Faulhaber, 1630

Abermals wurde ein Gutachter, nun der Ulmer Festungsbaumeister und Mathematiker Johannes Faulhaber hinzugezogen. Er stellte die im Grunde bereits bekannten, aber auch neue konstruktive Fehler fest, korrigierte zu deren Abhilfe Dilichs Pläne und brüskierte denselben offen vor dem Rat, sein Vater habe es besser gemacht, doch wolle der Sohn nichts mehr lernen und bei seiner eigenen Meinung bleiben. Faulhaber konnte sich diese Kritik allerdings leisten, lieferte er doch durch algebraische Rechnungen und ein Papiermodell den schlagkräftigen Beweis für die Richtigkeit seiner Ausführungen. Letztlich folgte Dilich nach Faulhabers Abreise im März 1630 dessen Empfehlungen, wodurch die Arbeiten ab diesem Zeitpunkt gute Fortschritte machten. Bereits im Juni waren die Schäden durch den Zusammenbruch wieder hergestellt.
Zeitweise arbeiteten bis zu 600 Mann an dem Festungsbau. 1631 bekam Dilich den Darmstädter Baumeister Matthias Staudt als Assistenten zugewiesen. Die Bürgerschaft musste eine außerordentliche Schatzung, das heißt eine Sondersteuer, für den Festungsbau aufbringen und wurde außerdem zu Arbeitsleistungen verpflichtet. Auch die Lehrer des Städtischen Gymnasiums mussten mit Hand anlegen; eine Bittschrift beim Rat, in der sie um Befreiung von der Schanzarbeit nachsuchten, da sie Tag und Nacht meditieren und neben ihrer kärglich bezahlten Lehrtätigkeit auch noch negociieren, also Handelsgeschäften nachgehen müssten, um ihren Lebensunterhalt zu fristen, wurde abschlägig beschieden. Während Dilich als Ingenieur ein städtisches Gehalt von 448 Gulden jährlich bezog, bekamen die Gymnasiallehrer nur 50.

### Der Festungsbau

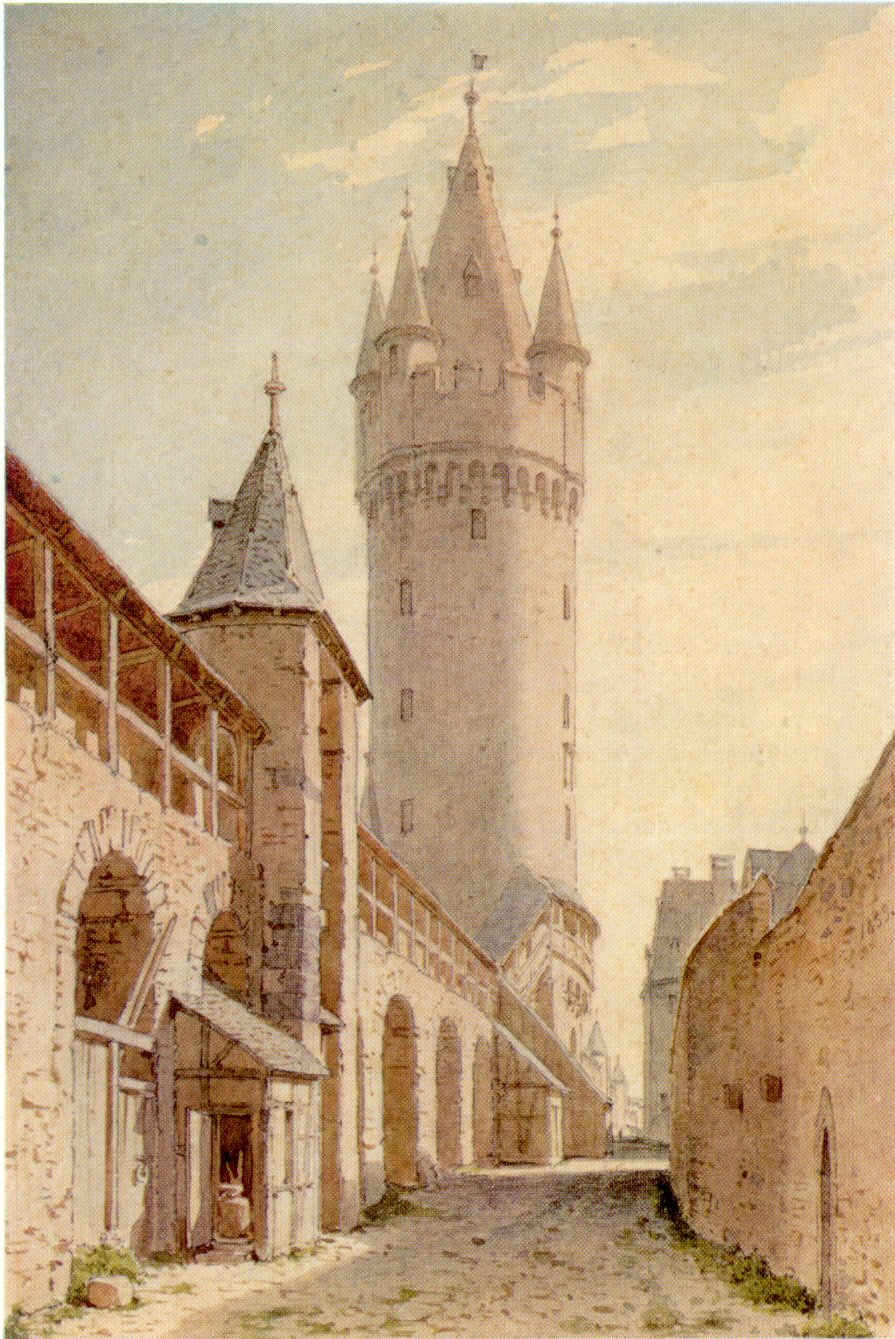
Auf der Innenseite der Mauer verlief ein Zwinger

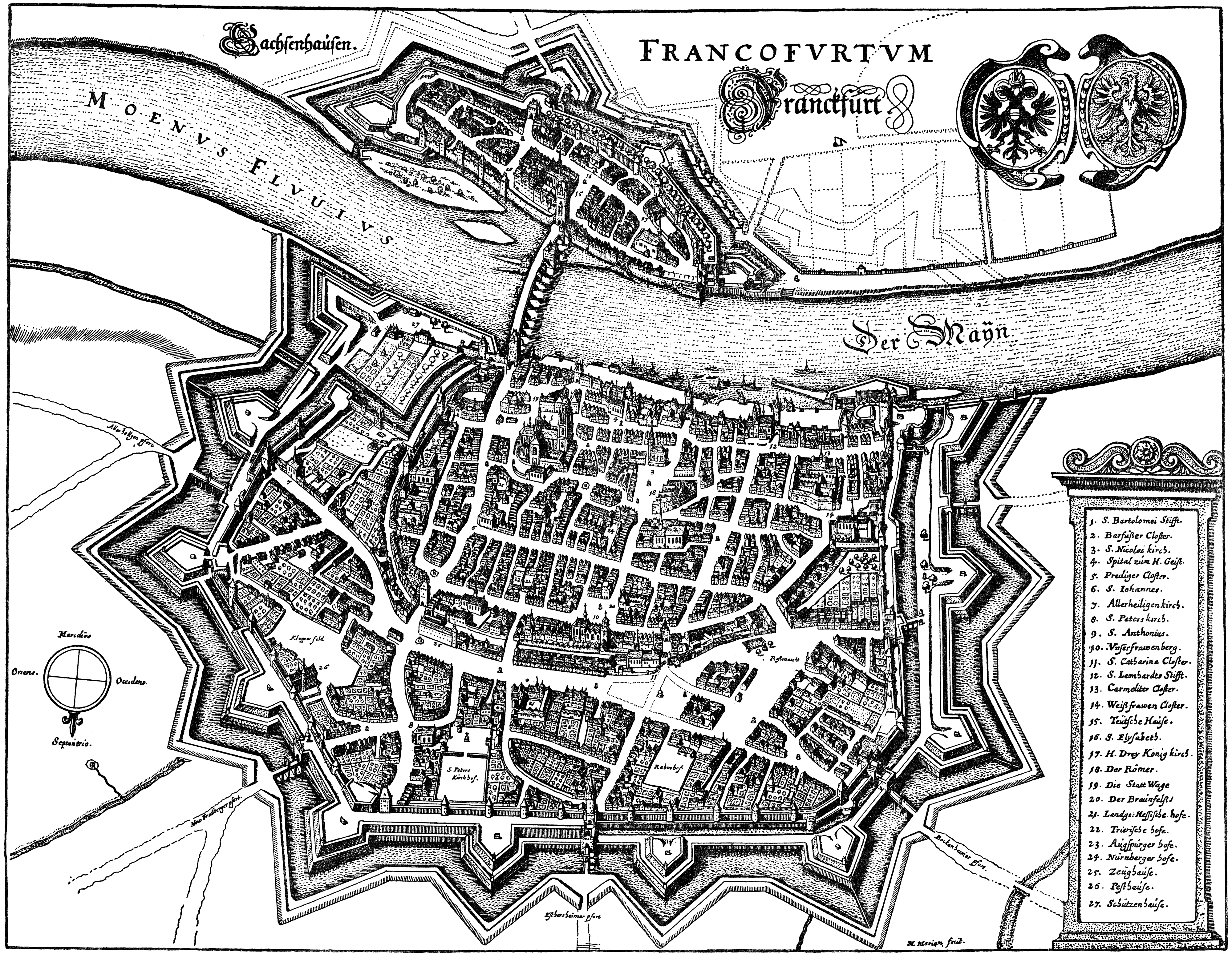
Frankfurt am Main 1645

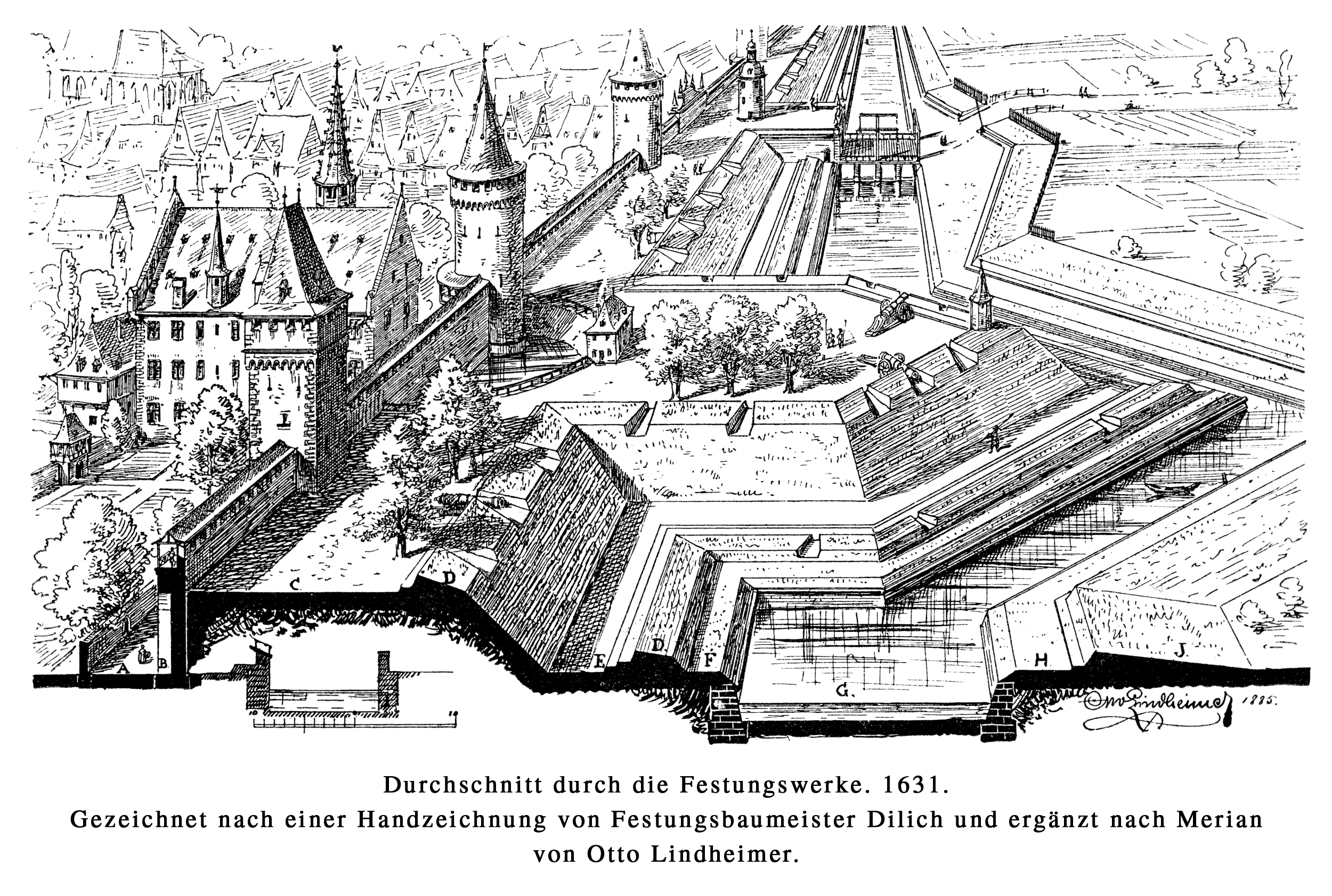
Handzeichnung Dilichs, 1631

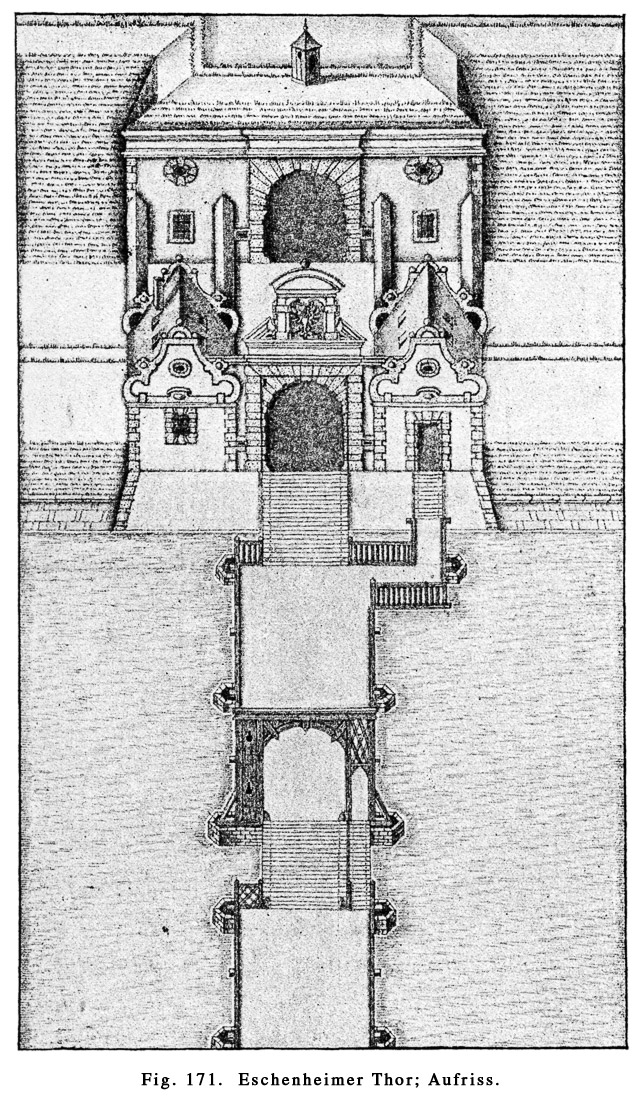
Entwurf für die neue Vorpforte des Eschenheimer Tor, 1630er Jahre

Dilich wandte eine aus den Niederlanden stammende Weiterentwicklung der italienischen Bauweise an, die niederländische Festungsbaukunst. Die alten Mauern ließ er bestehen, hob aber etwa 30 Meter vor den bestehenden Anlagen neue Gräben aus, deren Aushub er nutzte, um einen neuen Wall vor der Mauer aufzuwerfen. Teilweise schüttete er dabei die alten Gräben vor der Mauer zu, teilweise legte er einen neuen Graben vor dem alten an. Der Vorteil gegenüber der italienischen Methode war, dass die Wälle wegen der Gräben nicht erstiegen werden, und Geschützkugeln in Erdwällen (gegenüber den Steinwällen der italienischen Manier) keinen großen Schaden durch herumfliegende Trümmer und Splitter anrichten konnten. Eine Handzeichnung Dilichs zeigt seine Konstruktionsweise: Von innen nach außen zogen sich der an der Innenseite der Mauer entlanglaufende Zwinger, die Stadtmauer mit dem Wehrgang, davor der aufgeschüttete Wall, die befestigte Brustwehr, an deren Fuß die Faussebraye mit einer weiteren Brustwehr, dann die Escarpe, der nasse Graben, die Contrescarpe und schließlich ein teilweise mit Palisaden besetztes Glacis. Von den fünfeckigen Bastionen aus konnte man mit Geschützen das Glacis und die Mauerfronten bestreichen.
Allerdings wurde so, wie z. B. eine Gesamtansicht von Matthäus Merian aus dem Jahr 1645 zeigt, nur vom Eschenheimer Tor bis kurz vor dem Allerheiligentor gebaut. Durch die schlechten Erfahrungen, die man beim Bauen auf dem alten Stadtgraben gemacht hatte, wurde alsbald die Linie der neuen Werke um etwa 15 Meter weiter nach außen verschoben. Dadurch blieb letztlich die gesamte mittelalterliche Stadtmauer mit ihrem Graben dahinter erhalten. Dies hatte andererseits den Vorteil, dass die Verteidigungsanlagen in diesem Bereich beidseitig von Wasser umgeben und nur noch durch die wenigen Brücken der Landtore zu erreichen waren.
Im Dezember 1631 sollte Dilich aus Geldmangel die Arbeiten auf Anweisung des Rats vorerst einstellen lassen. Nachdem am 20. November die Schweden unter König Gustav II. Adolf in Frankfurt einmarschierten, brachten sie die Arbeiten jedoch bald wieder in Schwung. Der schwedische Stadtkommandant, Oberst Vitzthum, ließ seine Soldaten an den Schanzarbeiten teilnehmen. Ab Mai 1632 entstanden drei weitere Bollwerke: Dasjenige am Breiten Wall wurde auch Schwedenbollwerk genannt, weil es von den schwedischen Soldaten errichtet wurde. Die zu Frondiensten verpflichteten Bauern aus den Frankfurter Dörfern erbauten das Bauernbollwerk am Eschenheimer Tor, das Frankfurter Stadtmilitär das Bockenheimer Bollwerk am Bockenheimer Tor.
Nachdem sich die Kunde verbreitete, die kaiserliche Armee rücke an, wurde noch im August des Jahres mit weiteren drei Bollwerken begonnen. Auf Druck der Schweden beschloss der Rat, dass hierfür täglich zwei Quartiere der Bürger sowie 150 jüdische Einwohner herangezogen werden sollten. Auch auf die Organisation wirkte sich nun die Anwesenheit des Militärs aus: durch einen Trommler wurden die Bürger früh morgens im jeweiligen Quartier, das an der Reihe war, vor das Haus des Bürgerkapitäns berufen. Unter Trommelschlag und Vorantragen einer Fahne zog man dann zur Arbeitsstelle. Viele reichere Bürger schickten, um nicht selbst arbeiten zu müssen, Knechte oder Mägde, die zum Klang der Trommel Tänze aufführten. Dies missfiel den schwedischen Militärs, doch der Rat verbot es nicht, um das Gesindlein lustig und willig zur Arbeit zu erhalten.
Der weitere Ausbau der Festungsanlagen zog sich bis lange nach dem Westfälischen Frieden hin. Das Ausheben der Gräben und die grundsätzliche Verfertigung der Bollwerke und Kurtinen war schon um 1645 weitestgehend abgeschlossen. Die nachfolgenden Jahre befasste man sich hauptsächlich mit dem Anlegen der äußeren Futtermauer des Grabens und dem Aufschütten der Feldbrustwehr. Gerade Letzteres zog sich mit den Mitteln der Zeit enorm. Nachdem Dilich 1660 gestorben war, setzte der Stückmajor Andreas Kiesser die Arbeit fort. 1667, also nach 49 Jahren, waren die Arbeiten im Wesentlichen abgeschlossen. Nördlich des Maines zogen sich nun insgesamt 11 Bastionen um die ganze Stadt, während das viel kleinere Sachsenhausen mit fünf Bastionen befestigt wurde. Erstmals wurde auch das Fischerfeld in die Stadtbefestigungen einbezogen.
Die 11 Bastionen hießen von Ost nach West: Fischerfeldbollwerk (1632 begonnen), Allerheiligen oder Judenbollwerk (am Allerheiligentor, 1632 begonnen), Schwedenschanze oder Breitwallbollwerk (1632 begonnen), Pestilenzbollwerk (am Klapperfeld, wo sich damals das Pestilenzhaus und heute das Landgericht Frankfurt am Main befindet, 1631 begonnen), Friedberger Bollwerk (am Friedberger Tor, 1628 begonnen), Eschenheimer Bollwerk (am Eschenheimer Tor, 1631 begonnen), Bauernbollwerk (1632 begonnen), Bockenheimer Bollwerk (am Bockenheimer Tor, 1632 begonnen), Jungwallbollwerk (1632 begonnen), Galgenbollwerk (1635 begonnen) und Mainzer oder Schneidwallbollwerk (1635 begonnen, 1663 bis 1664 aufgrund schwerster konstruktiver Schäden fast komplett neu erbaut).
Um Sachsenhausen zogen sich das Tiergartenbollwerk am östlichen Mainufer (1635 begonnen), das Hohe Werk an der Südostecke (1648 begonnen, 1665 in seine endgültige Form gebracht), das Hornwerk am Affentor (1631 bis 1635 zunächst als Demi-lune errichtet, 1665 bis 1666 in seine endgültige Form gebracht), das Oppenheimer Bollwerk westlich der einstigen Oppenheimer Pforte (keine genauen Angaben vorhanden, wohl um 1635 als Demi-lune erbaut und später verstärkt) und das Schaumainkaibollwerk (1639 zunächst als Demi-lune begonnen und beendet, 1667 in seine endgültige Form gebracht) am Schaumainkai.

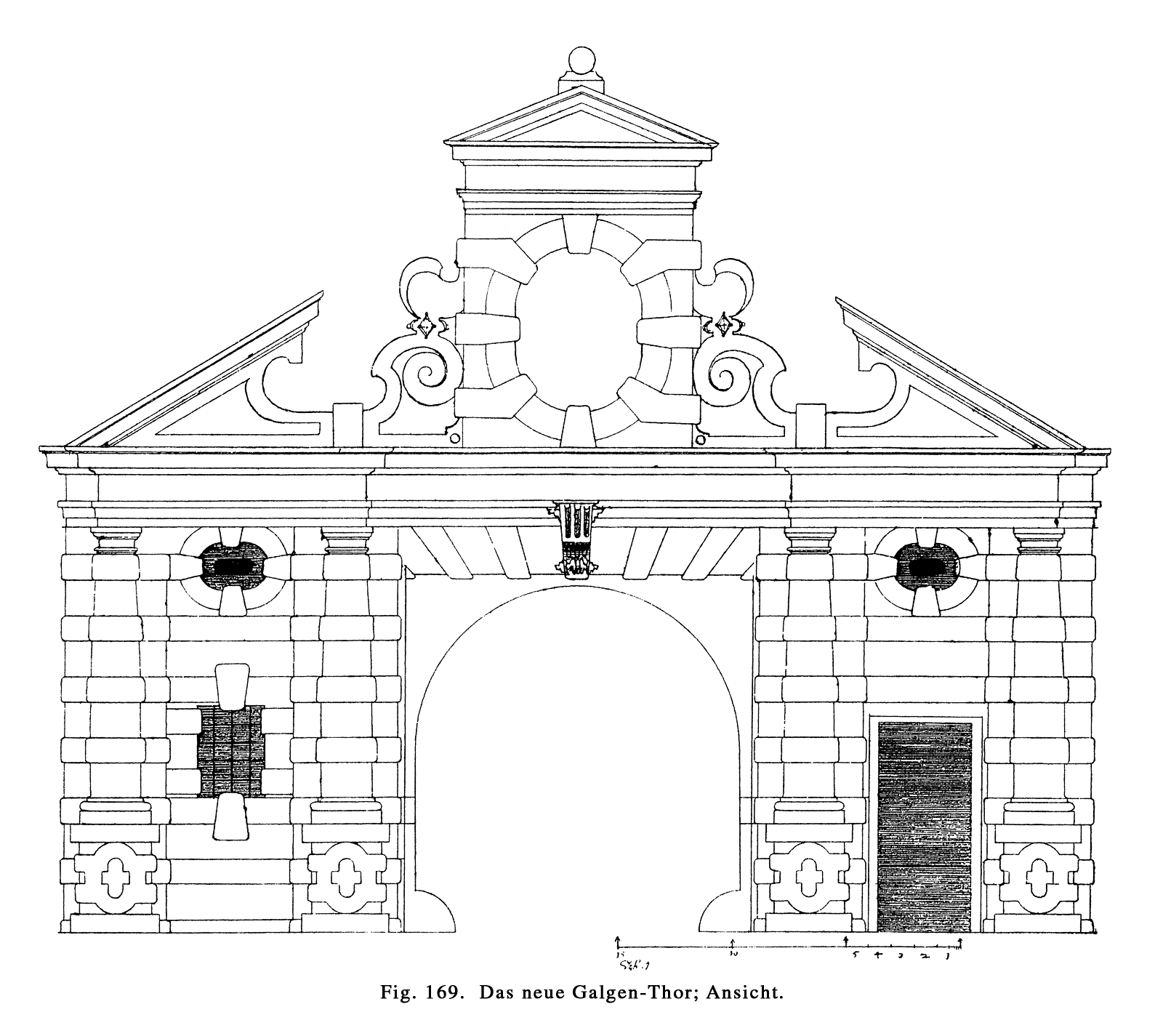
Entwurf für die Vorpforte des Neuen Galgentors, um 1650

Da die Bastionen teilweise direkt vor den alten Ausfahrten der Landtore aufgeschüttet wurden, mussten auch diese verändert oder neu gebaut werden. Zusammenfassend ist hierbei auffällig, dass die Neubauten, weitestgehend im Stil des frühen Barock, eher schlicht ausfielen. Eine mögliche Erklärung ist, dass die reinen Ingenieurarbeiten der Bastionierung das Stadtsäckel so belasteten, dass für aufwändige, repräsentative Torbauten schlicht das Geld fehlte. Das Galgentor blieb in seiner mittelalterlichen Form behalten und erhielt bald die Bezeichnung Altes Galgentor, nachdem 1661 bis 1662 das Neue Galgentor weiter südlich zwischen Galgenbollwerk und Mainzer Bollwerk angelegt worden war. Den Zugang ermöglichte eine Zugbrücke über den neuen Stadtgraben.
Am Bockenheimer Tor, das bereits 1605 verändert worden war, änderte sich nichts, für den Zugang wurde hier schlicht die Brücke über den neuen Stadtgraben verlängert. Obgleich mangels einer davor errichten Bastion nicht zwingend nötig, erhielt auch das Eschenheimer Tor 1632 bis 1633 neue Torbauten, die insgesamt wohl noch die repräsentativsten waren. Diese trugen sehr bewegte Volutengiebel, die Fenster hatten, ebenso wie die Tore, reiche Profilierungen, von denen das vorderste zwischen antikisierenden Akroteria einen Reichsadler zeigte. Dagegen ging das Alte Friedberger Tor aufgrund der direkt davor errichteten, gleichnamigen Bastion ein und blieb nur als Mauerturm erhalten. Das Neue Friedberger Tor, in seinem strukturellen Aufbau wohl am ehesten mit dem Galgentor zu vergleichen, wurde 1628 bis 1630 am nordöstlichen Ende der Vilbeler Gasse (heutige Vilbeler Straße) errichtet. Schließlich verlegte man das Allerheiligentor mittels eines 1636 errichteten Neubaus ebenfalls nach Norden, nachdem der alte Torbau nur noch einen Zugang zum gleichnamigen Bollwerk bildete.

### Folgen des Dreißigjährigen Krieges

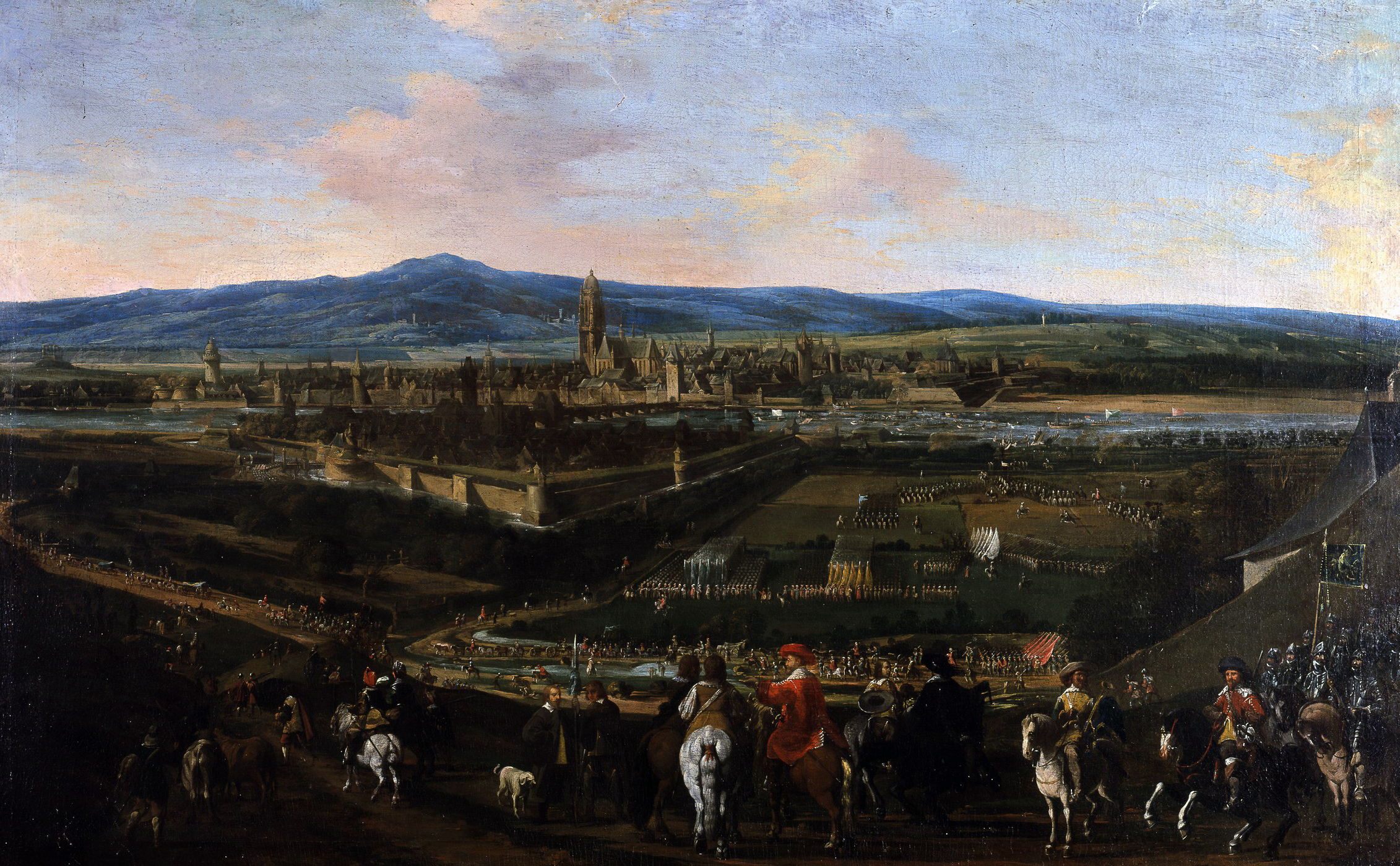
Einzug schwedischer Truppen, 1631

Der Nutzen der Befestigungen für Frankfurt ist schwer zu bewerten. Ihr Bau nahm die städtischen Finanzen stark in Anspruch. Trotz der Festungsanlagen wurde Frankfurt 1631 bis 1635 von schwedischen Truppen besetzt. Die ganze Zeit latent vorhandene Spannungen gipfelten am 1. August 1635 im Versuch schwedischer Truppen, die Stadt von Sachsenhausen aus unter ihre Kontrolle zu bringen.

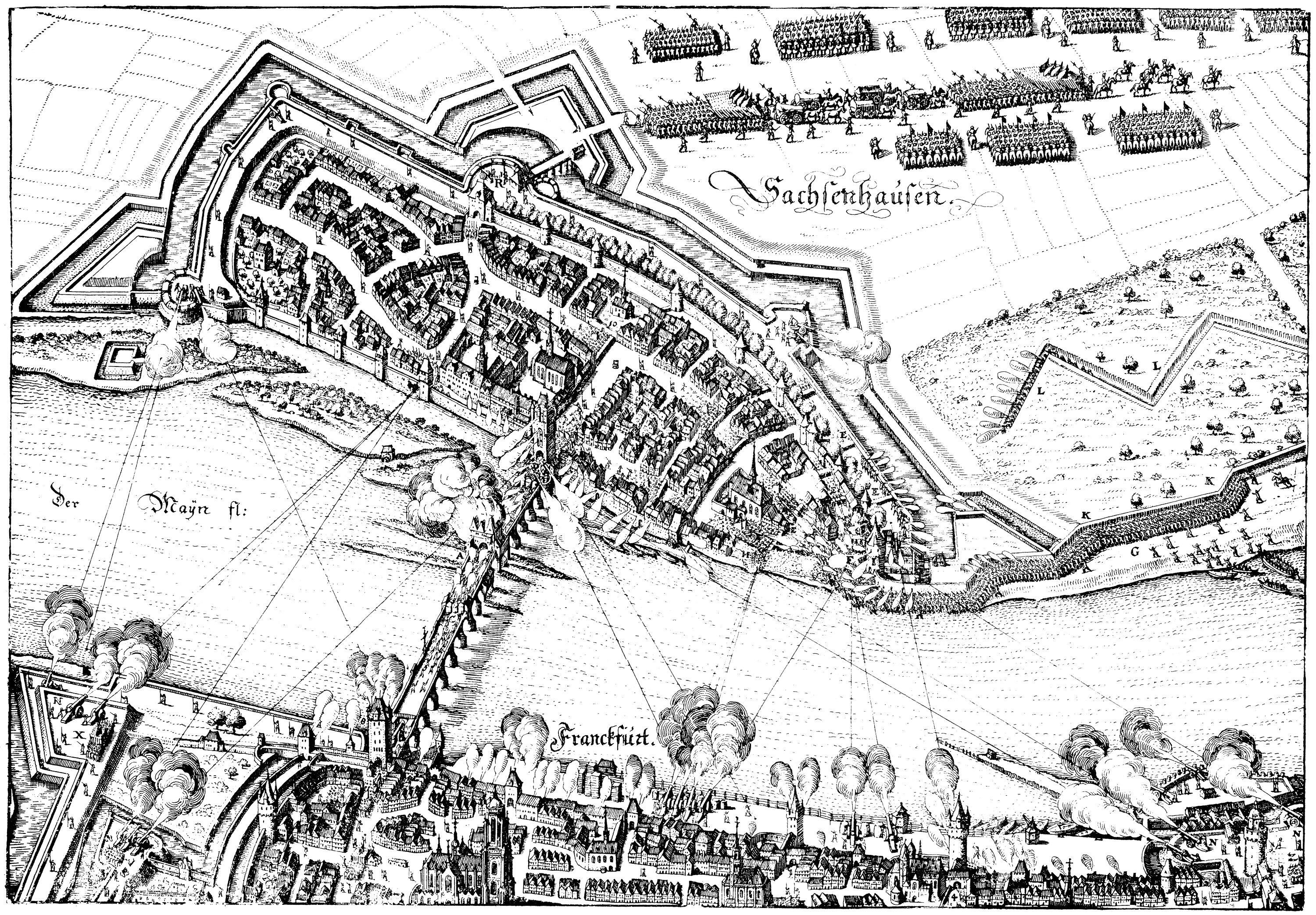
Kampf zwischen kaiserlichen und schwedischen Truppen, 1635

Daraufhin ließ der Rat seinerseits die kaiserlichen Truppen unter Freiherr Guillaume de Lamboy auf der nördlichen Mainseite herein. In beiden Stadtteilen verschanzt, kam es zu schweren Gefechten, die erhebliche Schäden anrichteten. Unter anderem wurde die Brückenmühle und nahezu die gesamte Löhergasse in Sachsenhausen zerstört. Einzig der Einsicht Vizthums, der alsbald mit Lamboy in Verhandlungen trat, ist es wohl zu verdanken, dass die Katastrophe, ein die ganze Stadt zerstörender Großbrand, gerade noch abgewendet werden konnte. Am 10. August wurden den Schweden als Ergebnis der Gespräche ein Abzug mit militärischen Ehren Richtung Gustavsburg gewährt.
Besonders schwere Verwüstungen hinterließen die Pestjahre 1634 bis 1636. 1634 starben 3512 Menschen, 1635 3421 und 1636 sogar 6943 in Frankfurt. Die Stadtbevölkerung lag seit dem Mittelalter nie höher als 10.000 bis 13.000 Menschen, so dass die hohe Sterblichkeit nur durch die Menschen aus dem Umland zu erklären ist, die sich vor den Schrecken des Krieges in die Stadt geflüchtet hatten. Trotz aller Belastungen behielt Frankfurt, im Gegensatz zu anderen süddeutschen Städten wie Mainz oder Nürnberg, seine politische Bedeutung und erholte sich nach dem Krieg rasch wieder von seinen wirtschaftlichen Folgen.

### Planungsfehler und Bauschäden

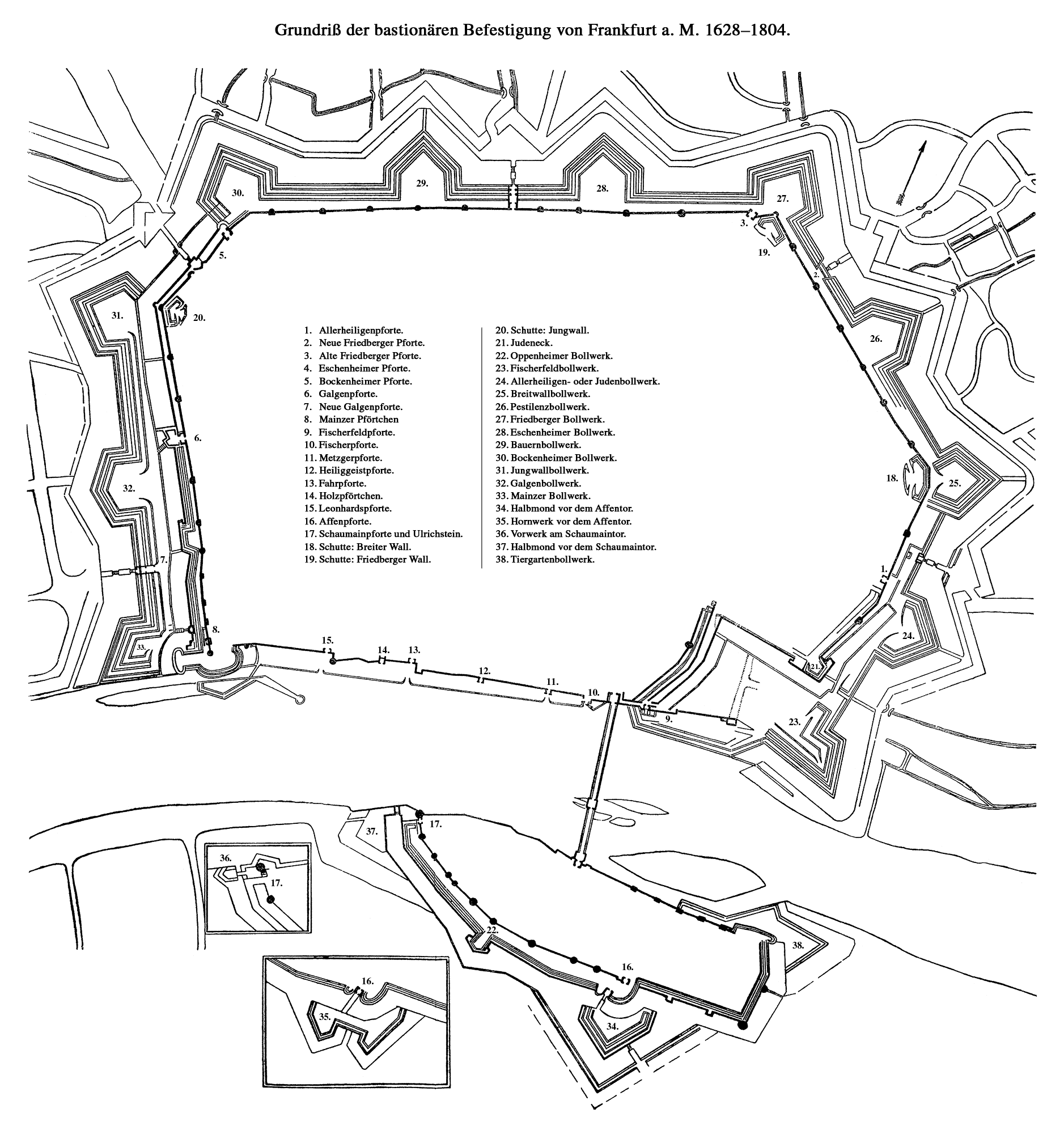
Schema der fertiggestellten bastionären Befestigung

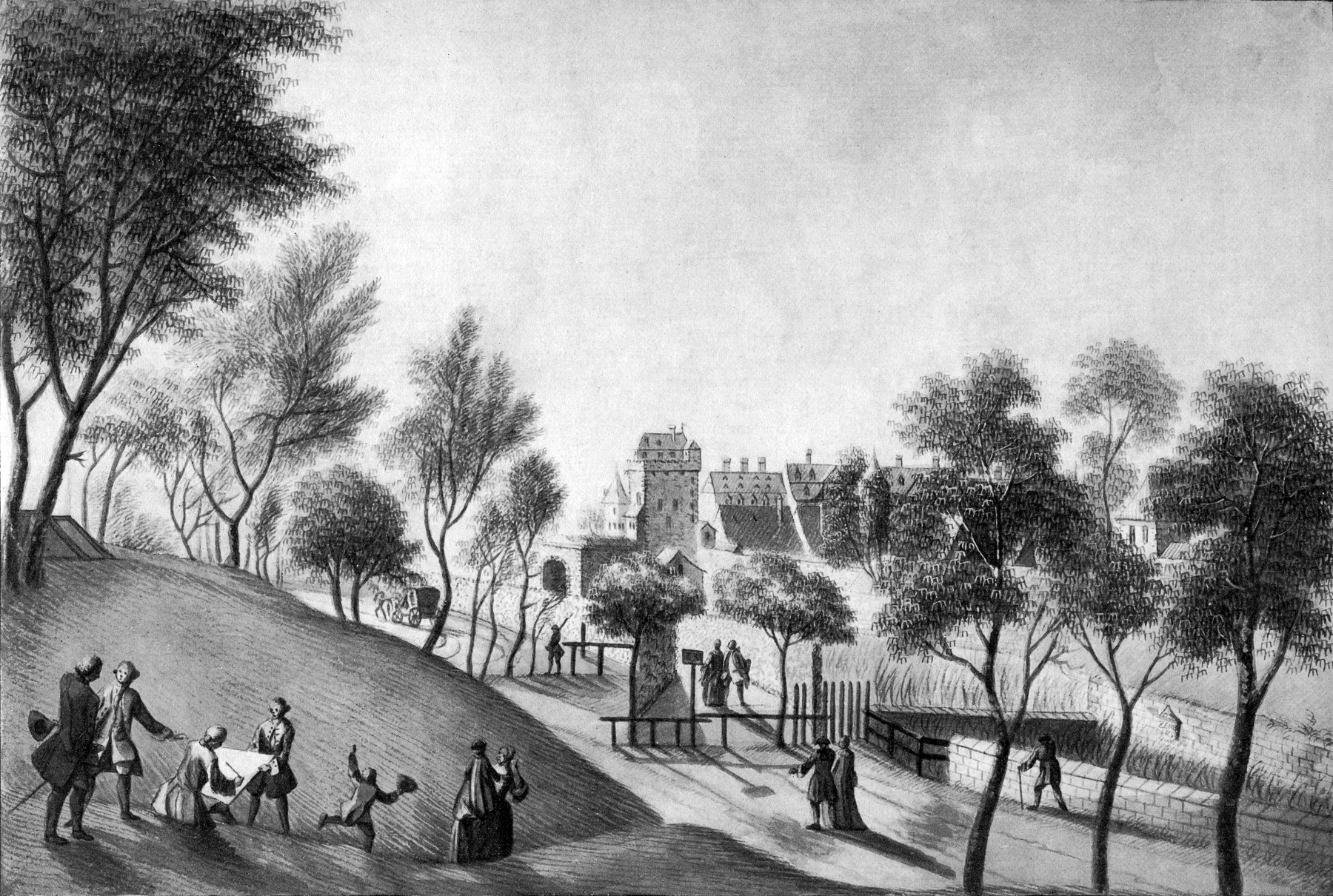
Die Lustallee am Galgentor, 1772

Noch während der laufenden Bauarbeiten, vor allem aber gegen Ende des 17. und im 18. Jahrhundert traten immer wieder Schäden an einzelnen Befestigungsanlagen auf, die kostspielig repariert werden mussten. So verzeichneten die städtischen Rechenbücher auch nach 1667 kaum ein Jahr, in denen der Posten Fortifikationsbau nicht wenigstens auf mehrere tausend, nicht selten aber auch weit über zehntausend Gulden kumulierte. Der Notwendigkeit von Reparaturen lagen fast immer Fehler zu Grunde, die bei ihrer Erbauung gemacht worden waren. Rücksicht auf die zum Festungsbau nötigen Feldgüter sowie falsche Sparsamkeit waren die Ursache, dass die Bauvorhaben nicht mit der nötigen Großzügigkeit, sondern kleinlich und noch dazu an falscher Stelle ausgeführt wurden.
So ist einer der Hauptfehler in den frühen Jahren zu suchen, dass mit dem Bau der barocken Befestigung nicht an der tiefsten Stelle des Stadtgebietes am unteren Mainufer begonnen wurde, wo man das zufließende Wasser leicht hätte ableiten können. In der Folge wurden die Fundamente fast aller Bollwerke auf viel zu feuchtem Grund gelegt, was zu Bauschäden führte, vor allem aber kaum noch vollständig reparabel war. Dazu kam die offenbar mangelnde fachliche Kenntnis aller Beteiligten, was die prinzipielle Stärke der Fundamentierungen anging. Schließlich wurde während der Anwesenheit schwedischer Truppen mit zu großer Geschwindigkeit gebaut.
Darüber hinaus drückte der Rat den von den Ingenieuren geforderten Betrag immer wieder herab, so dass die sorgfältige handwerkliche Ausführung unweigerlich litt. Unter den Ratsherren gab es zudem offenbar im ganzen 17. Jahrhundert keine einzige Person mit den nötigen Kompetenzen, die Qualität der Arbeiten zu beurteilen. Die häufige Anrufung von Gutachtern ist ein Zeugnis dafür. Allerdings fiel keinem der Gutachter, von denen Faulhaber zweifellos der fähigste war, der grundlegende Fehler der ganzen Anlage auf. Die Schultern der Bastionen standen senkrecht zum Zwischenwall, bildeten mit diesen also einen rechten, anstatt eines stumpfen Winkels. Dadurch wäre im Ernstfall das gegenseitige Bestreichen der Gräben vor deren Spitzen nicht möglich gewesen. Ebenso fehlerhaft war die Erbauung von Kämmen vor den Spitzen der Bollwerke anstatt vor der Mitte der Zwischenwälle. Die hierdurch entstandenen toten Winkel hätten wie schon 1552 einen Beschuss beispielsweise vom Mühlberg oberhalb von Sachsenhausen oder der Höhe des Affensteiner Feldes im heutigen Westend erlaubt, ohne dass dagegen eine Verteidigung aus der Stadt heraus möglich gewesen wäre.
Im Verlaufe des 18. Jahrhunderts verlor die Stadtbefestigung aufgrund des raschen militärischen Fortschritts endgültig ihren militärischen Wert. Stattdessen begann die Stadtbevölkerung, die öffentlich zugänglichen Wälle als Naherholungsgebiet zu nutzen. Um 1705 wurden die ersten Lindenbäume an den Wallanlagen gepflanzt und ab dem Jahr 1765 führte eine durchgehende Allee (Lustallee) um Frankfurt und Sachsenhausen herum.
Während des Siebenjährigen Krieges wurde die Stadt von französischen Truppen besetzt und mit erheblichen Kontributionen belegt. Auch in den Koalitionskriegen bot die Stadtbefestigung keinen Schutz mehr, sondern erwies sich sogar als gefährlich, da eine verteidigte Stadt sich der Gefahr einer Beschießung ausgesetzt sah.

## Der Abriss der Stadtbefestigung im 19. Jahrhundert

### Besetzung der Stadt und erste Schritte bis 1806

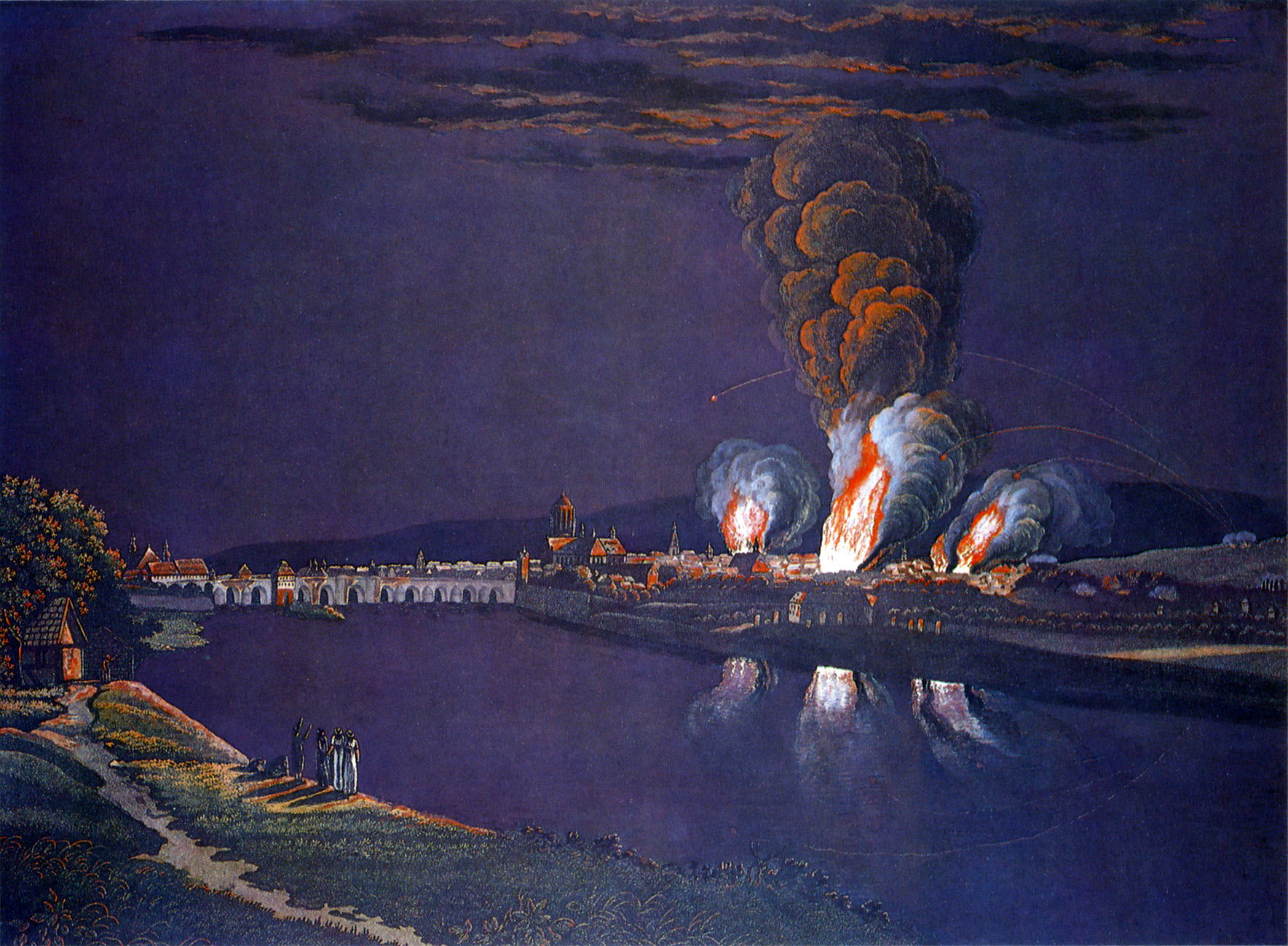
Die Beschießung vom 13. Juli 1796

Im Oktober 1792 besetzten französische Truppen die Stadt, die jedoch am 2. Dezember wieder vertrieben werden konnten. Doch selbst die Vertreibung war bezeichnend für die Nutzlosigkeit der Befestigung, konnten die verbündeten Hessen und Preußen doch fast ungehindert das Friedberger Tor erstürmen. 1795 und 1796 zogen erneut feindliche Truppen vor die Stadt. Die französische Beschießung der von österreichischen Truppen verteidigten Stadt am 13. und 14. Juli 1796 richtete große Schäden an, die erst 1721 durch einen Großbrand zerstörte Judengasse wurde erneut zu einem Drittel vernichtet.
Daraufhin beschloss der Senat der Stadt 1802 die Ausarbeitung von Plänen zur Schleifung der Befestigungsanlagen. Der Anstoß zur Beseitigung der Befestigung kam allerdings von außen, wenn auch sicher nicht ganz uneigennützig. Die französische Regierung hatte nämlich durch den Frankfurter Gesandten in Paris auf die Entfestigung als Mittel hingewiesen, um die Stadt in künftigen Kriegen vor der Zweckentfremdung als Waffenplatz und Stützpunkt zu schützen. Zwar hatte man Frankfurt wie den verbleibenden sechs Reichsstädten auf dem Reichsdeputationstag in Regensburg Neutralität im Kriegsfall zugesichert. Im Senat ging dennoch die Angst um, dass diese Empfehlung bei einem Kriegsausbruch zur Forderung gemacht werden könne, was schließlich der Auslöser für erste Maßnahmen war.
Wie schon fast zwei Jahrhunderte zuvor zogen sich die Planungen für die Entfestigung über einen langen Zeitraum, und der Senat ließ eine Vielzahl von Modellen durchrechnen. Viele sahen nur ein Abtragen der Bollwerke unter Erhalt der Stadtmauer des 14. Jahrhunderts zur Civil-Verwahrung vor. Ebenso wie schon bei der frühneuzeitlichen Befestigung waren auch jetzt wieder die aus Sicht der Politiker viel zu hohen Kosten der Hauptgrund, wieso ein Gesamtplan nicht zu Stande kam. 1804 begann man nach fast 20 Monaten der Diskussionen dennoch mit dem Abriss, doch wurden die Arbeiten mit 50 bis 60 Tagelöhnern nur halbherzig betrieben. Ein Gutachten des Sommers 1805 konstatierte, dass man bei fortgesetzter Arbeitsgeschwindigkeit mit wenigstens weiteren neun Jahren für die komplette Entfestigung zu rechnen habe.

### Fürstprimas Dalberg und die Beauftragung Guiolletts

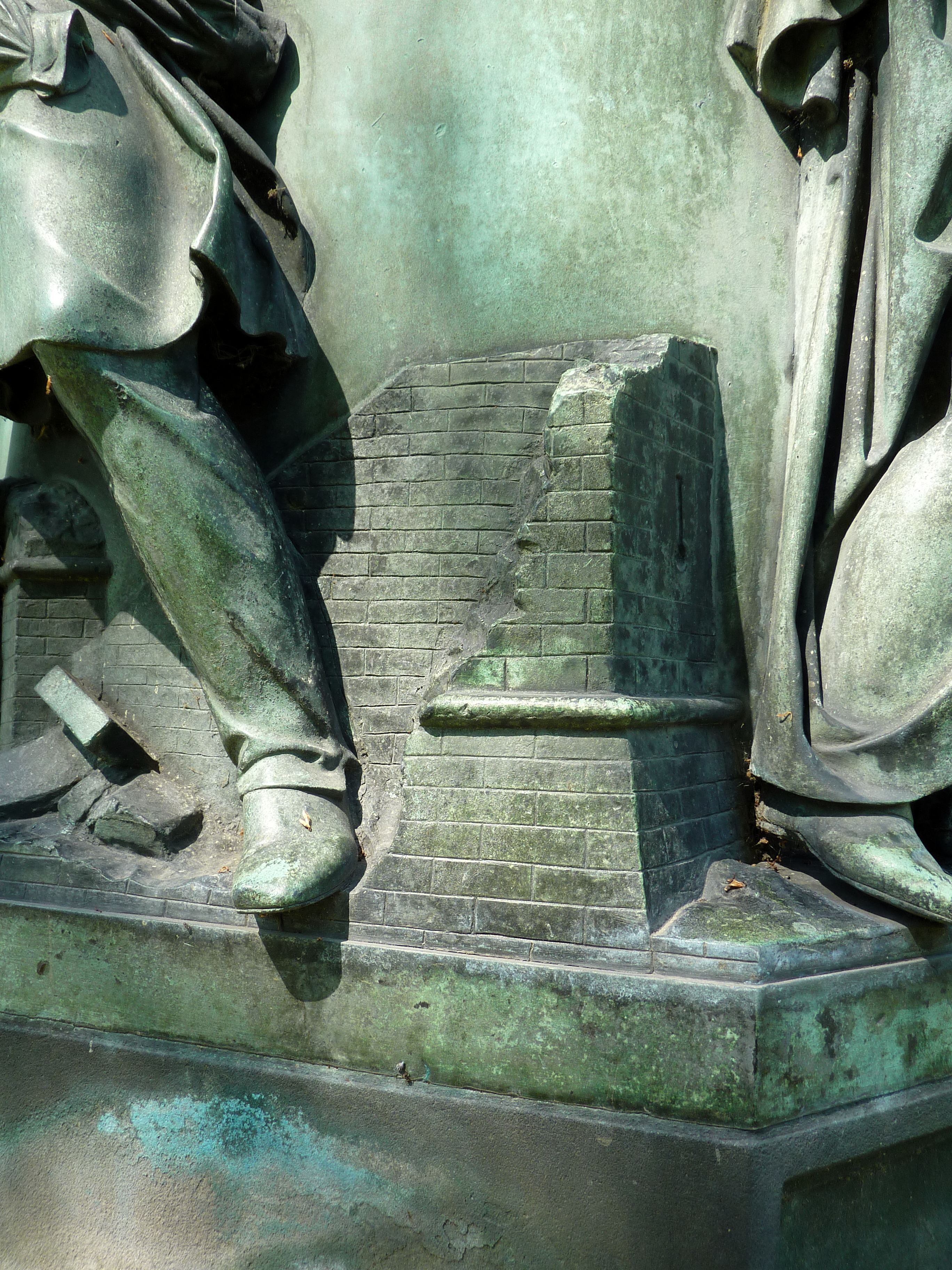
Darstellung der Schleifung der Stadtbefestigung (Detail) am Sockel des Guiollett-Denkmals in den Wallanlagen

Erst nach der erneuten Besetzung Frankfurts durch französische Truppen im Januar 1806 kam wieder Bewegung in das Projekt. Gleichzeitig fiel ein Aufruf des Senats an die Bürgerschaft, sich an der Demolierung zu beteiligen, auf unerwartet fruchtbaren Boden, wohl auch in Anbetracht der Gefahr durch den akuten österreichisch-französischen Krieg. Nach dem Ende des Heiligen Römischen Reiches im August 1806 verlor die Freie Reichsstadt Frankfurt ihre Unabhängigkeit. Sie wurde dem Territorium des Fürstprimas Carl Theodor von Dalberg zugeschlagen.
Im Auftrag Dalbergs verfasste Jakob Guiollett eine Denkschrift Bemerkung über die Schleifung hiesiger Festungswerke, die am 5. November 1806 erschien. Darin schlug er vor, den Frankfurter Festungsgürtel zu demolieren und anstelle der Bollwerke eine Promenade und einen englischen Landschaftsgarten neu anzulegen, der heute als Wallanlagen bekannt ist. Am 5. Januar 1807 ernannte ihn der Fürstprimas zum Fürstlichen Commissarius bei dem fortzusetzenden hiesigen Festungsbau-Demolitions-Geschäfte.
Guiollett zog den Aschaffenburger Schlossgärtner Sebastian Rinz für die Planung der Arbeiten heran. In den folgenden Jahren entstanden nacheinander die Bockenheimer Anlage (1806), Eschenheimer Anlage (1807), Friedberger Anlage (1808/1809) und die Taunus- und Gallusanlage (1810). Besonders aufwendig war die Demolierung des mächtigen Mainzer Bollwerks, die sich von 1809 bis 1818 hinzog. Auf dem Gelände entstanden 1811 die Untermainanlage und die Neue Mainzer Straße. 1812 schloss Rinz die Arbeiten mit der Obermainanlage ab. Sämtliche Befestigungsanlagen bis auf den Sachsenhäuser Kuhhirtenturm und den Eschenheimer Turm wurden niedergelegt, lediglich einige der Tore am Mainufer aus dem 15. Jahrhundert, darunter das mächtige Fahrtor, blieben zunächst bestehen. Sie wurden erst 1840 abgerissen, als man das Mainufer um zwei Meter aufschüttete.

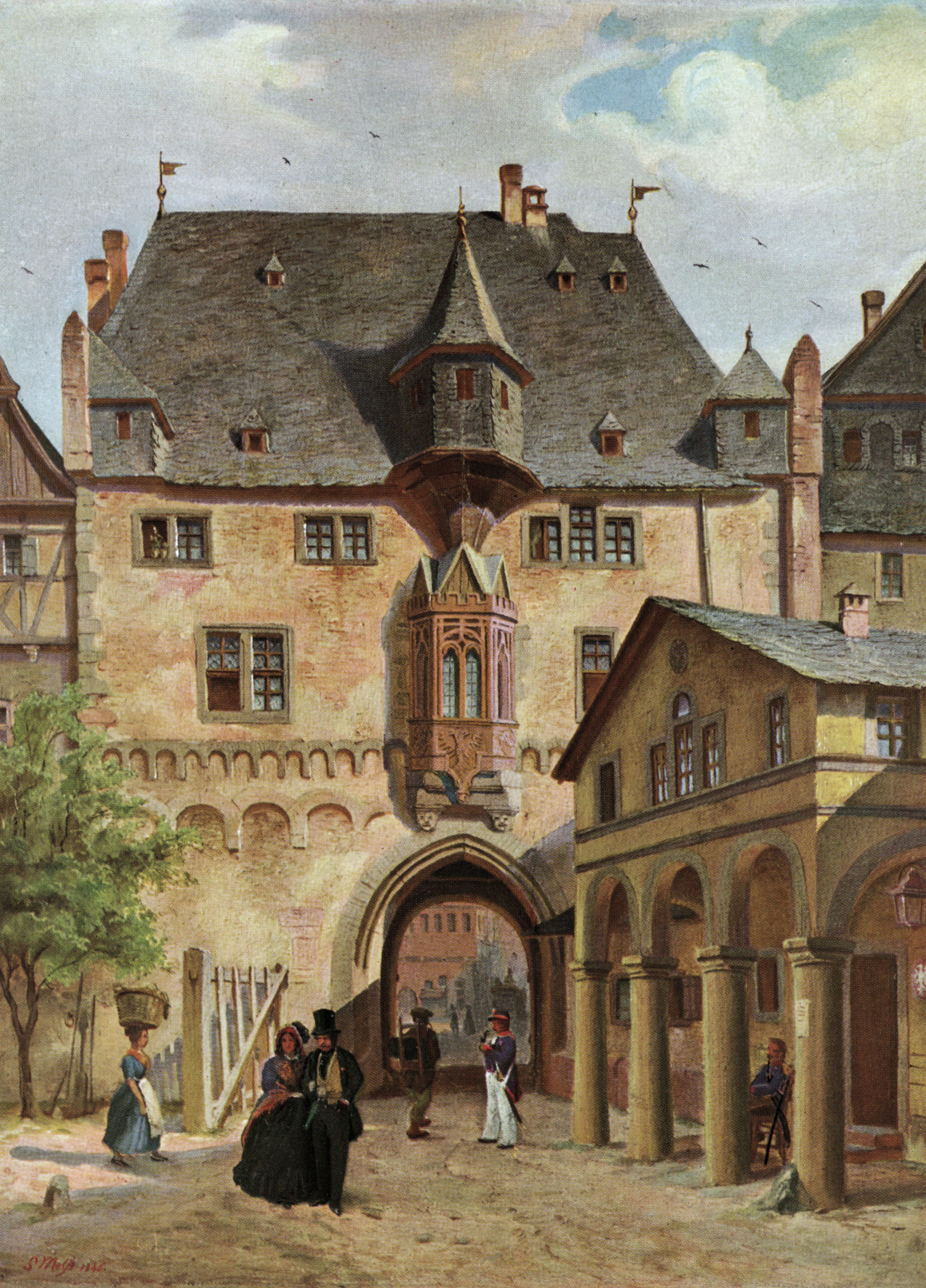
Das Fahrtor wurde erst 1840 abgerissen

Die Bürger empfanden die Demolierung der alten Mauern als Signal einer Zeitenwende. Catharina Elisabeth Goethe schrieb am 1. Juli 1808 begeistert an ihren Sohn: Die alten Wälle sind abgetragen, die alten Tore eingerißen, um die gantze Stadt ein Parck, man glaubt, es sey Feerrey. Die alten Perücken hätten so was bis an Jüngsten Tag nicht zuwege gebracht. Eher wehmütig äußerte sich die wesentlich jüngere, bereits unter dem Einfluss der Romantik stehende Bettina von Arnim: So manchem Frankfurter Bürgerskind wird's gangen sein wie mir, daß es ihm kalt und unheimlich ist, als wär' ihm die Woll' abgeschoren mitten im Winter.
1813 verwüsteten die französischen Truppen auf ihrem Rückzug nach der verlorenen Völkerschlacht von Leipzig die gerade erst angelegten Wallanlagen. Der inzwischen zum Präfekturrat für das großherzogliche Departement Frankfurt und zum Maire von Frankfurt ernannte Guiollett ließ die Anlagen durch Stadtgärtner Rinz umgehend wiederherstellen. Nachdem die Freie Stadt Frankfurt 1816 ihre Unabhängigkeit wiedererlangt hatte, schützte sie ihren neuen Grüngürtel 1827 durch eine Wallservitut gegen Bebauung.
Anstelle der demolierten Tore errichtete 1807 bis 1812 Stadtbaumeister Johann Georg Christian Hess klassizistische Torbauten mit schmiedeeisernen Gittern, die noch bis 1864 jeden Abend verschlossen wurden. Dabei errichtete man nicht alle Tore vollständig neu. Beim Galgentor und beim Eschenheimer Tor wurden, wie zeitgenössische Bilder erkennen lassen, die frühbarocken Vorpforten mit einbezogen. Dennoch riss man die meisten schon bis Ende des 19. Jahrhunderts wieder ab.

### Heute noch erhaltene Teile

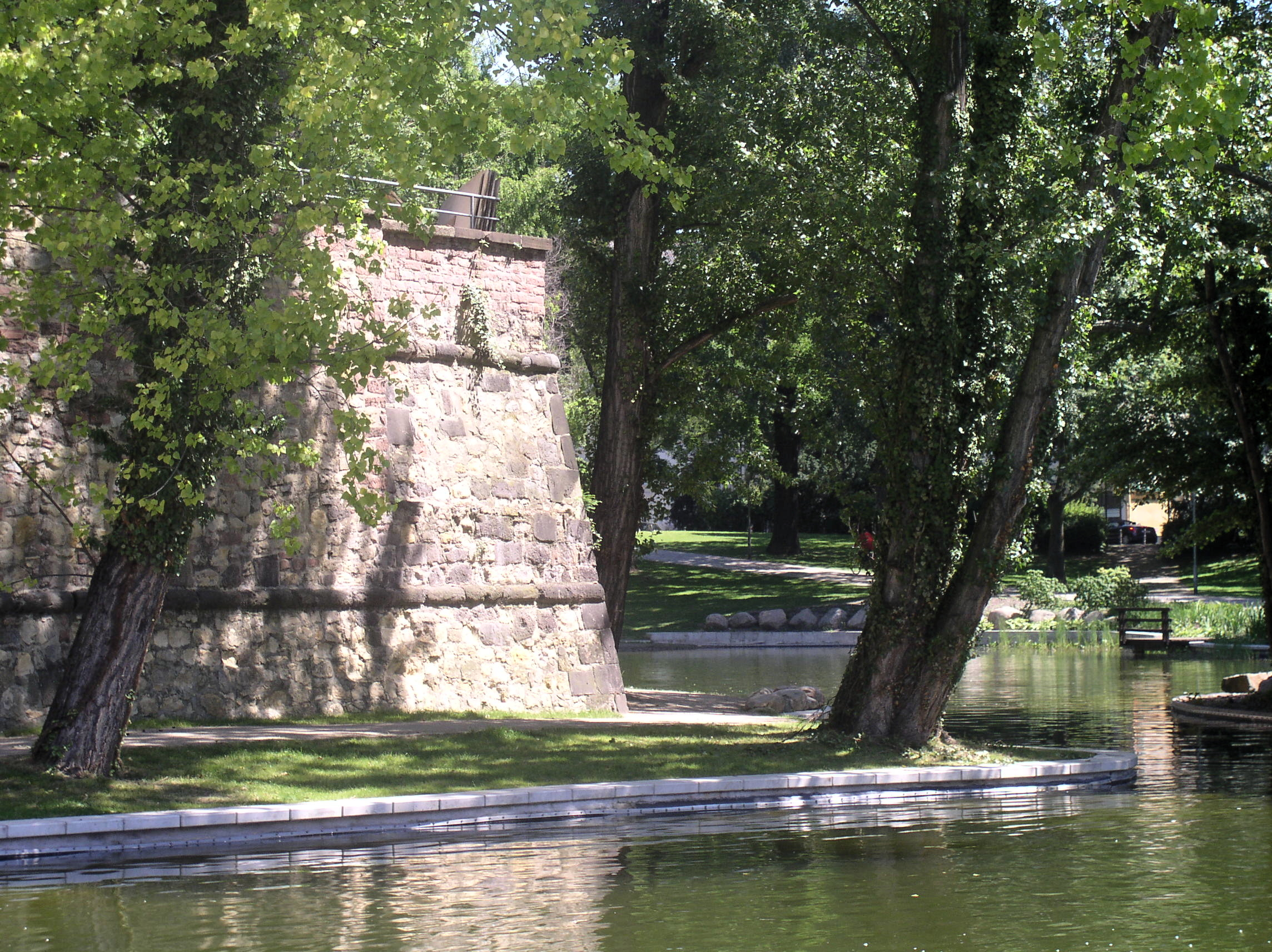
Mauerreste des Allerheiligen- oder Judenbollwerks in der Obermainanlage am Rechneigrabenweiher; Letzterer ein Überrest des die Stadt einst umgebenden Wassergrabens

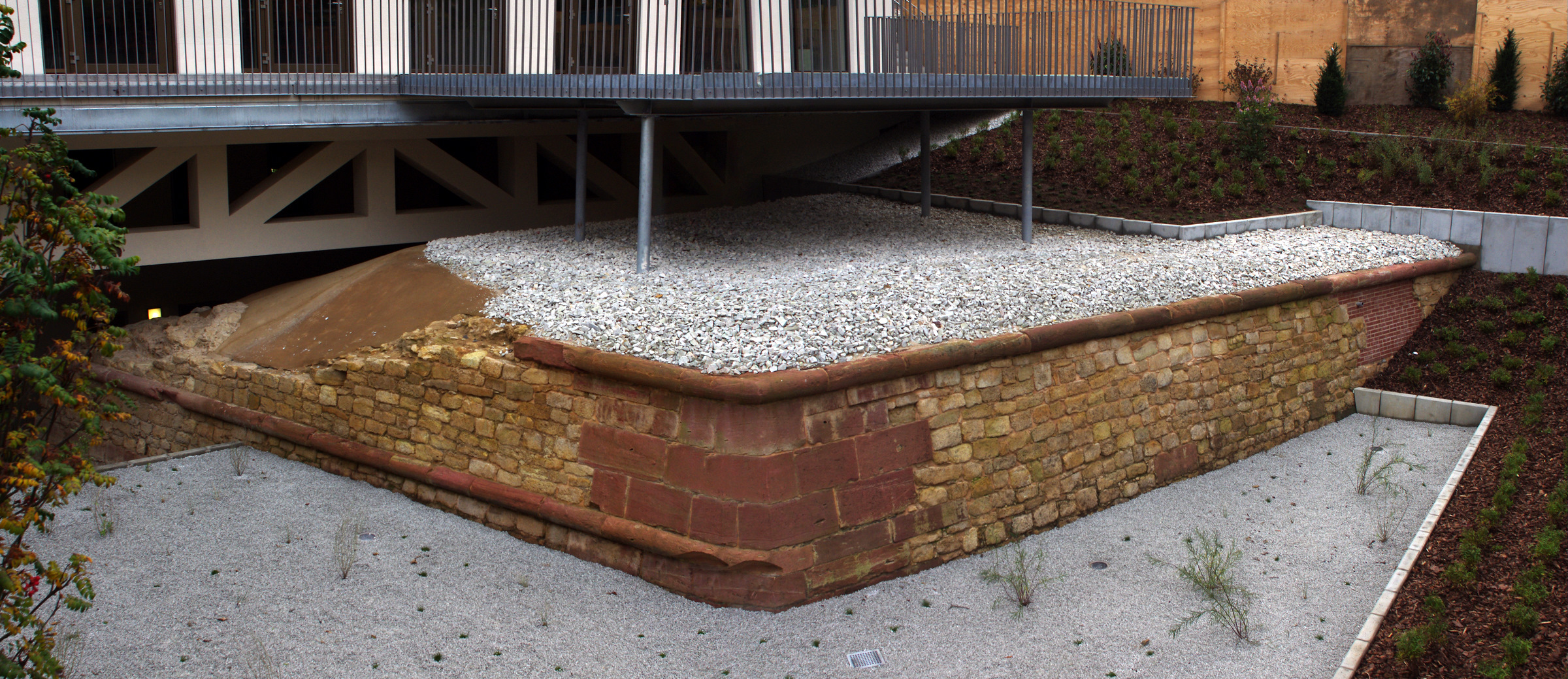
2009 ausgegrabene Mauerreste der Bastion am Friedberger Tor

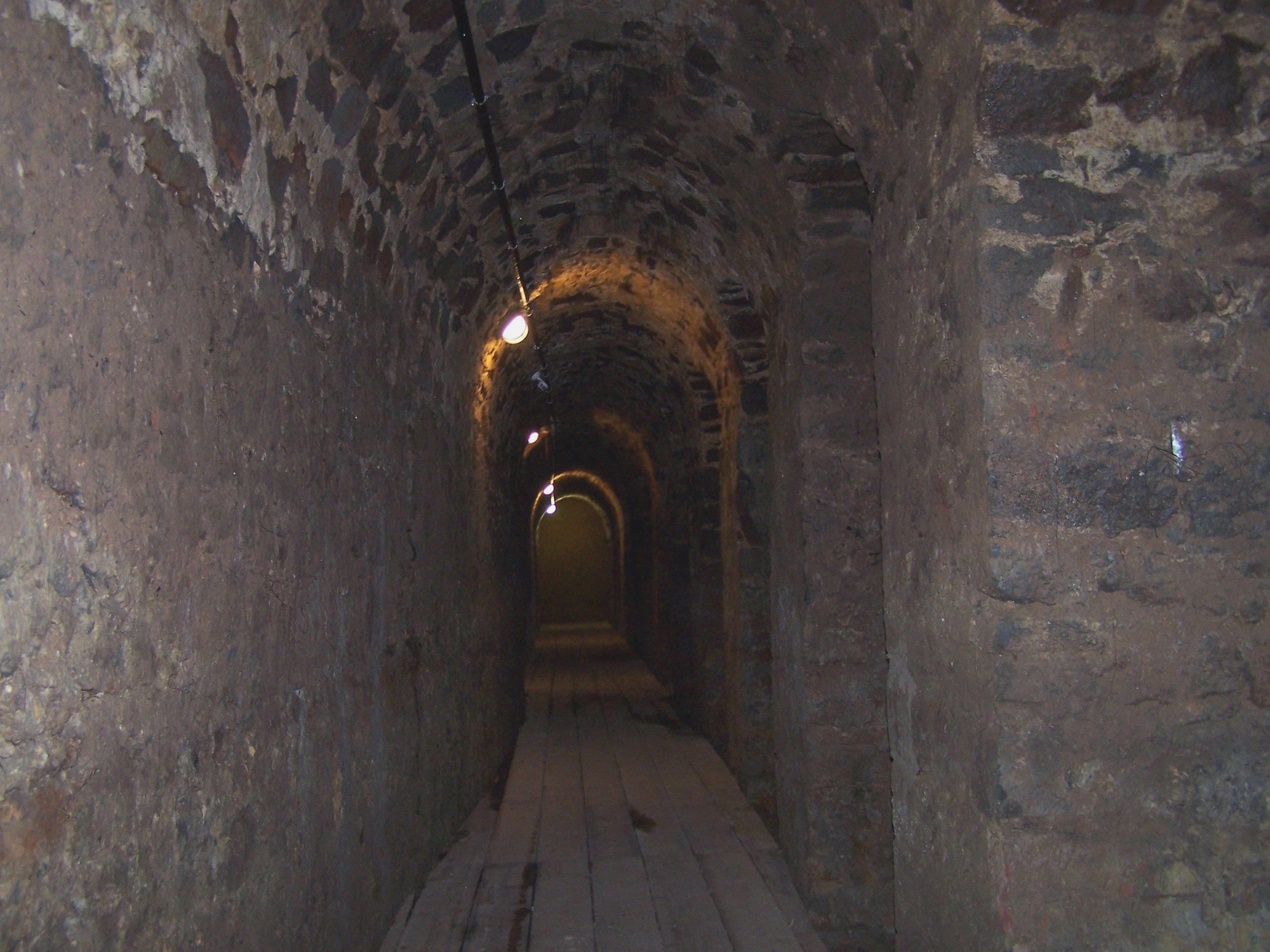
Kasematten unter der Friedberger Bastion, Bleichstraße

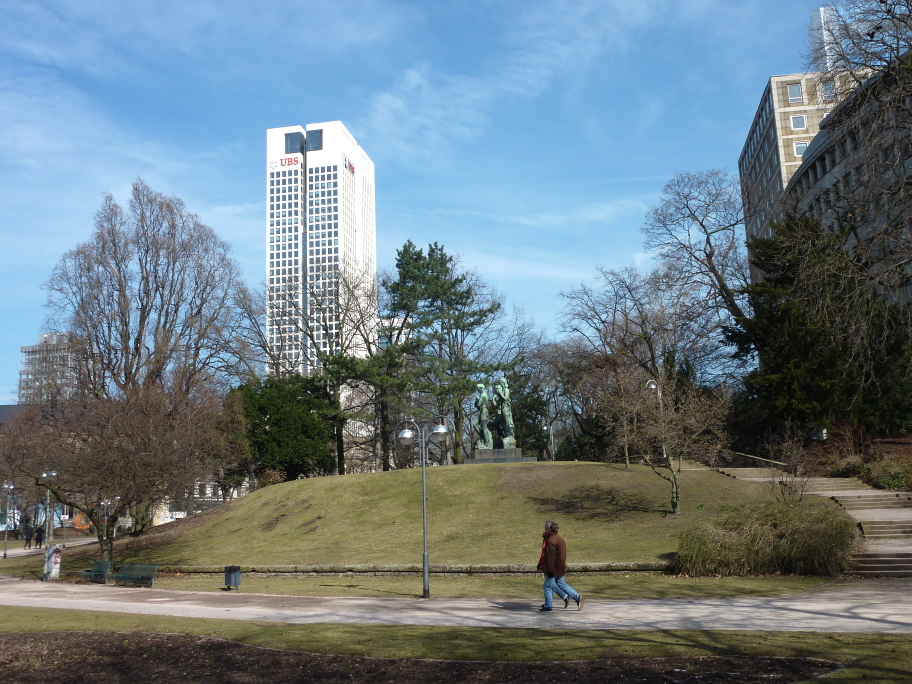
Taunusanlage: Der Überrest des Junghofbollwerks

Die Wallanlagen sind aufgrund des Wallservituts bis heute im Wesentlichen unangetastet geblieben und prägen noch immer das Frankfurter Stadtbild. Acht der ehemals 11 Bollwerke sind noch im Straßenverlauf des Anlagenrings erkennbar, lediglich das zuerst demolierte Galgenbollwerk und die beiden direkt am Mainufer gelegenen halben Bastionen, das Fischerfeldbollwerk und das Mainzer Bollwerk verschwanden ganz. Als einzige Bauwerke der verschwundenen Festungsanlagen sind noch der Rechneigrabenweiher in der Obermainanlage, der Albert-Mangelsdorff-Weiher in der Bockenheimer Anlage und der Erdhügel des ehemaligen Junghofbollwerks in der Taunusanlage zu erkennen. Auf diesem Hügel stand seit 1896 ein Reiterstandbild Kaiser Wilhelm I. von Clemens Buscher, das 1941 als Metallspende des Deutschen Volkes eingeschmolzen wurde. Seit 1948 befindet sich hier das Beethoven-Denkmal, das letzte Werk Georg Kolbes.
Bei Tiefbauarbeiten in der Bockenheimer Anlage wurden im Jahr 2008 Sockelreste der Stadtmauer wiederausgegraben, die einem städtischen Bauvorhaben weichen müssen. Im September 2009 wurde bei Ausschachtungsarbeiten an der Bleichstraße ein etwa 90 Meter langer Abschnitt einer Kasematte aus dem 17. Jahrhundert wiederentdeckt und freigelegt, die mutmaßlich zur Friedberger Bastion gehört hatte.

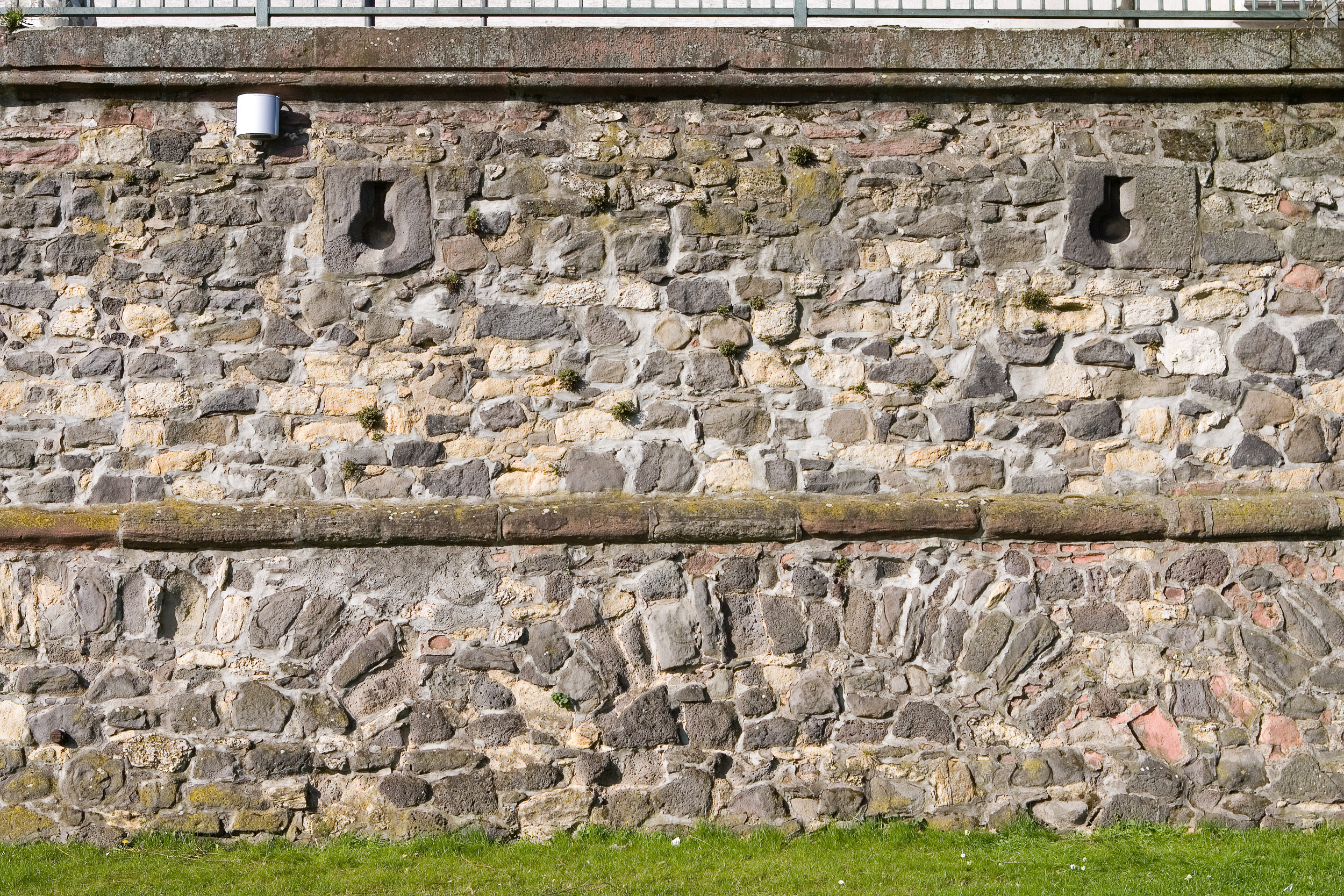
Schießscharten in der Mainmauer

Reste der Mainmauer wurden in die Kaimauer zwischen Obermainbrücke und Alter Brücke einbezogen, die verwendeten Teile sind an den darin befindlichen Schießscharten zu erkennen. Beim Bau des Hochkais unterhalb der Untermainbrücke verwendete man Steine des ehemaligen Mainzer Bollwerks. An den ehemaligen Sachsenhäuser Festungsring erinnert heute nur noch der Kuhhirtenturm. Auf der anderen Mainseite hat sich als einziger Turm der landwärts gewandten Befestigung der Eschenheimer Turm sowie am Main der Rententurm am Fahrtor erhalten. Die klassizistischen Torbauten des frühen 19. Jahrhunderts sind bis auf die beiden Affentorhäuser in Sachsenhausen aus dem Stadtbild verschwunden.
Nach den Straßendurchbrüchen und Abrissen des 19. Jahrhunderts war von der Staufenmauer noch ein bis zur Fahrgasse reichender Rest von etwa 75 Metern mit 15 Blendbögen erhalten. Er gehörte zu einem Abschnitt, der nach dem Großen Christenbrand von 1719 erneuert worden war. Die dort entstandenen barocken Neubauten nutzten ihn als Brandmauer, so dass das Mauerstück nicht öffentlich zugänglich war. Die Bürgerhäuser am Einhornplatz in der Fahrgasse, kurz vor ihrer Überkreuzung mit der Töngesgasse bildeten mit der Mauer jedoch winzige Hinterhöfe, die auch durch ein kompliziertes System von Durchfahrten und Durchgängen zugänglich, jedoch selbst den meisten Historikern unbekannt waren. Erst nach der Zerstörung der Altstadt 1944 wurde der hier befindliche Mauerabschnitt freigelegt und ist bis heute erhalten. Der dahinter gelegene, An der Staufenmauer genannte Straßenabschnitt mit Zweckbauten der 1950er Jahre soll nach Plänen mehrerer Fraktionen im Frankfurter Römer in naher Zukunft im Hinblick auf die historische Bedeutung des Ortes neu gestaltet werden.
Auch die Häuser zwischen der Fronhofstraße und dem Wollgraben sowie zwischen der Fahrgasse und Hinter der schönen Aussicht zeigten in ihren Grundrissen noch bis zum Zweiten Weltkrieg den über 700 Jahre alten Mauerverlauf an, obwohl sie fast sämtlich im klassizistischen Stil neu erbaut worden waren. Vermutlich hatte man die Parzellen bei der Bebauung des Fischerfelds Anfang des 19. Jahrhunderts aufgrund althergebrachter Besitztumsverhältnisse nicht verändert. Durch den historischen Straßengrundriss ignorierenden Wiederaufbau und den Durchbruch der Kurt-Schumacher-Straße ist auch dieser Verweis auf die Staufenmauer restlos verschwunden. Ein weiteres Überbleibsel der Befestigungsanlage ist noch am Liebfrauenberg in der Westfassade der Liebfrauenkirche zu erkennen.
Von der nordmainischen Landwehr sind heute keine Spuren mehr erkennbar, von der Sachsenhäuser Landwehr sind zwischen Wendelsweg und Viehweg noch Gräben und Wälle vorhanden. Darüber hinaus erinnern noch drei Straßen, der Sachsenhäuser, der Oberräder und der Bornheimer Landwehrweg an die einstigen Befestigungsanlagen. Außerdem haben sich noch die vier Warten im Stadtbild erhalten, deren Türme seit den 1880er Jahren als Entlüftungsschächte für die Frankfurter Schwemmkanalisation dienen. Zwei von ihnen, die Friedberger Warte und die Sachsenhäuser Warte, sind der Öffentlichkeit durch gastronomische Nutzung zugänglich.
Das romanische Herrenhaus des Großen Riederhofs war im frühen 20. Jahrhundert einer der ältesten noch erhaltenen Profanbauten Frankfurts, der nach neuerer vergleichender Forschung wahrscheinlich zeitgleich mit dem Saalhof, vielleicht sogar unter den gleichen Baumeistern, um die Mitte des 12. Jahrhunderts entstand. Auf Betreiben Emil Padjeras hatte man kurz nach 1900 noch die geplante Straßenführung der Hanauer Landstraße geändert, um seinen Abriss zu verhindern, was in jener Zeit eine absolute Seltenheit darstellte. Das Haus brannte bei den Luftangriffen 1944 aus, die Ruine wurde nach dem Krieg abgerissen. Heute erinnert nur noch das gotische Torgebäude an der Hanauer Landstraße sowie der Straßenname An den Riederhöfen im Ostend an die Hofanlage. Sie markieren die einstige östliche Ausdehnung der Landwehr.